# Kastell Favianis

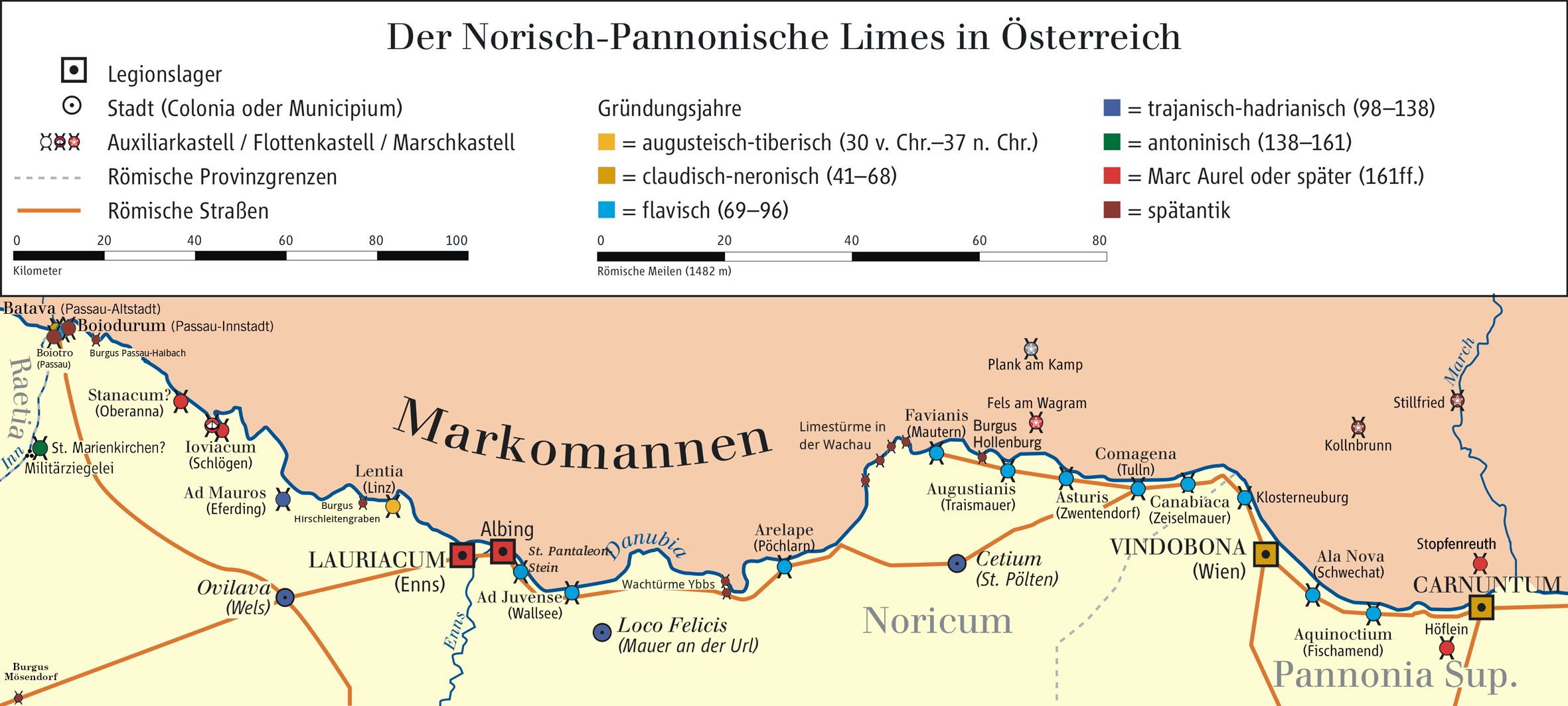

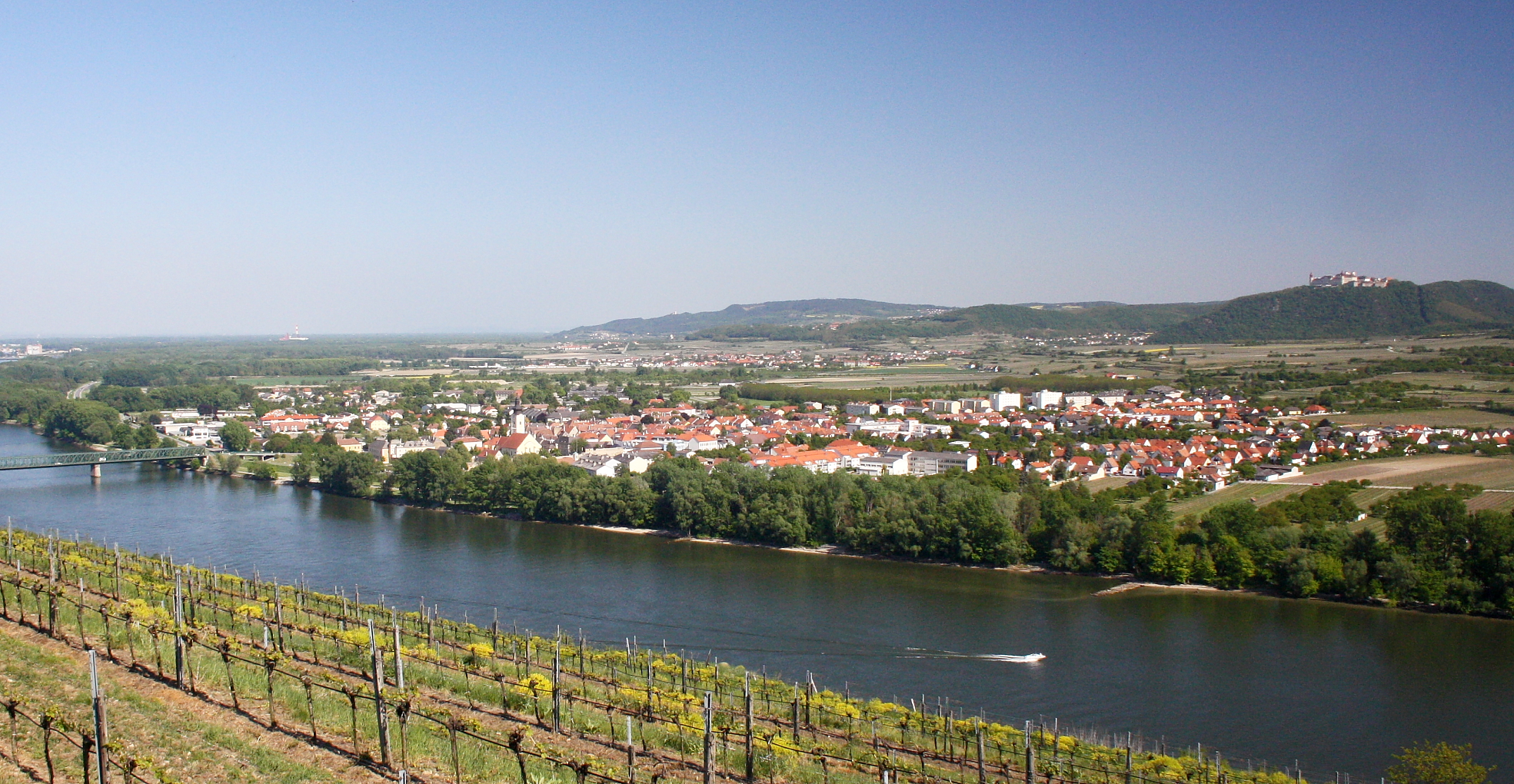
Mautern an der Donau/NÖ

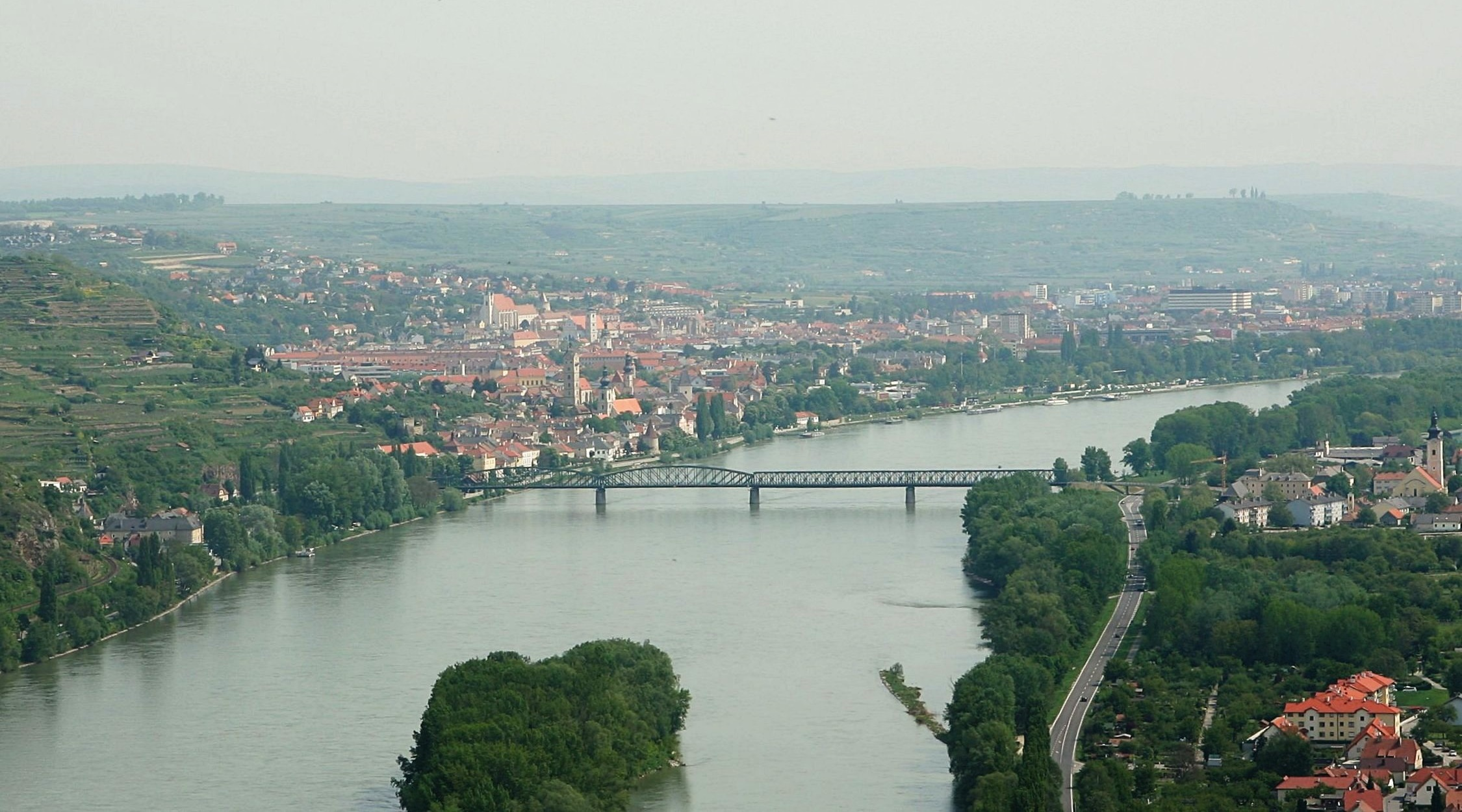
Blick von der Ferdinand-Warte auf Krems und Mautern

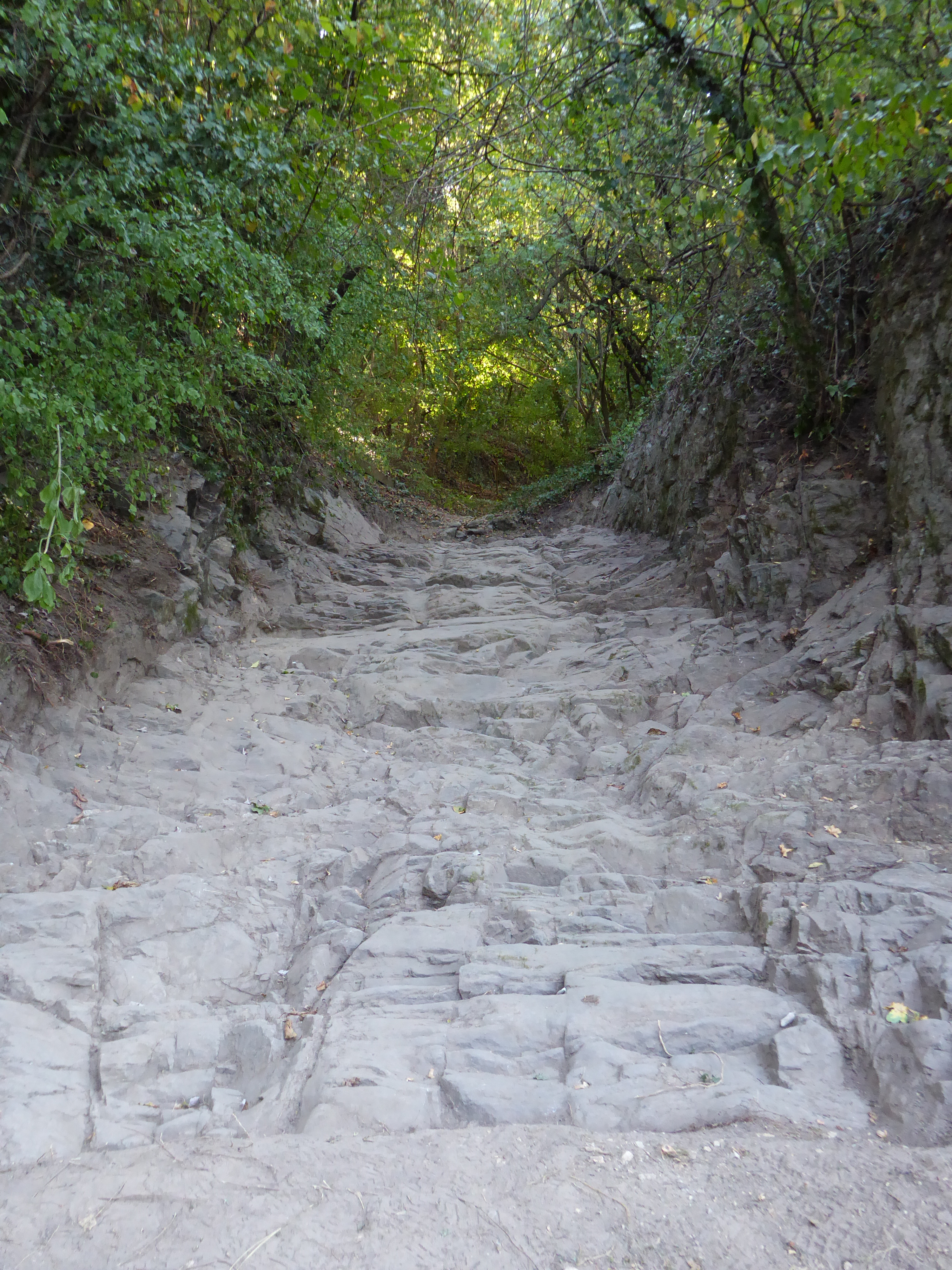
Reste einer Römerstraße im Dunkelsteiner Wald bei Mauternbach

Das Kastell Favianis war Teil der Sicherungsanlagen des römischen Limes Noricus. Es liegt in der Gemeinde Mautern an der Donau in Österreich, Bundesland Niederösterreich, Bezirk Krems-Land.
Das Kastell diente wahrscheinlich zuerst als Reiterlager, in der Spätantike auch als Stützpunkt der Donauflotte (Classis Pannonica) und war vermutlich vom 1. bis ins 5. Jahrhundert kontinuierlich mit römischen Truppen belegt. Es gelangte vor allem im 5. Jahrhundert durch die politischen und sozialen Aktivitäten des Missionars Severin von Noricum zu größerer Bedeutung. In diesem Zusammenhang schützte es unter anderem das Severinskloster und war 488 – nach Niederwerfung des nördlich der Donau gelegenen Reiches der Rugier (siehe Rugiland) durch König Odoaker – Sammelpunkt für die Evakuierung der romanischen Bevölkerung Ufernoricums nach Italien.
Das erstmals in der Notitia dignitatum erwähnte, aber wahrscheinlich bereits seit der frühen Kaiserzeit bestehende Lager konnte archäologisch eindeutig nachgewiesen werden. Das Kastell ist heute zwar fast ganz durch die Altstadt von Mautern überbaut, seine Umrisse sind aber noch immer im Straßenraster auszumachen. Bedeutende Reste des spätantiken Kastells (siehe Steinperiode II) haben sich vor allem am westlichen Abschnitt der mittelalterlichen Wehranlagen und in der Margaretenkapelle erhalten. Es zählt zu den am besten erforschten römischen Fundstätten in Österreich. Das Reste des Kastell sind seit 2021 Bestandteil des zum UNESCO-Weltkulturerbe erhobenen Donaulimes.

## Name
Der Ursprung und Bedeutung des antiken Kastellnamens konnte bisher nicht mit Sicherheit geklärt werden. Gerhard Rasch leitet den Kastellnamen von einem Personennamen, wie zum Beispiel Favius, Faventius oder Favonis, ab. Möglicherweise ist er auch auf die – vgl. dazu auch Comagena (Tulln an der Donau) – hier zuerst stationierte Garnisonseinheit zurückzuführen. In diesem Fall könnte es sich dabei um eine cohors Faviana (oder auch Fabiana) gehandelt haben, die wohl nach ihrem ersten Kommandeur benannt war. Wie damals oft üblich, wurde der Kastellname auch auf die angrenzende Zivilsiedlung übertragen und hielt sich bis in die Spätantike (castra Faviana oder Fabiana). Der antike Name des Kastells findet sich auch in der Notitia dignitatum, im Abschnitt des norischen Dux (Favianae). Nach Ende der Römerherrschaft wird der Ort (um 899) erstmals wieder in den Fuldaer Annalen als Civitas Mutarensis (die Siedlung der Mauteintreiber) erwähnt.

## Lage
Am östlichen Ausgang des Durchbruchstales der Wachau fließt die Donau in ein weites Becken, das in der Antike noch eine sumpfige Aulandschaft mit zahlreichen Nebenarmen war, da der Strom mehrmals seinen Lauf geändert hat. Das Kastell stand auf einer tertiären Schotterterrasse und wurde, laut den Sedimentbefunden, offenbar mehrmals von größeren Hochwasserkatastrophen heimgesucht. Seine Überreste liegen heute fast ganz unter der Altstadt von Mautern, es ist aber noch an einigen Stellen aufgehendes Mauerwerk erhalten. Der Vicus breitete sich im Süden, im Osten und im Westen um das Lager aus und bedeckte ein Areal von rund 22 ha, was ein Vielfaches der Kastellfläche war. Mehrere Gräberfelder konnten im Osten und Südosten festgestellt werden, vereinzelt finden sich auch antike Bestattungen an der Straße nach Mauternbach.

## Straßenverbindungen
Bei Favianis wurden unter anderem die binnennorischen Eisen- und Salzhandelsrouten an die am Ostrand des Weinviertels entlangführende Bernsteinstraße, an Routen, die über das Kamptal in das Gebiet von Elbe-Moldau und an Handelswege, die weiter Richtung Norden führten, angeschlossen. Das Kastell lag jedoch nicht direkt an der Limesstraße. Infolge des sumpfigen und unwegsamen Geländes zwischen Melk (Namare?) und Mautern verlief sie hier nicht neben dem Donauufer, sondern einige Kilometer weiter südlich. Um dennoch die Wachturmkette an der Donau problemlos erreichen zu können, wurden von der Limesstraße aus ganzjährig begehbare Zugänge durch kleine, zum Fluss führende Täler angelegt. Westlich von Favianis wurden die Endpunkte von zwei dieser Wege durch Wachtürme bei Bacharnsdorf und Rossatz-Windstallgraben gesichert. Reste solcher Straßen (mit sehr ausgeprägten Spurrillen) kann man heute noch südwestlich von Mauternbach sowie im Kupfertal südlich von Bacharnsdorf sehen. Dort, im NW-orientierten Einschnitt des Dürrenbaches, führte die Geleisestraße über den Höhenrücken des Dunkelsteiner Waldes in Richtung St. Pölten/Aelium Cetium. Von hier aus ging es Richtung Osten zum nächsten größeren Lager Augustianis (Traismauer) und Richtung Süden nach Aelium Cetium.

## Funktion
Favianis stand, ähnlich wie die Kastelle von Linz, Enns und Klosterneuburg, an einer für den Fernhandel wichtige Querung über die Donau. Donauabwärts war ein Übersetzen aufgrund zahlreicher Nebenarme und sumpfiger Auen fast unmöglich. Donauaufwärts versperrten wiederum die steilen und unwegsamen Abhänge der Wachau den Zugang zum Stromufer. Primäre Aufgabe der Kastellbesatzung war diesen – auch strategisch bedeutsamen – Übergangspunkt zu kontrollieren. Zudem überwachte es die Verbindung zwischen den oberösterreichischen und den um Wien liegenden Beckenlandschaften.

## Topographie
Beim Wasserleitungsbau in der Kremser Straße konnten auch wertvolle Erkenntnisse über die Geländebeschaffenheit zur Zeit der Antike gewonnen werden. Demnach wurde als antikes Niveau nicht die Flusssandsedimentierung, die vor allem im Norden nicht mehr erreicht werden konnte, sondern die Oberkante einer lehmigen Sandschicht angenommen. An der Terrassenkante sind die Unterschiede zwischen neuzeitlichem und antikem Niveau noch minimal. Nördlich dieser Kante wurde über die Jahrhunderte hindurch aber kontinuierlich aufgeschüttet, dies insbesondere im Mittelalter und in der Neuzeit, die natürliche Niederterrasse zeichnet sich jedoch immer noch deutlich an einer Geländekante im Bereich der Nordmauer ab.
In der mittleren Kaiserzeit war hingegen das Gehniveau im nördlichen Teil des Annexes kaum höher als zur Zeit der Spätantike. Im Bereich Kreuzung Kremser Straße mit St. Pöltner Straße konnte auf 15 m Länge ebenfalls eine aufgeschüttete Terrasse nachgewiesen werden. Das Fundament der nördlichen Kastellmauer liegt auch um fast einen Meter tiefer als die Befestigungen im Süden, ab hier fällt das Gelände auch merklich ab. Südlich der Mauer beträgt das Gefälle einen Meter über 35 m Längserstreckung, nördlich aber schon 3 m auf 35 m Länge. Die nördliche Mauer wurde also ganz bewusst nahe dieser markanten Geländekante errichtet. Der tiefste Punkt nördlich der Kastellmauer liegt bei vier Meter.
Zusammenfassend gliedert sich das untersuchte Gebiet in eine Niederterrasse bis zu einer Geländekante, einen kleinen Hang (Abfall rund vier Meter auf einer Länge von 60 m) und eine kleinere Kuppe, die um rund einen Meter höher liegt als der am tiefsten gemessene Geländepunkt. Diese Voraussetzungen waren wohl ausschlaggebend dafür, dass das Kastell hier errichtet wurde. Johann Offenberger nimmt nach einer Trockenzeit im 2. für das 3. Jahrhundert einen markanten Anstieg des Grundwasserspiegels an. Dies erfolgte wahrscheinlich durch eine allgemeine Klimaverschlechterung, die immer öfter zu großflächigen Überschwemmungen führte und die Römer zur Aufgabe von ufernahen oder tiefergelegenen Siedlungsplätzen und Befestigungen zwang.

## Vegetation

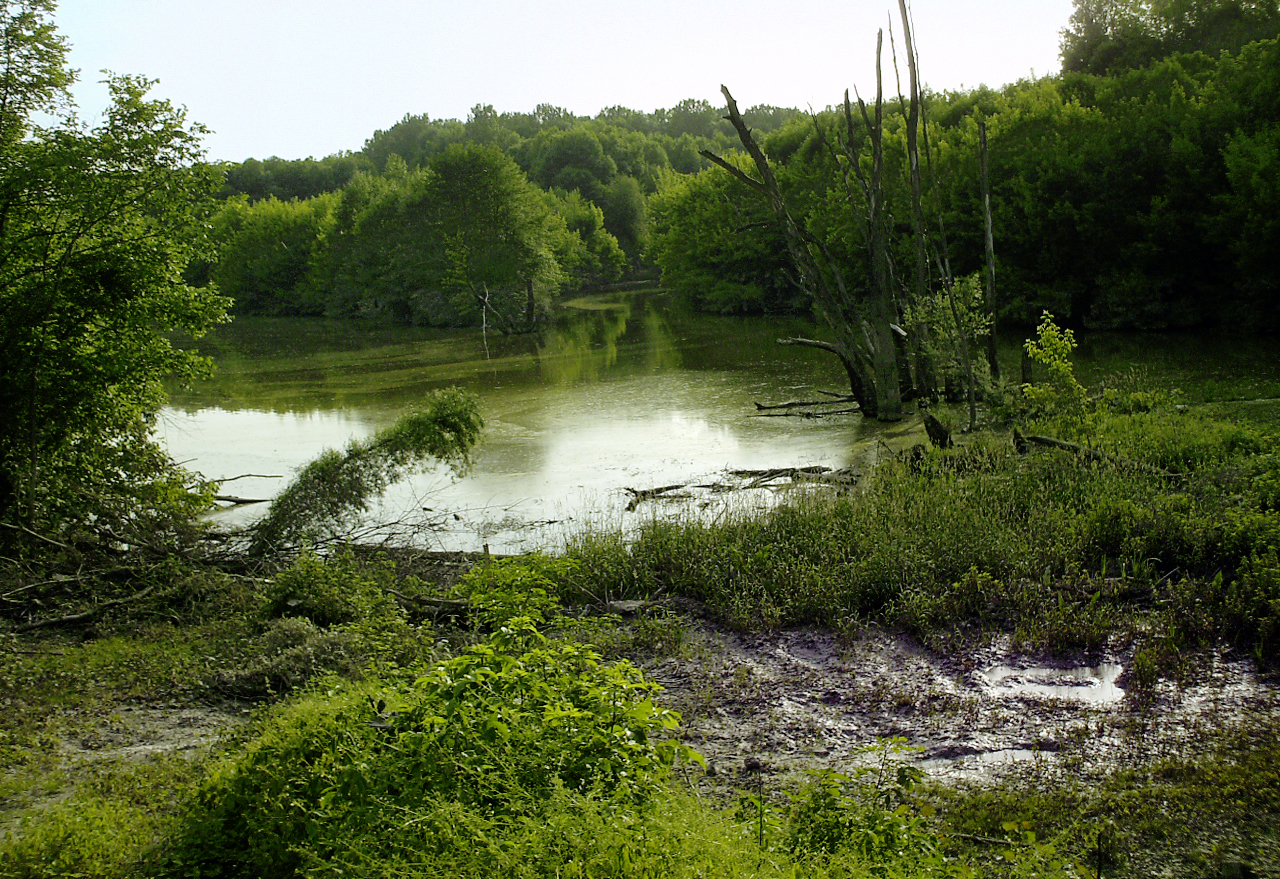
Naturbelassener Auwald an der Donau (Melk/NÖ)

Makologische Untersuchungen aus der Zeitperiode des Steinkastell I bewiesen das Vorhandensein eines Laub- und Mischwaldes mit Buschland und Trockenbiotopen im Umfeld des Kastells. Entlang des Hauptstromes der Donau gab es damals noch zahlreiche Altarme, die mit den Waldgebieten des Hinterlandes verbunden waren. Ein typischer Auwald dürfte im 2. Jahrhundert aber nicht mehr vorhanden gewesen sein. Die im Kastell gefundenen Holzarten wie Eiche, Tanne, Buche und Hainbuche bestätigen diese Annahme. Die hauptsächliche Nutzung dieser Baumarten für den Hausbau führte oft zu einer dauerhaften Veränderung des natürlichen Waldbestandes in der Umgebung der Limeskastelle. Darüber hinaus fanden sich Hinweise für den Anbau von Getreide und Hülsenfrüchten, die Haltung von Nutztieren sowie Jagd und Fischerei.
Für die Spätantike können kaum Veränderungen wahrgenommen werden, es herrschte weiter Laub- und Mischwald vor, der sich mit Buschland, Stehgewässern mit Schilfbeständen und Rasenbiotopen abwechselte. Es gab keinen zusammenhängenden Auwaldgürtel. Holzkohleproben aus den Gebäuden im Lagerinneren stammen von Laub- und Nadelhölzern, wobei wiederum Eiche und Tanne identifiziert werden konnten. Eine Erweiterung der landwirtschaftlichen Nutzungsflächen um das Kastell ist für diese Zeitperiode ebenfalls auszuschließen.

## Entwicklung

Abzug der römischen Provinzialen mit der Leiche des Hl. Severin (Abbildung aus Moritz Smets: Geschichte der Österreichisch-Ungarischen Monarchie. 1878)

Die Region um Favianis gehörte ab dem 2. Jahrhundert v. Chr. zum keltischen Regnum Noricum, nach dessen Eingliederung in das Imperium Romanum wurde im Zuge der verwaltungsmäßigen Neuorganisation unter Kaiser Claudius die Provinz Noricum gegründet. Favianis wird zu den ältesten Kastellen am Donaulimes gezählt, eindeutige archäologische Beweise für die Errichtung eines standardmäßigen Holz-Erde-Kastells in der Zeit der Flavier konnten allerdings bis dato nicht beigebracht werden.
In der Zeit zwischen den ersten und mittleren Jahrzehnten des 2. Jahrhunderts erfolgte der Umbau in ein Steinkastell, vielleicht durch Angehörige der beiden oberpannonischen Legionen und der cohors I Aelia Brittonum (Steinkastell I). Wahrscheinlich in den Markomannenkriegen schwer beschädigt erfuhr die Anlage danach wiederum einige Umbauten. Über die Ereignisse rund um das Kastell im 3. Jahrhundert ist nichts bekannt. Sicher ist nur, dass die Gebäude erneut niederbrannten und die Kastellruine über einen längeren Zeitraum nicht benutzt bzw. wieder aufgebaut wurde. Auch die Münzreihe aus Kastell und Lagerdorf zeigt einen merklichen Rückgang des Geldumlaufes, was ebenfalls für eine temporäre Verödung spricht.
Die Wiederbelebung des Kastellplatzes erfolgte wohl in der Regierungszeit Diokletians, der das Grenzsicherungssystem umfangreich reformierte. Favianis muss zu dieser Zeit noch ein bedeutendes Zentrum römischer Präsenz gewesen sein, da ab dieser Zeit dort die Stationierung einer zweiten norischen Legion, der legio I Noricorum (oder zumindest einer ihrer Vexillationen) und Flottensoldaten (liburnari) erwiesen ist. Zuvor wurde die Donau in diesem Abschnitt von Patrouillenschiffen der legio II Italica aus Lauriacum überwacht. Wie allgemein am Donaulimes üblich, wurde die Umwehrung des Kastells zu Anfang des 4. Jahrhunderts massiv verstärkt und modernisiert, zusätzlich wurde hier auch eine Patrouillenbootflottille stationiert (Steinkastell II).
Das Ende von Kastell und Vicus wird in der 511 entstandenen Vita Sancti Severini des Eugippius überliefert, der Platz wird in dieser Chronik als civitas oder oppidum bezeichnet, hatte also offenbar seine ursprüngliche militärische Bedeutung als Grenzfestung des norischen Limes im späten 5. Jahrhundert schon gänzlich verloren. Nur mehr eine kleine Besatzung unter Befehl eines Tribunen war für den Schutz der Siedlung und ihrer Bevölkerung verfügbar. Diese Truppe hatte sich wohl schon in ein kleines Restkastell (burgus) zurückgezogen, das wahrscheinlich im Bereich des Nikolaihofes lag. Als die Nahrungsmittelversorgung unterbrochen wurde, rief die Bevölkerung Severin zu Hilfe, dieser gründete aufgrund dessen in Favianis ein Kloster und hielt sich danach dauerhaft hier auf. Dies auch deswegen, da die Residenz des germanischen Volkes der Rugier am anderen Ufer der Donau lag. Ihr Einflussgebiet erstreckte sich damals wahrscheinlich bis nach Lauriacum/Enns. Es war für Severins Tätigkeit sehr wichtig, mit den tatsächlichen Machthabern dieser Region im ständigen Kontakt zu bleiben.
Am 8. Jänner 482 starb Severin in Favianis. Kurze Zeit später plünderte der Rugierkönig Frederuch das Kloster vollkommen aus. Nach der Niederwerfung des Rugierreiches durch die Ostgoten wurde um 488 ein Großteil der Romanen auf Befehl Odoakers nach Italien evakuiert. Sie hatten die Rugier gegen die Ostgoten unterstützt, mit ihrer Absiedlung sollte das Wiedererstarken der Rugierherrschaft verhindert werden. In der Endphase der römischen Herrschaft wurde das Oppidum zum Sammellager und Abzugspunkt für einen Teil der romanischen Bevölkerung der oberen und mittleren Donau. Sie nahmen dabei auch den Leichnam Severins mit sich. Der Severinsvita ist zu entnehmen, dass viele der Romanen trotz großer Belastungen und ständiger Bedrohung durch die Barbarenstämme nur schwer zum Verlassen ihrer ursprünglichen Heimat zu bewegen waren. Die Mehrzahl der Landbevölkerung und sicher auch viele Stadtbewohner verließen ihre Heimstätten wohl nicht. Mit dem Abwandern der herrschenden Klasse war das Land aber endgültig den germanischen Einwanderern preisgegeben worden.
Mit den Überlieferungen aus der Vita enden die Nachrichten über das Kastell. Nach 488 dürfte Favianis über 300 Jahre lang weitgehend unbewohnt gewesen sein, die Befunde zeigen keinerlei Siedlungskontinuität. Aufgrund des Vorhandenseins einer sogenannten „Schwarzen Schicht“ (Humus) vermutet man, dass die Gebäude rasch verfielen und mit der Zeit von der Vegetation komplett überwuchert wurden. Der Anbau von Getreide in kleinerem Umfang ist dennoch nicht auszuschließen. Es ist auch möglich, dass das Areal später sekundär als Viehpferch genutzt wurde, was die Anhäufung von Phytoliten im Erdreich erklären würde. Ab 803 wurde das Areal des ehemaligen Kastell neu besiedelt und gesichert. Zur Zeit des Markgrafen Aribos I. und seines Sohnes Isanrih wurde Mautern einer der wichtigsten Vororte der Donaugrafschaft. In der Raffelstettener Zollordnung wurde es als der letzte bairische Zollort genannt.

## Forschungsgeschichte

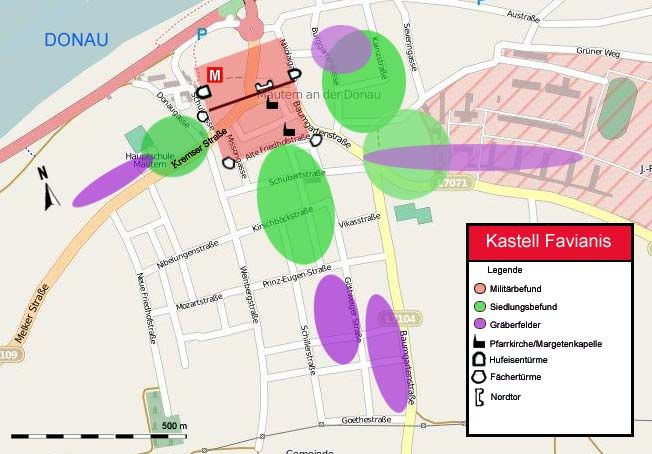
Römerzeitliche Befunde in Mautern/Donau

Nachdem schon öfter Funde der frühen Kaiserzeit ans Tageslicht gekommen waren, 1824 ein Soldatengrabstein, ein von West nach Ost verlaufender römischer Mauerzug wurde bei Kanalisationsarbeiten 1892 in der Kremser Straße angetroffen, ließ sich eine antike Schichtfolge erst 1996 bei den Ausgrabungen in der Melkerstraße dokumentieren. 1874 legte Adalbert Dungel erstmals eine größere Fundzusammenstellung aus der näheren Umgebung Mauterns an. Lambert Karner führte später einige archäologische Untersuchungen in Mautern durch (1890 und 91). Bis zur Jahrhundertwende bearbeiteten Max Nistler und Johann Oehler Funde und Forschungsergebnisse über das Kastell. Nach 1903 waren vor allem Bürger aus Krems an der Donau in der Forschung federführend. Rudolph Weißhäupl nahm sich der Verwaltung bzw. Katalogisierung der Fundgegenstände an, Josef Novotny erstellte eine Fundkarte über Mautern. In den 1920er Jahren wurde auch einige kleinere Grabungen durchgeführt, zwischen 1930 und 1939 wurden hauptsächlich Gräber und eine Villa rustica freigelegt. Seit Ende des Zweiten Weltkrieges wird die Fundstelle überwiegend vom Österreichischen Archäologischen Institut (ÖAI) und vom Österreichischen Bundesdenkmalamt betreut die in den letzten 60 Jahren zahlreiche wichtige Erkenntnisse über Ausdehnung und bauliche Details des Kastells gewinnen konnten.

## Kastell

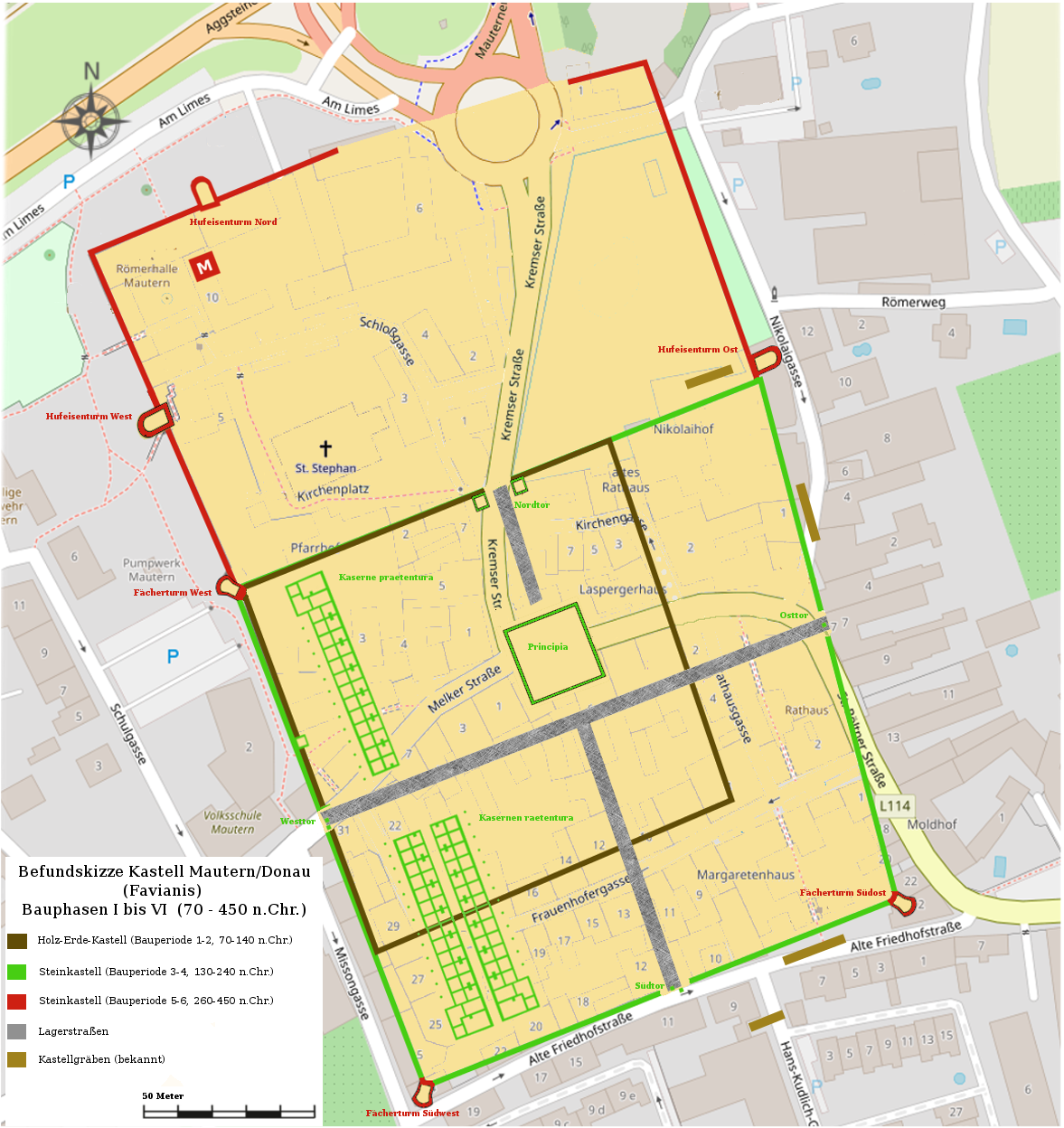
Skizze der Bauphasen des Kastells

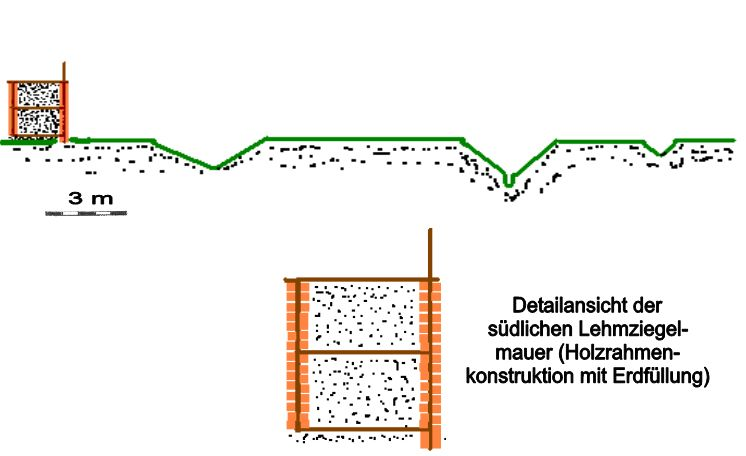
Schnittzeichnung Lehmmauer und Grabensystem des Südwalles

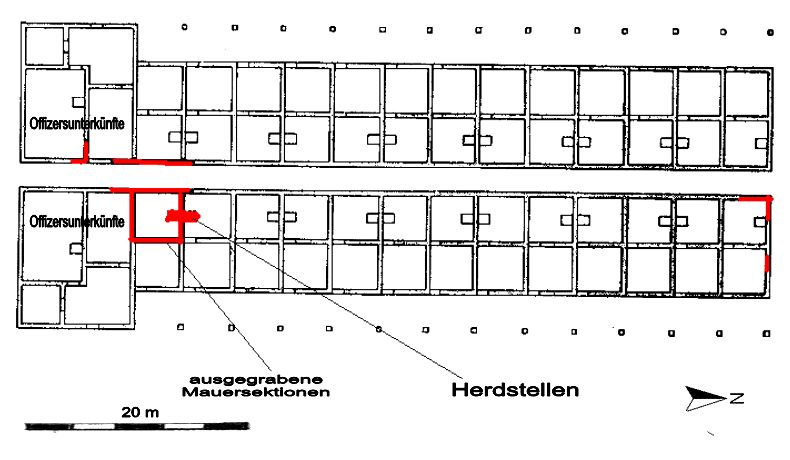
Befundskizze der Doppelbaracke im südlichen Lagerbereich

Das Kastell wurde im 1. Jahrhundert als Holz-Erde-Lager errichtet, an dem nach neuen Untersuchungen mindestens zwei Bauperioden unterschieden werden konnten. Massive Zerstörungsbefunde mit Überresten von Rutenputzwänden im Bereich des Pfarrhofgartens (südlich des Schlosses) lassen seine Lage im nordwestlichen Teil des späteren Steinlager I annehmen. Das dazugehörige Lagerdorf entwickelte sich wahrscheinlich zuerst westlich und südlich des Kastells, da hier ebenfalls Spuren von Holzständerbauten (Estrichreste, Keller, Gruben, Flechtwände mit Lehmbewurf) beobachtet werden konnten. Aufgrund der Rekonstruktion des mittelkaiserzeitlichen Nordtores und der Befunde am Südtor ist es jedoch wenig wahrscheinlich, das Nordtor – wie bei den norischen Kastellen üblich – als Haupttor anzusehen. Vielmehr scheint die Hauptachse des Lagers in west-östlicher Richtung verlaufen zu sein – die sich auch mit der Limesstraße deckt. Die Principia (Stabsgebäude) des Lagers dürfte sich im Nordsektor des Areals befunden haben (vgl. hierzu auch Grundriss des Kastell Weißenburg).
Im 2. Jahrhundert erfolgte der Umbau in das Steinlager I. Von eindeutig diesem Lager zuordenbaren Bauresten konnten bislang nur wenige bestimmt werden. Hierbei handelte es sich wohl um eine klassische, rechteckige Anlage mit abgerundeten Ecken (Spielkartenform), vier Toren und innen angesetzten rechteckigen Zwischentürmen.
Im 4. Jahrhundert wurden mit Rücksicht auf die neuen militärischen Erfordernisse und technischer Neuerungen am Kastell größere bauliche Veränderungen in Angriff genommen. Diese Adaptierungen sind vor allem am Zubau von U-förmigen Zwischentürmen (Hufeisenturm), der beträchtlichen Verstärkung der Kastellmauer selbst, ihrer abgerundeten Ecken und der fächerförmig vorspringenden, bastionsartigen Ecktürme (Fächerturm) zu erkennen.
Schwerpunktmäßig erfolgten die ersten genaueren Untersuchungen an den noch sichtbaren Resten des spätantiken Lagers. Dies waren vor allem der Fächerturm im Pfarrhof, der nordwestliche Hufeisenturm und die westliche Stadtmauer. 2005 wurde an der Nordmauer ein weiterer Hufeisenturm entdeckt, 2007 auch am südlichen Teil der Westmauer. Bei den Grabungen zeigte sich alsbald, dass hier eine sehr komplexe Baugeschichte vorliegt, die vermutlich mit einem Burgus oder Restkastell im Bereich des Nikolaihofes endet.
Eine genaue Untersuchung des südwestlichen Fächerturmes brachte zutage, dass die Kastellmauer am Zusammenstoß mit dem Fächerturm hier zuerst abgetragen, dann aber wieder an den Turm herangebaut worden war. Man hatte also die nördliche Umwehrung des Steinkastell I, die der Donau am nächsten lag, offensichtlich nicht beseitigt, sondern sie wohl als eine Art Fluchtburg (oder vielleicht auch als zusätzlichen Hochwasserschutz) für die Zivilbevölkerung der Umgebung stehen gelassen. Die Rückverlegung des spätantiken Kastells nach Süden und die Lage des später in seinen Mauern entstandenen Oppidums (die civitas des Eugippius) zeichnet sich im Luftbild der mittelalterlichen bzw. neuzeitlichen Stadt noch deutlich ab. In weiterer Folge zeigt sich auch eine dichte Verbauung der Stadt südlich der Linie Nikolaihof – westlicher Fächerturm, während der Nordteil des Kastellplatzes größtenteils brach lag, da er im Besitz der Katholischen Kirche verblieb.
Die dem Ufer der Donau zugewandte Nordfront des Kastells verläuft vor der heutigen Römerhalle und unter der Nordmauer des Stadtschlosses. Von dort zieht sie sich nach Osten und biegt unter der Nordfront des Nikolaihofes zu seiner Ostseite hin ab. Die Befestigungen im Norden, hier vor allem die Nordwestecke, wurden durch die Nähe zur Donau immer wieder durch Hochwasser oder Eisstöße beschädigt. Die Lage der östlichen Mauer des Steinkastells II mit ihrem davorliegenden Graben ist heute zum Beispiel noch im Garten des Nikolaihofes, anhand einer von Nord nach Süd verlaufenden Bodenwelle, zu erkennen.
Die Südmauer lässt sich besonders gut an der Margaretenkapelle (Frauenhofgasse) erkennen, die parallel zum einstigen Wehrgraben des Kastells steht. Der exakte Verlauf der Südmauer ist jedoch nicht gesichert. Man weiß nicht mit Sicherheit, ob sie bestehen blieb und damit das Kastell im Zuge der Neugestaltung in der Spätantike (Steinkastell II) verkleinert wurde oder ob die südliche Umwehrung – mit Einbeziehung eines antiken Mauerrestes unter der heutigen Margaretenkirche – komplett neu geplant und gebaut wurde.

### Bauphasen
Samthaft konnten für die Kastellbefestigungen die vier wichtigsten Bauphasen unterschieden werden:
- doppelter Spitzgrabensystem greifbar, womit die Westausdehnung des vermuteten ersten Holz-Erde-Kastells nachgewiesen werden konnte,
- Vergrößerung des Holz-Erde-Lager nach Westen, Errichtung eines größeren Holzständergebäudes (Stallungen), auch hier konnte die westliche Begrenzung ebenfalls genau bestimmt werden,
- nochmalige Verschiebung des Areals nach Westen und die Errichtung der ersten steinernen Lagermauer (Steinperiode I) und
- bei einem rechteckigen Innenturm konnte sein Ersatz durch einen spätantiken Hufeisenturm (U-Turm) nachgewiesen werden (Steinperiode II). Man vermutet, dass diese U-Türme zur selben Zeit wie die Fächertürme an den Lagerecken errichtet wurden.

nach Interpretation der Befunde aus dem Jahr 2007 kamen die Ausgräber zu folgenden Ergebnissen:
- Holz-Erde Kastell (Bauperioden 1–2): für diese Anlage wurde sein Doppelgrabensystem nun auch an der Westseite des Kastells erkannt. Der 1954 bei den Untersuchungen im Pfarrhof als früher Graben erkannte Befund und die Neuinterpretation einer Abfallgrube[10] als Bestandteil eines frühen Spitzgrabens[11] lassen annehmen, dass das westliche Grabensystem noch über die nördliche, mittelkaiserzeitliche, Begrenzung hinausragte. Auch der 2006 nahe der heutigen Römerhalle entdeckte Kastellgraben[12] wird noch der Bauperiode 1 zugerechnet, womit sich eine Ausdehnung des Holz-Erde-Kastells über die nördliche Begrenzung des spätantiken Kastells hinaus ergeben würde.
- Steinkastell I (Bauperioden 3–5): erstmals wurde der V-förmige Doppelgraben dieser Periode nachgewiesen, ebenso wieder Stallgebäude, die für die Anwesenheit einer berittenen Einheit sprechen. Außerdem wurde eine Erweiterung des Kastellareals nach Süden (auch für die westliche Kastellbegrenzung) festgestellt. Die Verschiebung der Kasernengebäude um eine Raumbreite und der Bau der Kastellmauer direkt bei der Innenkante des verfüllten Grabens aus Bauperiode 2 beweist ebenfalls die weitere Vergrößerung der Kastellfläche. Der Mauerverlauf wurde 1966 auch in der Ausgrabung Missongasse, wo ein Graben angeschnitten wurde,[13] verfolgt. Entgegen den bisherigen Annahmen verläuft die westliche Kastellmauer noch etwas weiter westlich, im südwestlichen Bereich des Kastells direkt an der östlichen Häuserzeile der Missongasse. Die Aufdeckung eines Innenturms würde sich mit dem unter dem nordwestlichen Fächerturm liegenden, unsicheren Zuordnung eines weiteren, ähnlichen Befundes ergänzen, der 1972/73 im Pfarrhof unter dem Hals des dortigen Fächerturmes zutage kam. Die im rechten Winkel abbiegende Mauer wurde erst später als mögliche Kastellecke erkannt.[14]
- Steinkastell II (Bauperioden 6–7): Neben der Neugestaltung der Kasernen bemerken die Ausgräber aber Unsicherheiten in der Datierung der Kastellmauer, deren Umbau ebenso in der Bauperiode 4 hätte stattfinden können. Im Vergleich zu den Interpretationen von Stefan Groh von 1996 sehen die Ausgräber am Gelände der Essigfabrik keinen Hiatus in der Besiedlungsgeschichte der zweiten Hälfte des 3. Jahrhunderts. Der Bau des U-Turms könnte schon gegen Ende des 3. Jahrhunderts stattgefunden haben. Es wird keine Erweiterung, sondern lediglich eine Verkleinerung durch Verlagerung des spätantiken Kastells nach Norden in Erwägung gezogen.

### Holz-Erde-Periode
Archäologische Hinweise auf Holz-Erde-Kastelle sind am Donaulimes im Allgemeinen nur sehr selten vorzufinden. Auch die genaue Lage und Größe der frühen römischen Wehranlagen von Mautern sind weiterhin ungeklärt. Für ihre Errichtung ist am ehesten die Zeitperiode der flavischen Kaiser, um 70/80 n. Chr., ins Auge zu fassen. Diese Annahme wird vor allem durch Funde arretinisch-padanischer Sigillata und Münzfunde unterstützt. Die Befunde zeigen, dass nach dem Niederbrennen der umliegenden Waldstücke zuerst die Aufstellung einfacher Holzständerbauten und danach die Anlage von Spitzgräben erfolgte.
In den Jahren 100/110 n. Chr. wurden die Befestigungsgräben im Süden und Westen wieder planiert, um die Kastellfläche zu erweitern. Die flächenmäßige Gesamtgröße des ersten Lagers ist jedoch archäologisch nicht exakt fassbar, da die Abschnitte der späteren mittelkaiserzeitlichen Verbauung keine Funde des 1. Jahrhunderts mehr bergen. Unklar ist auch die genaue Bauausführung der ersten Befestigungsanlagen. Aufgrund der Lage der Zerstörungsschicht und der Funde aus dem Vicus wird das frühe Holz-Erde-Kastell auf dem Areal des heutigen Pfarrgarten und des Platzes südlich des Schlosses vermutet.
Die Niederterrasse an der Donau scheint aber auch für das frühe Holz-Erde-Kastell die natürliche Begrenzung nach Norden hin gewesen zu sein. Fasst man die bisherigen Erkenntnisse zusammen, so ergibt sich für die frühe Kastellanlage eine hypothetische Nord-Süd-Erstreckung in der Länge von 110 m, seine östliche Begrenzung glaubt man in einem 1871 angeschnittenen Graben des Steinkastell I am Rathausplatz/Ecke Nikolaigasse gefunden zu haben, die Länge der West-Ost-Achse wird daher mit 160 m angenommen. Das Holz-Erde-Kastell bedeckte somit eine Fläche von annähernd 1,76 ha. Generell sind jedoch die Größe norischer Limeskastelle nach dem derzeit vorliegenden Forschungsstand bis auf das Kastell Zwentendorf nicht exakt zu klären. Die flächenmäßige Größe des Kastells erlaubte die Aufnahme einer 500 Mann starken Kohorte (cohors quinquenaria), weniger die einer Kohorte von 1000 Mann (cohors millaria), obwohl aufgrund der Größe einer derartigen Anlage nur bedingt auf die der Besatzung geschlossen werden kann.
In trajanisch-hadrianischer Zeit dürfte das Lager nach Süden hin noch etwas erweitert worden zu sein. Um das Kastell bildete sich im Süden und Westen – später auch im Osten – nach und nach der zivile Vicus. Das Areal wurde mit – in ihren Dimensionen annähernd gleichen – Holzständergebäuden neu überbaut, eine Vorgangsweise, der für traianische Kastelle am norisch-pannonischen Limes keineswegs ungewöhnlich war. Die Auswertung von Flotationsproben aus dieser Zeit zeigt, dass die Auwälder komplett gerodet, Feuchtwiesen trockengelegt und buschbestandene Flächen in Felder umgewandelt wurden. Diese massiven Eingriffe in das ökologische Umfeld des Kastells können nur in Zusammenhang mit den großangelegten Baumaßnahmen im Zuge der Erweiterung des Kastells (und wohl auch des Vicus) in Zusammenhang stehen. Nur die Befestigungen der Südseite konnten ansatzweise rekonstruiert werden. Diese könnte folgendermaßen ausgesehen haben. Mit dem Aushub des Grabens wurde zuerst ein Wall aufgeschüttet (Lage: Häuserzeile Nord, Frauenhofgasse) der mit einer doppelten Lehmziegelmauer verkleidet und einem hölzernen Wehrgang versehen war. Die Reste von Lehmziegeln wurden in der Verfüllung der Spitzgräben vorgefunden.
Aufgrund der Sedimentanalysen aus den Grabungen Frauenhofgasse und der Wasserleitungskünette konnte folgendes Szenario für das Ende des Holz-Erde-Kastells rekonstruiert werden: Das Lager war, wie schon erwähnt, auf einer vor Hochwasser geschützten Terrasse errichtet worden. Die Bestimmung der fluviatilen Sandschichten ergab, dass dies in einer klimatisch wärmeren Zeitperiode erfolgte. Durch Abtiefen der Wehrgräben in den Grundwasserbereich sowie immer wieder auftretende Hochwasserereignisse bzw. Wassereinbrüche versandeten sie aber im Laufe der Zeit und wurden danach offensichtlich nicht mehr gereinigt bzw. neu ausgehoben.
Die Dauer, in der diese endgültige Verfüllung erfolgte, ist schwierig zu bestimmen, dies könnte sehr rasch vonstattengegangen sein. Da das Füllmaterial der Gräben aber auch eine große Menge an Lehmziegel- bzw. Hüttenlehmfragmente enthielten, ist es sehr wahrscheinlich, dass das frühe Kastell planmäßig geschleift wurde, da diese Artefakte nur aus dem Kastellinneren und dem vallum stammen können. Funde von Knochen oder Keramik fehlen fast vollständig, was ebenfalls für eine von der Obrigkeit angeordnete Zerstörung des frühen Kastells spricht, da ein länger anhaltender Bedeutungsverlust sich bei römischen Spitzgräben meist in der Form einer sekundären Verwendung als Mülldeponie niederschlägt. Das Kastellareal selbst behielt aber seine ursprüngliche Funktion weiter bei.

### Grabensystem
Nach Auswertung der 1954 und 1996 aufgenommenen Befunde wurde ein rund 32 m breites Befestigungssystem mit drei Gräben erkannt. Die Durchschnittsbreite römischer Wehrgräben betrug zwischen 2,5 und 6 m, ihre Tiefe zwischen 1,2 und 2,7 m. Die Breite der Grabenzone wurde nach den Wurfweiten der Speere bestimmt und kann auf 15–25 m angesetzt werden. Es kam daher oft vor, dass der vorderste Graben erst in einem Abstand 6 m vom Befestigungswall entfernt ausgehoben wurde.
Der 1954 in der Frauenhofgasse entdeckte Spitzgraben verlief in west-östlicher Richtung, besaß einen Böschungswinkel von 38 Grad und konnte auf einer Breite von acht Metern verfolgt werden. Er könnte einst Teil des nördlichen Grabensystems des frühen Holz-Erde-Kastells gewesen sein. Herma Stiglitz und Christine Ertel ordneten diesen Graben noch dem Steinkastell I zu. Diese These ist jedoch nach den neuesten Forschungsergebnissen nicht mehr haltbar, da die südliche Umwehrung des Steinkastell I bei den Grabungen Frauenhofgasse und Melkerstraße 1996 eindeutig nachgewiesen werden konnte (Kasernenbaracke).
An den Wall schloss sich ein aus zumindest drei Gräben bestehendes Verteidigungssystem an, wovon einer von den beiden größeren mit einem in die Sohle eingetieften Reinigungsgräbchen ausgestattet war. Die beiden größeren Gräben des Südwalles sind in ihrer Breite mit anderen Grabensystemen am Donaulimes vergleichbar. Ihre große Tiefe von 7,8 bis 8 m und das Nichtvorhandensein von mit Lehm ausgekleideten Wänden lassen auf einen niedrigen Grundwasserspiegel zur Bauzeit des Kastells schließen. Des Weiteren konnten keine Hinweise auf Annäherungshindernisse (Fallgruben, Lilien etc.) festgestellt werden.
Für die Nord-, West- und Ostseite sind hingegen kaum Befunde vorhanden. Im Norden enden die ältesten baulichen Überreste (Gruben, Pfostenlöcher) an einer Geländekante. Sollte sich an dieser Kante ebenfalls ein Graben befunden haben, so konnte er wegen der geringen Baugrubentiefe und der Nachfolgebauten (Nordtor) nicht mehr nachgewiesen werden.

### Steinperiode I

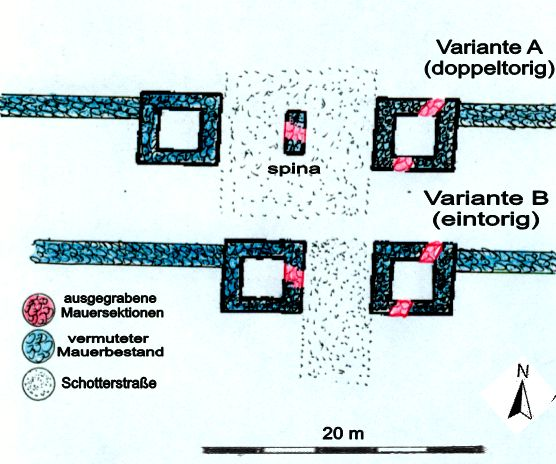
Befundskizze des Nordtors, Steinperiode I (beide Varianten)

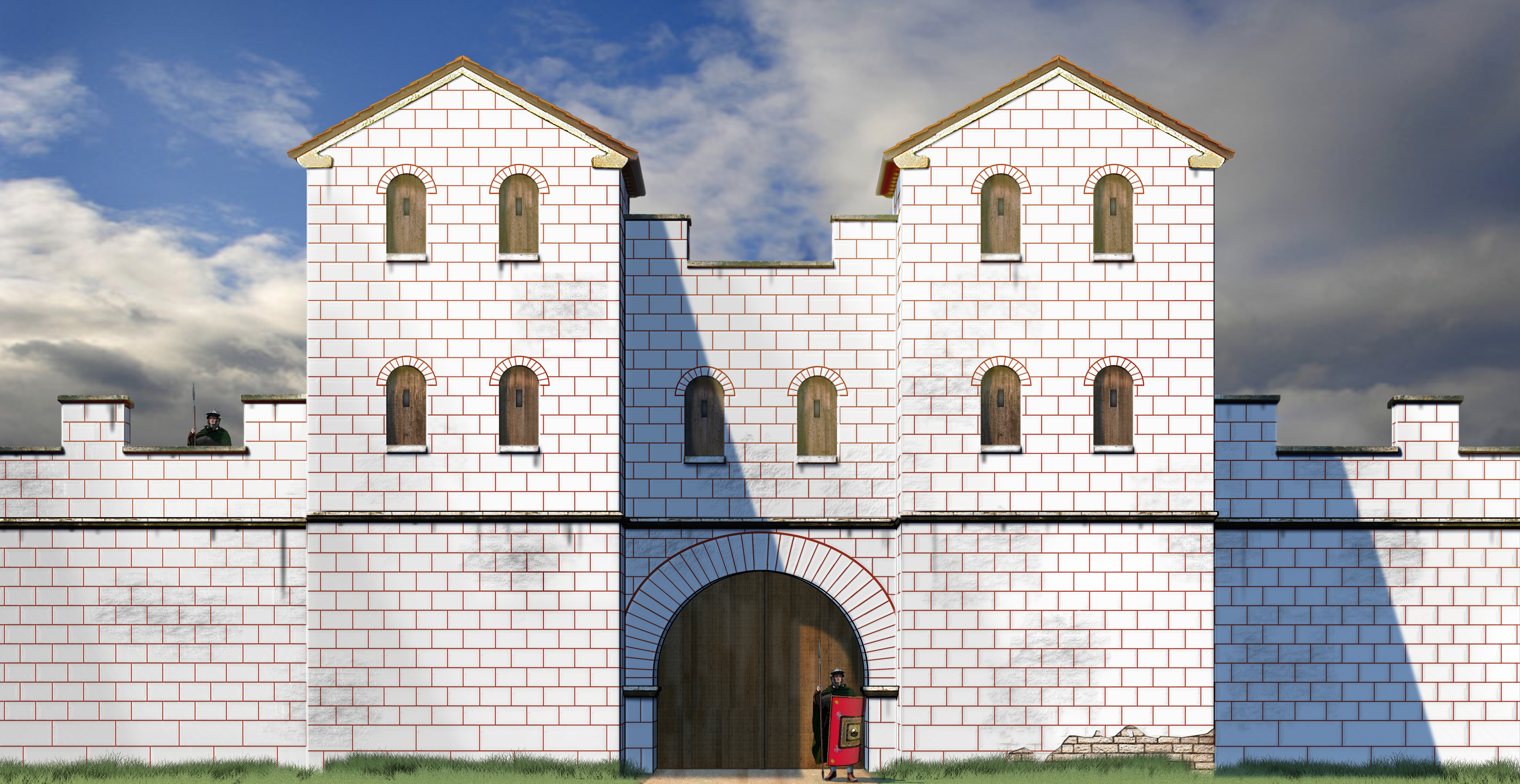
Rekonstruktionsversuch des Nordtores nach den Befunden von 1996–1997 (Variante B)

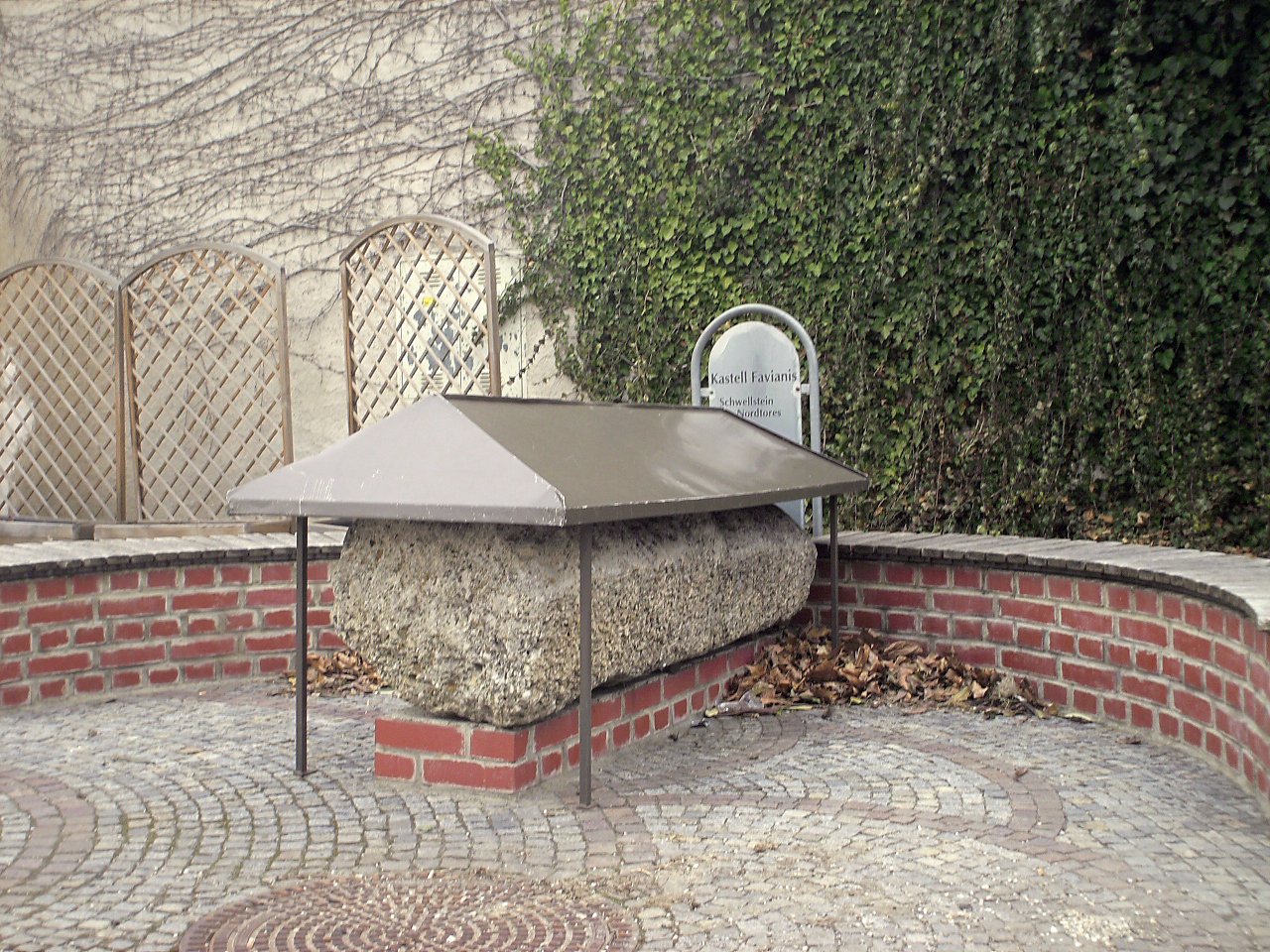
Schwellstein des Nordtores (Steinperiode I)

Ab 100 n. Chr. lag in Favianis eine cohors II Batavorum, die wiederum 110 n. Chr. von der cohors I Aelia Brittonum Milliaria abgelöst wurde. Deswegen erfolgte wohl auch der Umbau des Lagers in Stein, da letztere über 1000 Mann zählte. In der Steinperiode I lassen sich insgesamt zwei Bauphasen unterscheiden. Der Beginn der Errichtung der Kastellmauern und evtl. auch teilweise der Innenbauten in Stein fällt in die Jahre zwischen 130/150 n. Chr. Weitere Veränderungen innerhalb des Lagers um 170/180 n. Chr. werden durch Planierungsmaßnahmen und Aufschüttungen dokumentiert.
Bisher konnten sich für die erste Phase zwar keine Überreste nachweisen lassen, man nimmt aber an, dass sich das Kastell ähnlich wie das in Tulln entwickelte. In diesem Fall ergibt sich nach Auswertung der Keramikfunde folgendes Grundrissschema:
- die Nordwestecke befand sich im Bereich des Pfarrhofes,
- die Nordfront stößt im Osten bis an den Nikolaihof,
- die Westfront zieht sich nach Süden und entspricht der heute noch erhaltenen Stadtmauer bis zur Ecke Missongasse – Alte Friedhofstraße,
- die Südfront folgt dem Verlauf der Alten Friedhofstraße.

Lässt man alle Informationen des Steinkastells I in einen Gesamtplan einfließen, so kommt man zu folgendem Ergebnis: Die Ausdehnung des ersten Steinkastells betrug 176 × 176 m im Quadrat, wobei nur die Ost-West-Ausdehnung gesichert ist, das sind etwa drei Hektar. Die Vergrößerung des Kastells auf drei Hektar erfolgte wahrscheinlich in der Bauphase 2. Für diese Phase 2 konnte vor allem die 1,5 m dicke Kastellmauer bestimmt werden, der vermutlich mehrere Gräben vorgelagert waren. Archäologisch sicher nachgewiesen ist auch die Kastellmauer in der Nord-West-Ecke. Eine Lagerstraße teilte das Areal in zwei vergleichsweise gleich große Flächen. Diese geschotterte Straße verläuft vom Nordtor ausgehend zwischen den Kasernenbaracken des hinteren Lagerbereiches (retentura) hindurch und endet am Südtor. In den Jahren nach 251 n. Chr. brannte das Lager vollständig ab; der diesbezügliche Brandhorizont konnte an mehreren Stellen angeschnitten werden. Auf diese Katastrophe folgte eine deutliche Abnahme der Importkeramik und des Münzumlaufes, die wohl mit einem massiven Bevölkerungsrückgang im ursächlichen Zusammenhang steht.

#### Grabensystem

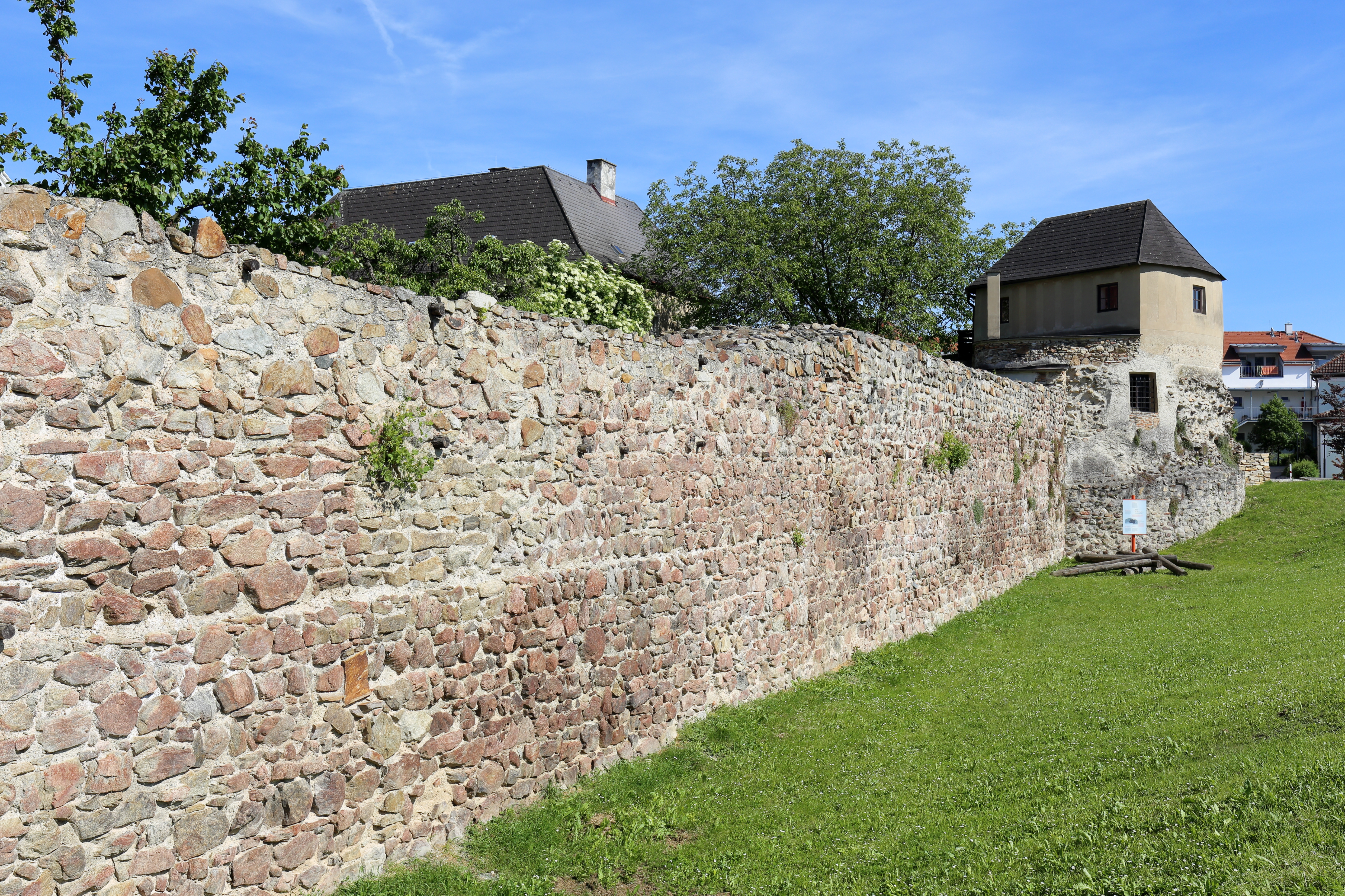
Die Überreste der westlichen Kastellmauer zwischen Hufeisen- und Fächerturm; Blick aus Nordnordwest

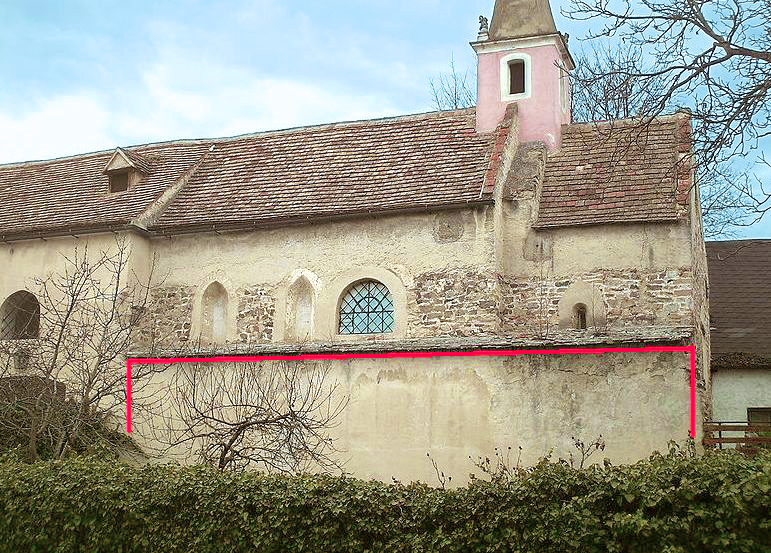
Rest der südlichen Kastellmauer (rot markiert) bei der Margaretenkapelle, dem ältesten noch erhaltenen Gebäude von Mautern

Bei einem 1986 entdeckten Graben konnte seine Zeitstellung nicht geklärt werden (römisch oder mittelalterlich), da die mittelalterliche Stadtmauer exakt der Kastellmauer folgt. 1990 konnte Heinrich Zahbelicky in der Hans-Kudlich-Gasse einen weiteren Graben untersuchen. Im Anschluss an den Kastellgraben in der alten Friedhofsstraße wurde ein wahrscheinlich römerzeitlicher und zwei weitere, durch Schottersedimente separierte Gräben beobachtet. Die beiden letzteren verliefen in ostwestlicher Richtung und könnten natürlichen Ursprung bzw. ehemalige Flussbette sein. Ihre tiefste Stelle lag bei 3,5 m unter neuzeitlichem Niveau. Somit kann für die Steinperiode I ein Doppelgrabensystem als gegeben vorausgesetzt werden, das eventuell auch noch einen natürlichen Seitenarm der Donau miteinbezogen hat. Ein V-Graben wurde 1988 auch an der westlichen Lagerumwehrung entdeckt, seine zeitliche Einordnung ist jedoch unklar.

#### Tore und Türme
Die Reste einer Toranlage konnten direkt an der Kante der Hochterrasse (Kremserstraße/Kirchengasse) angetroffen werden. Verena Gassner interpretierte die Befunde als Porta praetoria (Nordtor) des Lagers. Auch ein Abschnitt der südlichen Toranlage wurden bei Kanalarbeiten (Alte Friedhofstraße) angefahren. Ein massiver Mauerpfeiler und in der Mitte befindliche Mauerreste könnten Indizien für das Vorhandensein einer Spina sein. Die Reste des westlichen Lagertores fanden sich in der Melker Straße und zeigten, dass das West- bzw. das Osttor offensichtlich nicht exakt auf der Mittelachse des Kastells lagen. Sie müssen sich im Bereich vor dem nördlichen Ende der Kasernengebäude befunden haben. Da es naheliegt, dass das Nordtor relativ schmal war und nur eine Durchfahrt besaß, ist seine Interpretation als Porta praetoria (Haupttor) nicht mehr haltbar. Die Hauptachse des Kastells dürfte eher west-östlich, analog der Limesstraße verlaufen sein. Die Rekonstruktion des Steinkastells I mit der principia im Nordteil des Kastellareals und einer relativ breiten via decumana unterstützt noch zusätzlich diese Annahme (vgl. hierzu auch Grundriss des Kastell Weißenburg).

##### Nordtor
Vom Nordtor wurden einige Architekturteile freigelegt (zum Beispiel ein Schwellstein, heute vor dem Römermuseum aufgestellt, Kragstein und mittlerer Torstein). An zwei aus der Wasserleitungskünette geborgenen Steinblöcken (Block I und II) sind Ausnehmungen für eine Torpfanne eingearbeitet, auf denen man konzentrische Schleifspuren erkennen kann. Auch die Reste eines Eisenschuhs der Torpfanne und der Gusskanal blieben bei Block I erhalten. Stellenweise waren auf diesem Stein auch Spuren einer Brandschwärzung zu erkennen. Der kleinere, Block II, wies auf seiner Längsseite eine Profilierung in Form zweier übereinander angeordneter Hohlkellen mit anschließender Kante auf. An der Unterseite ist eine Ausnehmung für die Torpfanne ausgemeißelt. In der Ausnehmung war eine Kalksteinplatte von 0,08 m Stärke eingelegt. Die Blöcke wurden als Kragsteine der Torkonstruktion interpretiert.
Schotterlagen südlich des Nordtores markieren eine der Lagerhauptstraßen. Die Rekonstruktion des Nordtores der Steinperiode I ist allerdings nur ansatzweise möglich. Die 1996 vermessenen Mauerteile der Türme unterscheiden sich ihrer Breite von der Kastellmauer (0,9 bis 1,2 m). Diese unterschiedlichen Mauerstärken waren offenbar durchaus üblich, wie der Vergleich mit dem Osttor des Kastells Comagena zeigt (Frontseite 1,2 bis 1,3 m, übrige Seiten 1,1 m, Gesamtbreite der Toranlage 21 m). Die meisten norischen Tortürme wiesen eine Stärke von 0,9 und 1,5 m auf. Christine Ertl spricht von einer für Limeskastelle typischen Anlage mit zwei quadratischen Flankentürmen, die ein wenig aus der Mauerflucht vorkragten. Verlängert man das im Bereich beim Nikolaihof zutage getretene Mauerstück der nördlichen Umwehrung bis zum Ostturm des Nordtores, würde dieser um rund 1 m vor die Kastellmauer ragen. Ein Vorsprung von unter einem Meter würde für den Bau des Tores in der Regierungszeit Hadrians sprechen. Setzt man im Übrigen eine doppeltorige Durchfahrt (mit spina) voraus, so erreichte die gesamte Toranlage vermutlich eine Breite von rund 25 m.
Ob jedoch von einer doppeltorigen oder auch nur mit einem Tor versehenen Anlage ausgegangen werden kann, ist nach wie vor nicht geklärt. Ein in nordöstlicher Richtung verlaufendes Mauerstück könnte Teil einer Spina sein oder aber auch der Mauer des östlichen Torturmes angehören. Die Annahme einer eintorigen Durchfahrt erscheint nach Interpretation der vorliegenden Befunde jedoch als die wahrscheinlichste Variante (15 m breiter Torbau, Durchfahrt von 4,5 m), eine zweitorige Anlage läge nicht axial, sondern wäre leicht nach Westen verschoben und würde sich so kaum in das bisher bekannte Verbauungsschema des Lagers passen. Am ehesten ließe sich das Nordtor von Favianis mit dem von Kastell Hesselbach vergleichen. Dessen Torbau besaß nur eine Durchfahrt, etwas vorkragende, rechteckige Türme und Holztore mit zwei Flügeln (Gesamtbreite zehn Meter, Durchfahrt drei Meter). Schließlich konnte an der nördlichen Toranlage ein Zerstörungshorizont mit deutlich erkennbaren Holzkohle-Aschelagen und ein Dachziegelversturz beobachtet werden.

##### Nordwestlicher Zwischenturm
Um die Nordmauer des Kastells zu ermitteln, legte Herma Stiglitz 1952 nordwestlich und nordöstlich der Römerhalle wieder Suchschnitte an. Im Nordwesten setzte ein Nord-Süd-Suchschnitt bei einem aus der Stadtmauer hervorragenden Mauerstumpf an, der als Rest eines Zwischenturmes angesehen wurde. 2007 wurde ein rechteckiger Zwischenturm des Steinkastell I freigelegt, dessen aufgehendes Mauerwerk noch bis zu einer Höhe von 1,2 bis 1,5 m erhalten war. Die rechteckige Grundfläche betrug 3,4 × 6,3 m, seine Mauerstärke 0,7 m. Die Anbindung an die Kastellmauer konnte jedoch nicht ermittelt werden, das Gleiche gilt für den davorliegenden Graben.

### Steinperiode II

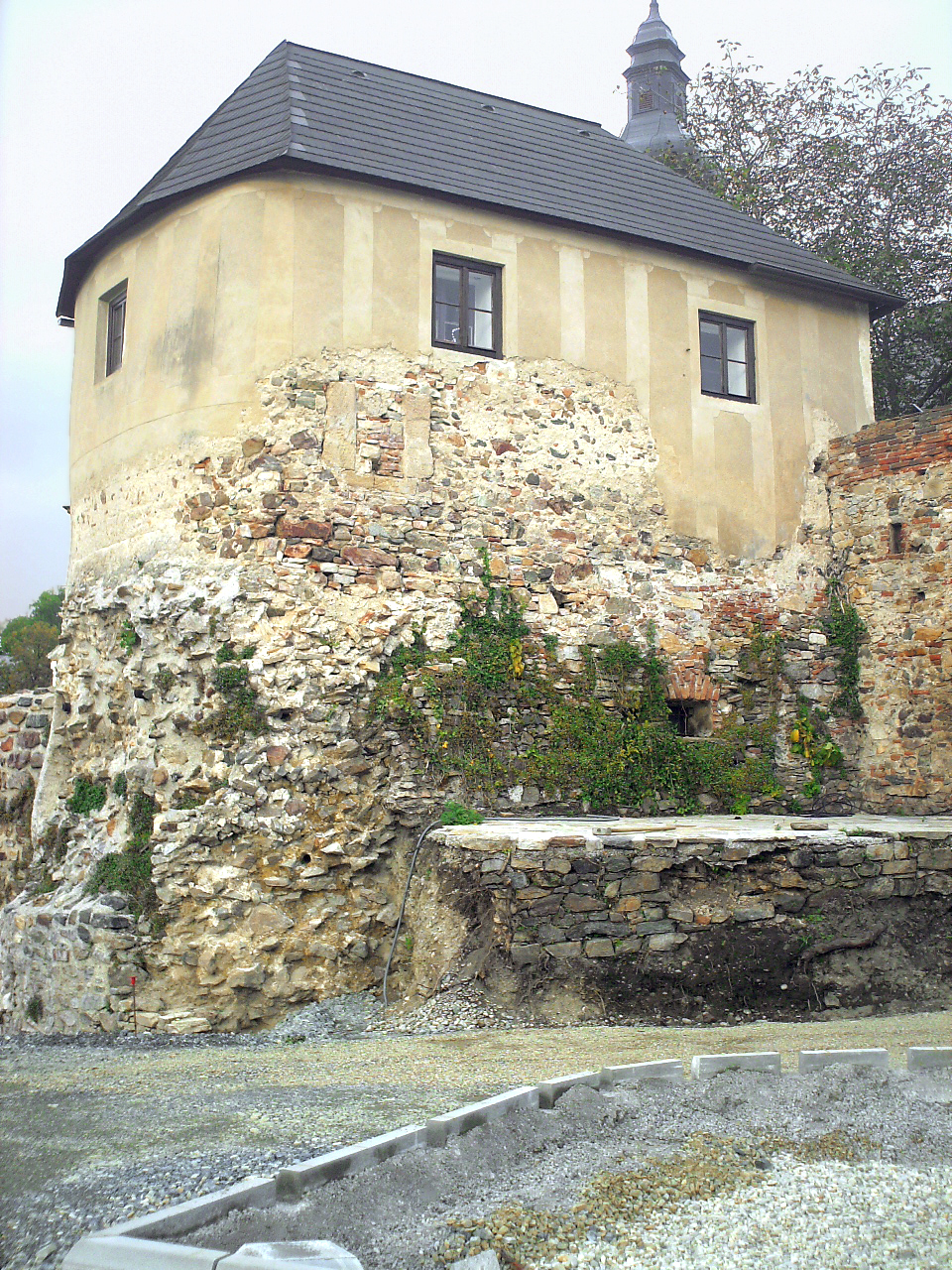
Westlicher Fächerturm: Ansicht aus Süd-West

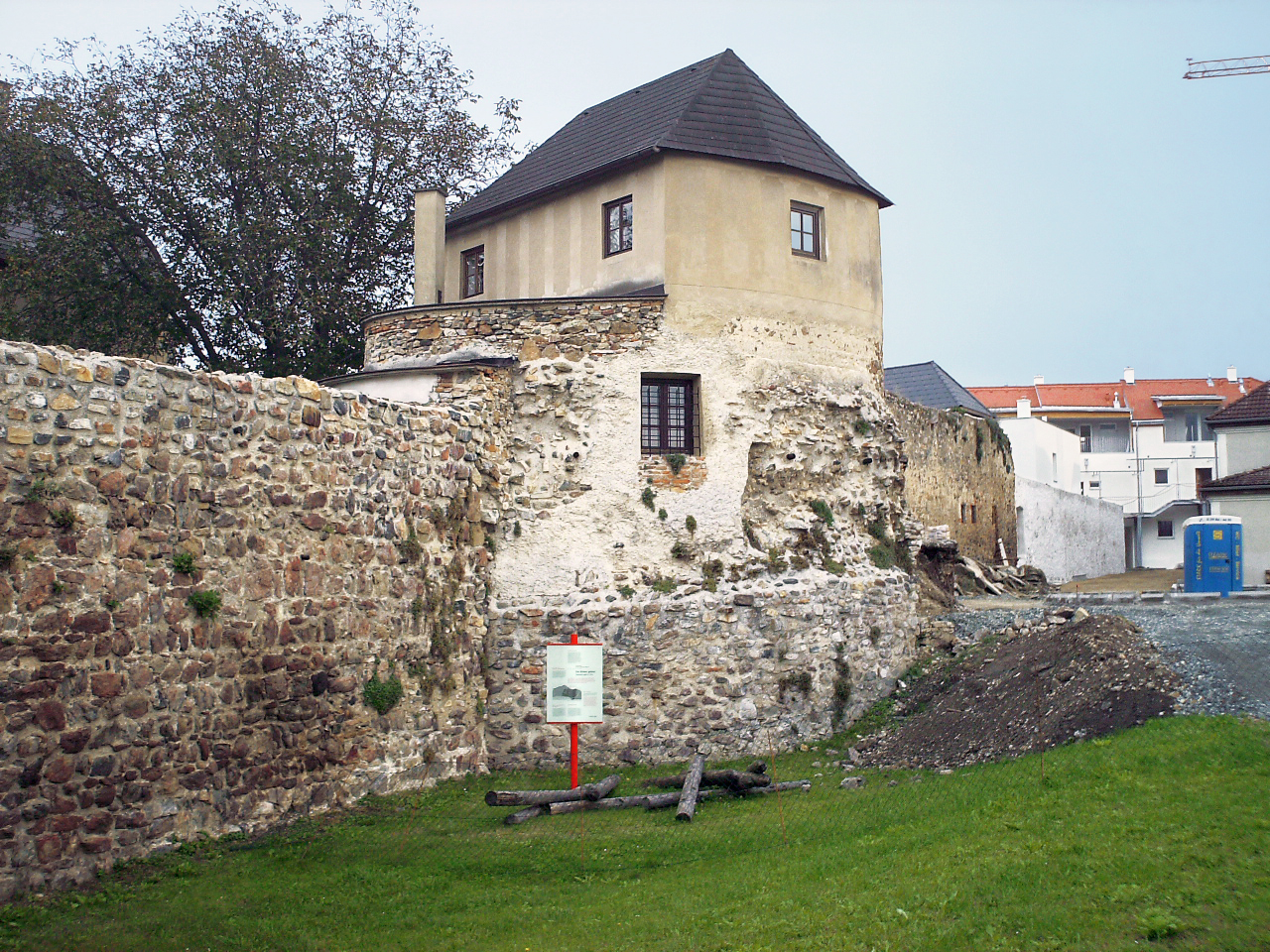
Ansicht aus Nord-West

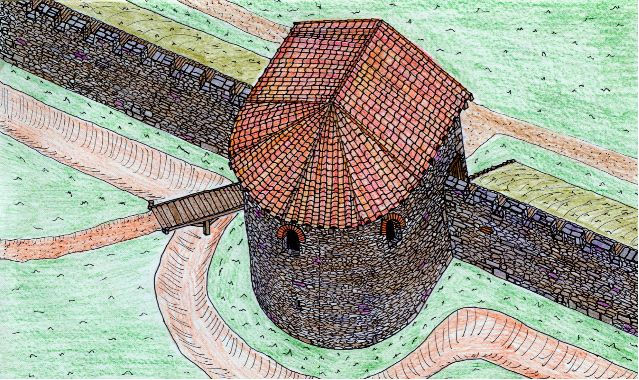
Rekonstruktionsversuch des westlichen Hufeisenturmes

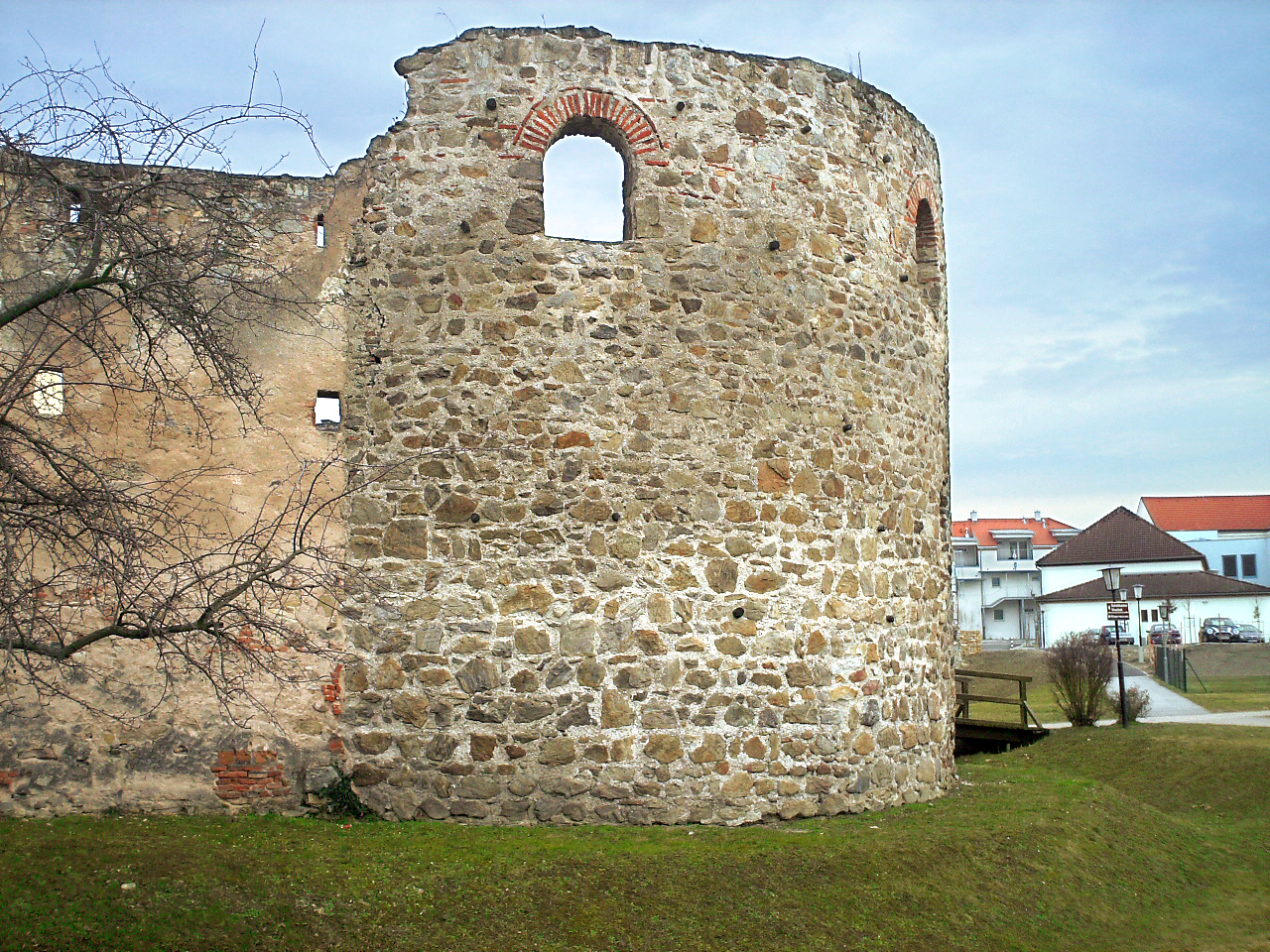
Ansicht von Norden

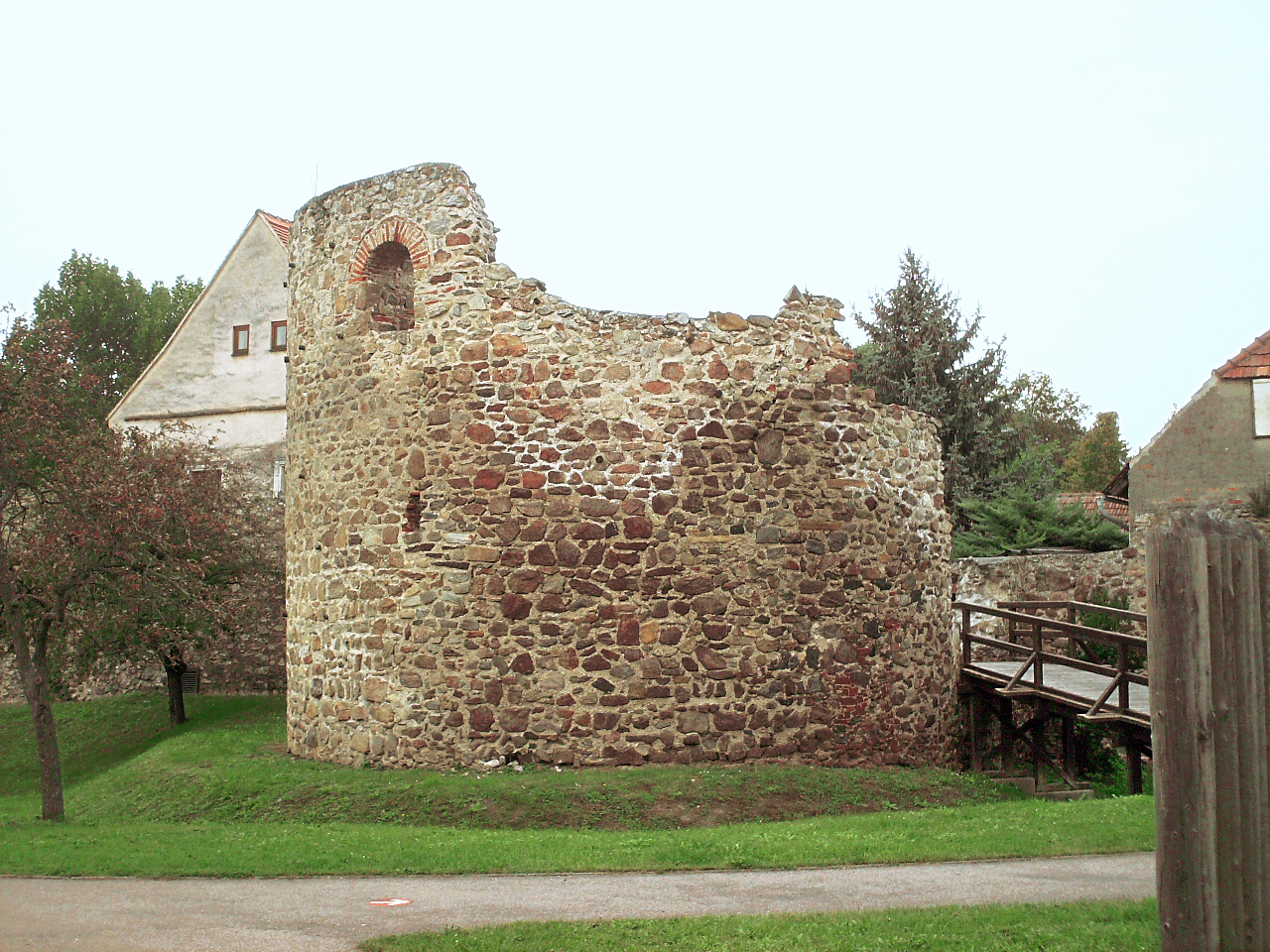
Ansicht aus Süden

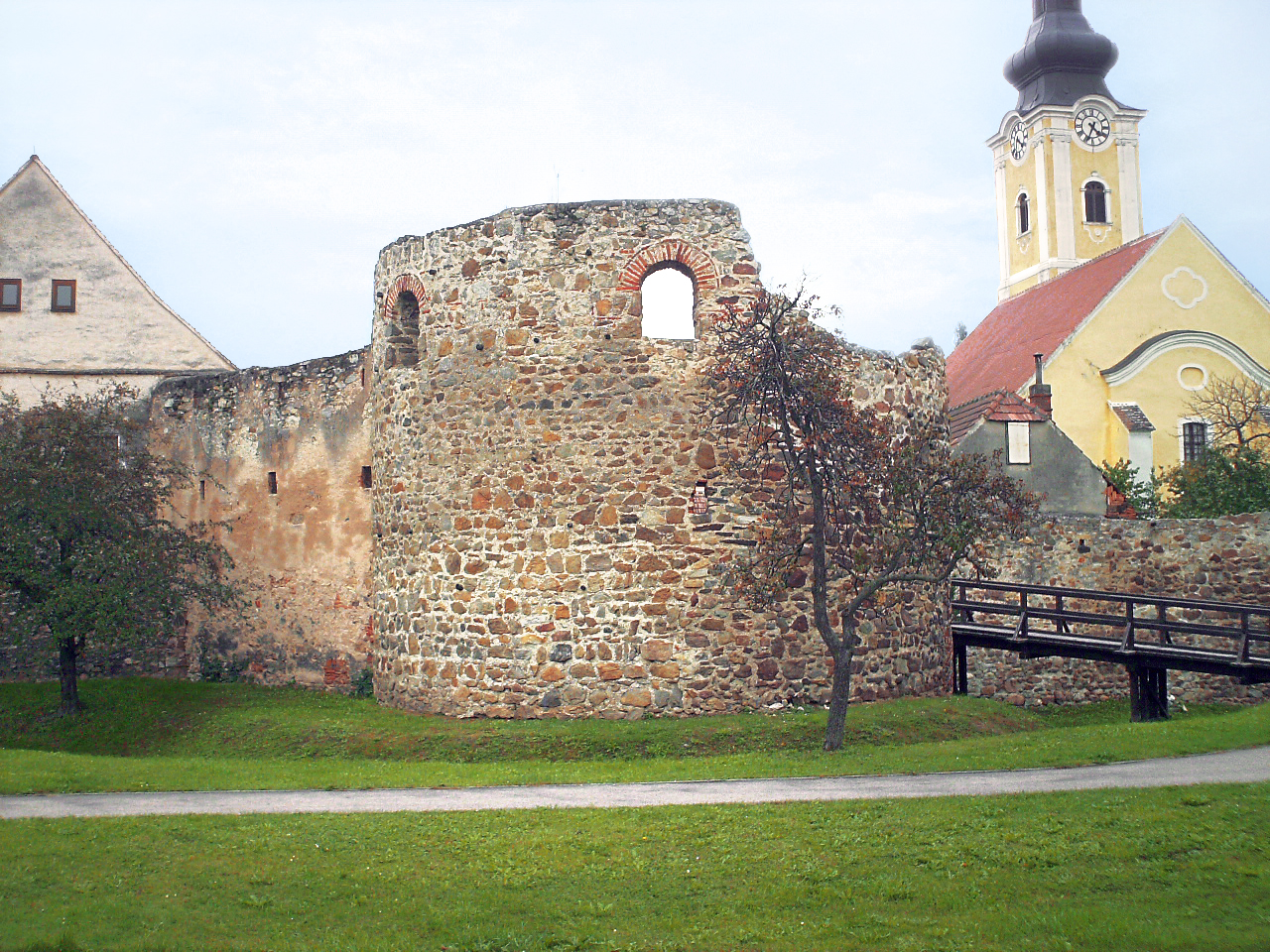
Ansicht aus Westen

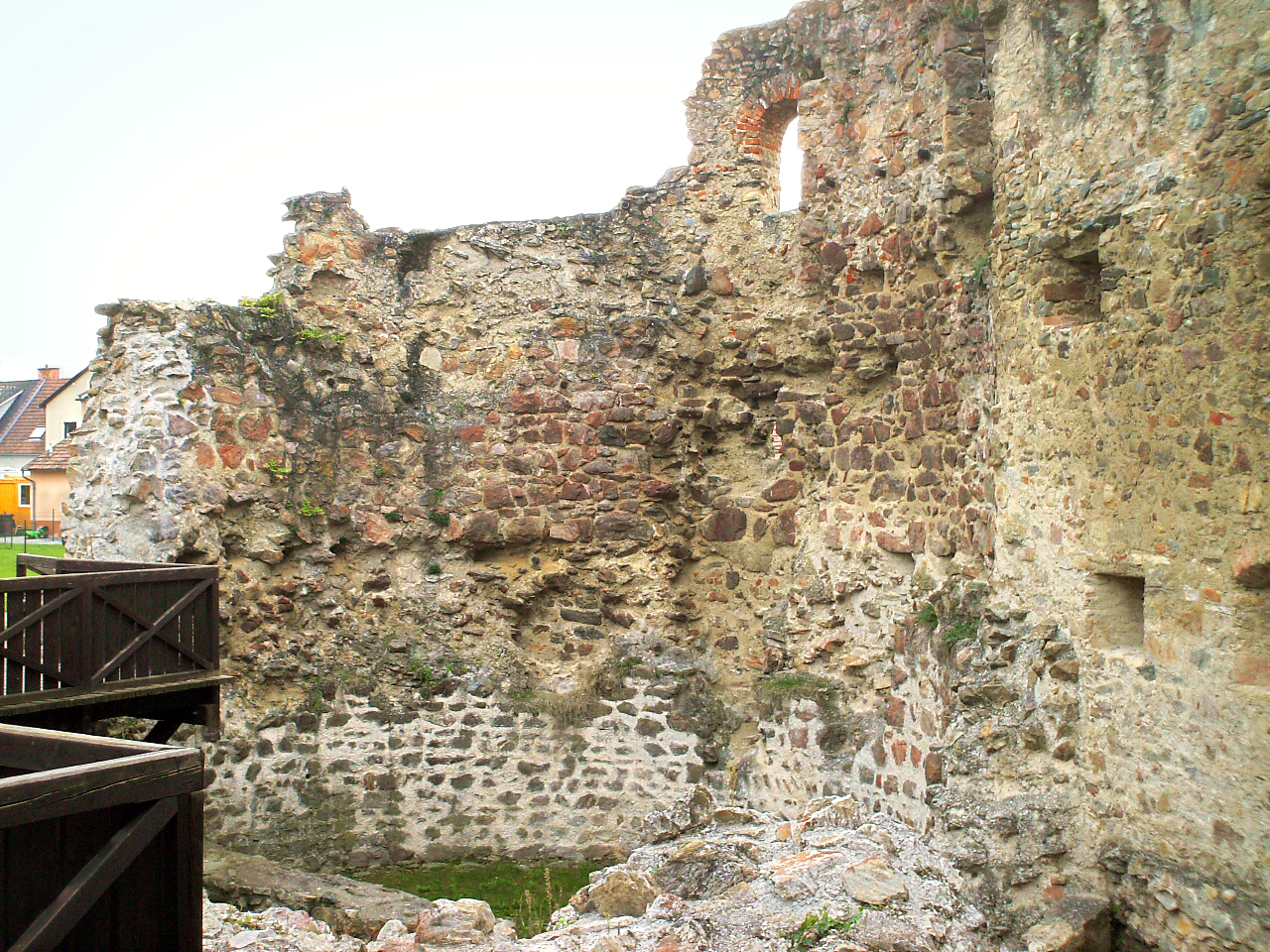
Ansicht aus Osten

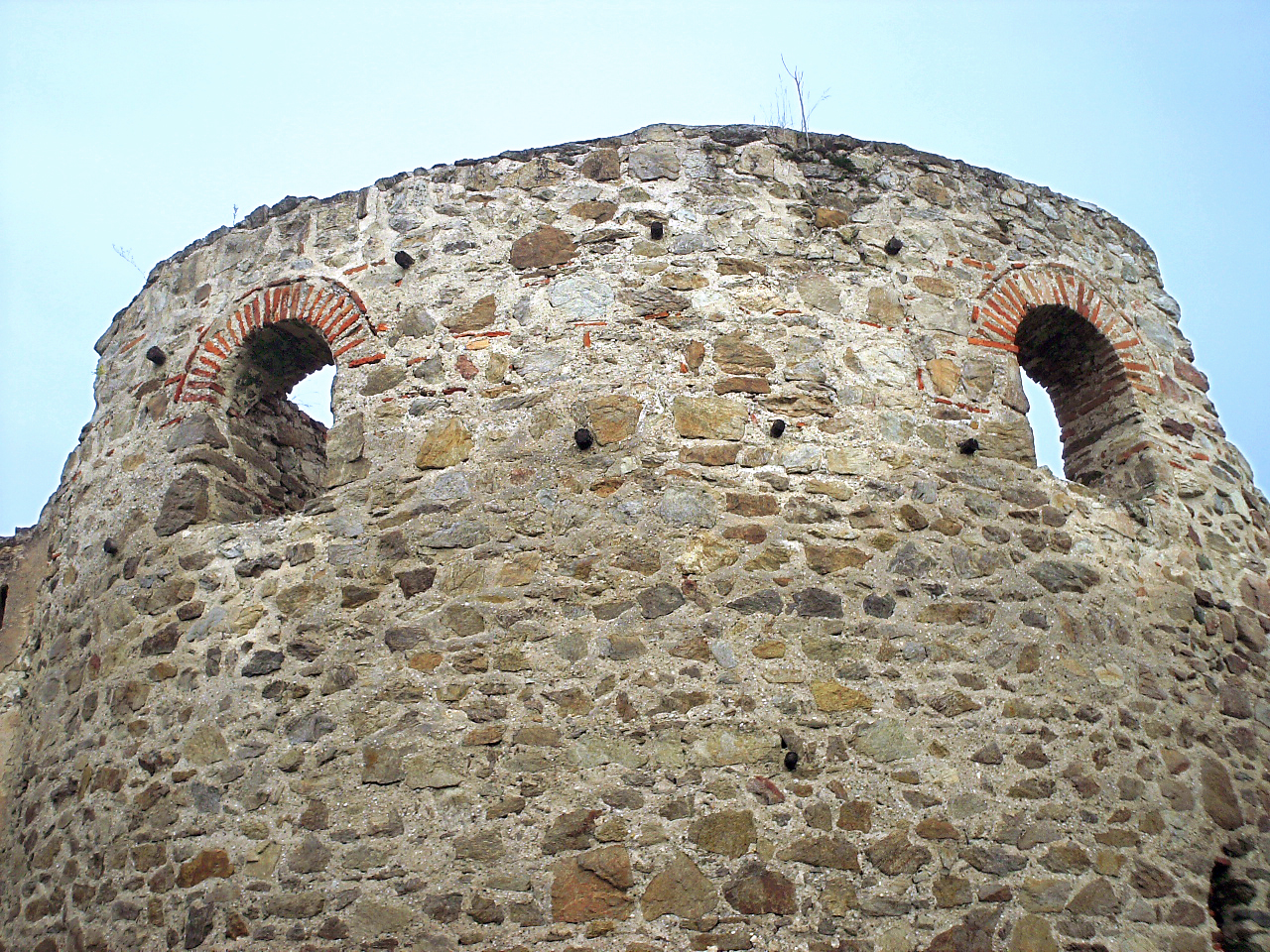
Die beiden noch erhaltenen Rundbogenfenster im Obergeschoss

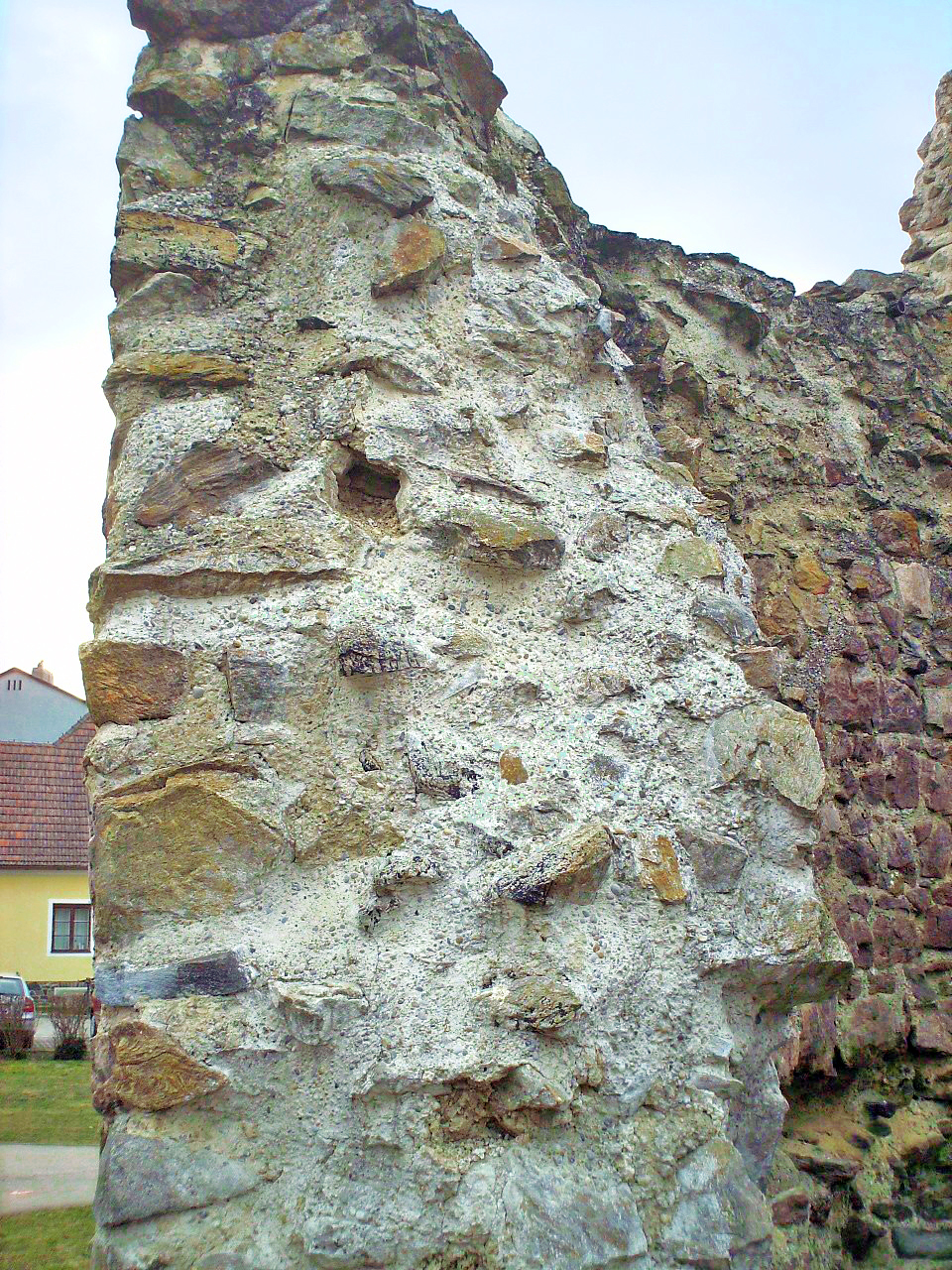
Detailansicht des Gussmauerwerks

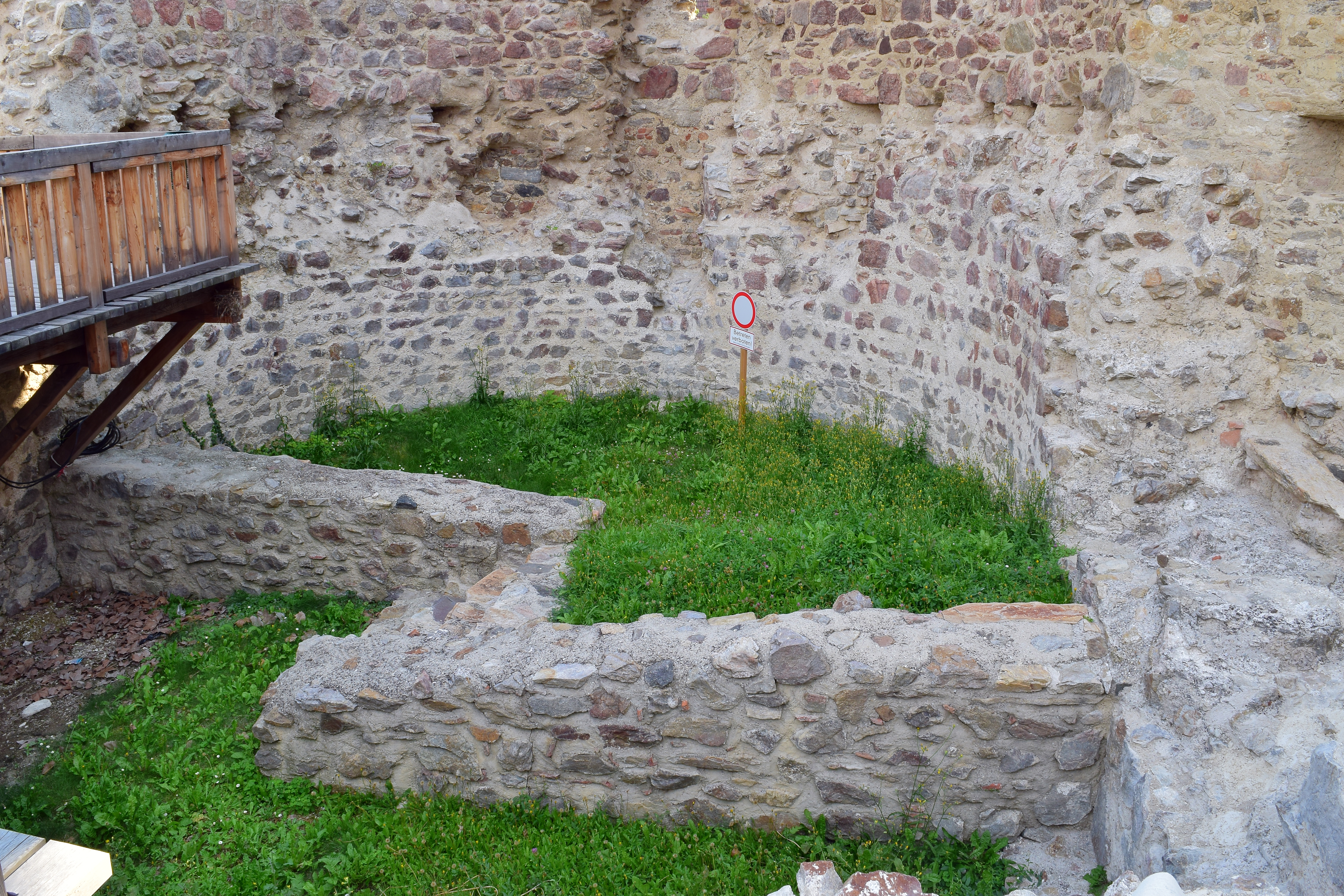
Reste eines Treppenaufganges

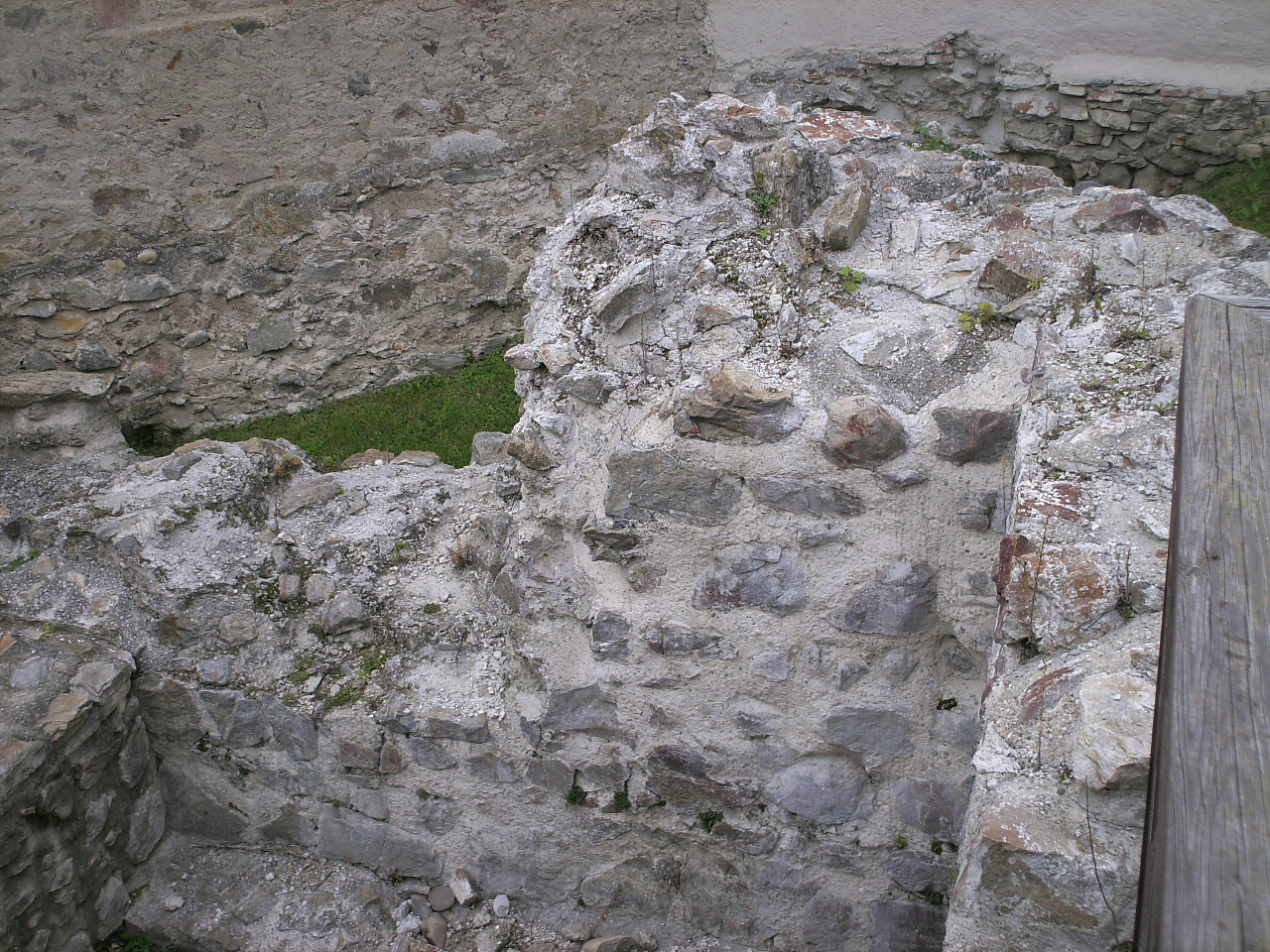
Mauerrest im Inneren des Turmes

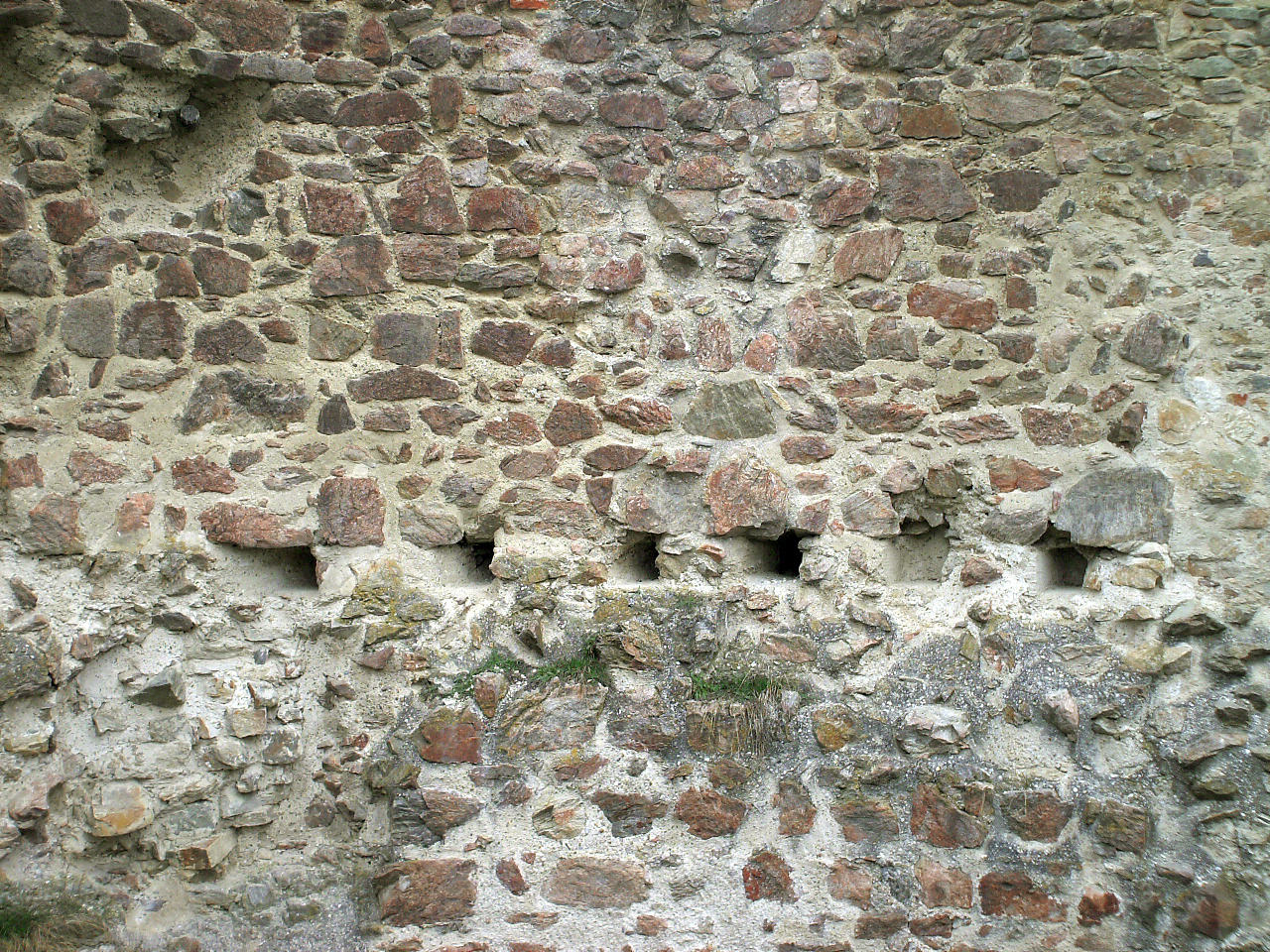
Pfostenlöcher des Zwischenbodens

In der Spätantike (Ende des 3. Jahrhunderts) wurden die Befestigungsanlagen modernisiert und durch Hufeisentürme (U-Türme) und an den Ecken durch Fächertürme verstärkt (U-Turm West, U-Turm Nord, U-Turm Ost, U-Turm südliche Westmauer). Die Ausgestaltung des Kastells mit vier Fächertürmen an den Ecken erscheint nach den bisherigen Erfahrungen am Donaulimes schlüssig. Während der nordwestliche Eckturm noch sichtbar ist, bestehen die Mauerreste in der Südwest- und Südostecke größtenteils aus mittelalterlichen Material. Bei einer Begehung des Hauses St. Pöltner Straße 22 konnte 1996 im ersten Stock die Reste eines ovalen oder kreisförmigen Turms gesichtet werden. Die bis zu drei Meter starke Mauern der spätantiken Befestigung haben sich vor allem in der westlichen mittelalterlichen Stadtmauer erhalten, sind im Norden noch als Fundamente nachweisbar und zeigten sich wiederum im Osten bei den Ausgrabungen im Nikolaihof. Im Hof des Hauses St. Pöltner Straße 20 ist ebenfalls ein Stück der Kastellmauer zu sehen. Sie biegt hier Richtung Süden zu einem Turm ab.
Das mehrphasige Steinkastell II bedeckte anfänglich eine Fläche von rund 3,06 ha. An Innenbauten konnten unter anderem Mannschaftsbaracken und Stallgebäude, vermutlich für die Pferde einer Reitereinheit, beobachtet werden. In valentinianischer Zeit erfolgten die letzten größeren Umbauarbeiten, die vor allem an der großzügigen Ausdehnung des umwehrten Areals nach Norden erkennbar waren. Die anfänglich nur auf das Gebiet der südlichen Schotterterrasse beschränkte Kastellfläche wurde durch Aufschüttung auf die Niederterrasse im Norden erweitert. Der Verlauf der neuen Mauer ist aber für den Ostabschnitt bekannt. Das spätantike Areal umfasste nun etwa 5,25 ha und wurde mit einem Spitzgraben umgeben. Da es bis auf eine inselartige Geländekuppe unbebaut blieb, liegt die Vermutung nahe, dass es in der Spätantike als Fluchtburg für die umliegende Bevölkerung oder als Lagerplatz für durchziehende Truppen diente (oppidum vel castellum). Der Hafen der Donauflottille konnte archäologisch bisher noch nicht nachgewiesen werden. Im Franziszeischen Kataster aus dem Jahr 1821 ist jedoch westlich des Kastellareals eine ovale Parzelle nahe dem Donauufer abgebildet, die vielleicht einst das antike Hafenbecken gewesen sein könnte.
In seiner Endphase wandelte sich das Kastell in ein ziviles Oppidum. Die Fundspektren und die deutlich unregelmäßigere Verbauung mit Lehmziegelhütten lassen auf das Vorhandensein einer zivilen Siedlung im Südteil des Kastells schließen, während sich die wohl schon stark dezimierte Garnisonstruppe auf den nördlichen Teil beschränkte. Wahrscheinlich zogen sie sich in einen – bei norischen Kastellen wiederholt anzutreffenden – Burgus oder ein Restkastell zurück. Wichtig war nach wie vor auch der so abgesicherte Zugang zur Furt über die Donau.

#### Tore und Türme
Von den Kastelltoren ist nur die Lage des spätantiken Nordtores (Porta praetoria) unter dem Stadtschloss und durch den Fund eines profilierten Eckquaders im Keller eines Hauses in der Frauenhofgasse auch die des Südtores (Porta decumana) bekannt. Die Ausgrabungen von 1952 veranlassten das Bundesdenkmalamt (Herma Stiglitz) in der Zeit von 1965 bis 1966, den Bereich nördlich des Schlosses zu untersuchen, wo sich weiter östlich eine etwa einen Meter breite Toröffnung fand. Das Tor wurde in der Spätantike umgestaltet. Zu einer zweiphasigen Nord-Süd-Mauer, die wahrscheinlich Teil eines Turmes war, gehört auch eine markante Brandschicht mit einem Dachziegelversturz. Diese Reste gehörten evtl. zu einem durch Feuer zerstörten Flankenturm, der mit tegulae und imbrices gedeckt war. Auch der Schotterstreifen der Ausfallstraße konnte beobachtet werden. Herma Stiglitz vermutete hier eine valentinianische Toranlage, dies ist allerdings nicht stratigraphisch abgesichert. Verena Gassner und Sonja Jilek wiederum interpretieren das Fundament als Bestandteil eines mittelalterlichen Torturms. Möglicherweise wurde diese Toranlage noch bis ins frühe Mittelalter als eine Art Kleinfestung verwendet.
Die Positionen des westlichen (Porta principalis sinistra) und des östlichen Tores (Porta principalis dextra) wurden durch die massiven Umbauten zum Steinkastell II verwischt und sind bis dato unbekannt geblieben. Das Osttor befand sich wahrscheinlich auf dem Areal des Nikolaihofes, da sich hier – nach Analyse des Pflanzenbewuchses – eine antike Ausfallstraße nachweisen lässt. Das Westtor ist laut Stiglitz/Schneider südlich des westlichen Fächerturmes zu suchen, da hier trotz Sondagen kein durchgehendes Mauerfundament mehr festgestellt werden konnte.

##### Westlicher Fächerturm
1972 wurde vom ÖAI (Herma Stiglitz) nach Entfernung von Schuttmaterial im Pfarrgarten eine archäologische Untersuchung an einem bis dahin als mittelalterlich datierten und als Gartenpavillonfundament dienenden Mauerzug unternommen. Bei einer Begehung des darunter liegenden Kellerraumes und dessen Vermessung wurde ein viertelkreisförmiger Grundriss erkannt, der zu einem römischen Fächerturm aus dem 4. Jahrhundert (max. Breite 12,4 m, Länge 14,6 m) gehörte. Seine bis zu 2 m starken Mauern waren noch bis zum ersten Obergeschoss erhalten. Diese Form ist zwar typisch für Ecktürme dieser Zeit, sie hätte hier allerdings fortifikatorisch wenig Sinn gehabt. Die Lage dieses Turmes lässt vermuten, dass die Nordmauer etwas vom Donauufer zurückgenommen wurde und das Kastell in der Spätantike in seinem rückwärtigen Teil deutlich verkleinert wurde.

##### Westlicher Hufeisenturm
Dieser Turm (Maße: 11,4 × 14 m, 10 m hoch) repräsentiert den chronologisch jüngsten Bauabschnitt des Kastells und stammt vermutlich aus dem 4. oder 5. Jahrhundert. Es wäre aber auch möglich, dass er erst zur Zeit des Severin entstanden ist. Sein Mauerwerk wurde größtenteils erst in der Neuzeit abgetragen, als seine – wahrscheinlich durch Hochwasser teilweise zerstörte – Nordflanke abgerissen und die Lücke durch eine neue, schräg verlaufende, Mauer geschlossen wurde. Seine Ostwand wurde in den 1930er Jahren (im Zuge der Neuanlage eines Gartens) beseitigt. Von dieser Mauer existiert noch eine Fotografie.
Der Turm ist nicht, wie sonst bei Bauwerken dieses Typs üblich, vor der Kastellmauer angesetzt worden. Bei seiner Errichtung wurde ein Abschnitt der Kastellmauer abgerissen. Der Turm ragt an seiner Rückseite noch ein kleines Stück in den Kastellbereich hinein (vgl. hierzu auch U-Turm von Zwentendorf) und deckte eine kleine Schlupfpforte. Ihre Reste sind noch anhand einer Türschwelle an der Nordwand des Turmes und im Osten am Zugang in das Kastellinnere erkennbar. 1969 wurden an der Außenseite des U-Turmes an der westlichen Stadtmauer drei Sondierungsschnitte (Herma Stiglitz) angelegt, um einen eventuellen baulichen Zusammenhang mit der Stadtmauer zu klären. Weiter westlich kam ein weiterer ausgebrochener Mauerrest zum Vorschein, den Christine Ertel als Fundament eines älteren Turmbaues ansieht. In den 1980er Jahren wurde der Turm einer genaueren Untersuchung unterzogen. Hierfür wurde der Schutt aus dem Innenbereich vollkommen entfernt. Darunter konnte eine 20 cm dicke Brandschicht festgestellt werden, die bereits auf dem Fundamentvorsprung auflag. 1984 wurden von Ewald Schedivy eine Flächengrabung und ein Schnitt über die ganze Breite im Ostteil im Bereich der Mauerkrümmung durchgeführt. Dabei wurde eindeutig geklärt, dass Turm und Kastellmauer nicht gleichzeitig erbaut wurden.
Die bis zu 2 m breiten Turmmauern sind bis zum zweiten Obergeschoss spätantik. Rechteckige Balkenlöcher markieren die Lage der Stützbalken für die hölzernen Zwischendecken, kleinere Löcher die des Baugerüstes. Die zwei Rundbogenfenster des Obergeschosses sind vermutlich ebenfalls römisch. Das Turminnere wurde nachträglich durch eine 0,9 m breite Mauer abgeteilt. Hier befand sich auch ein Treppenaufgang, von dem noch vier Stufen erhalten geblieben sind. In einigen Baudetails weist er eine große Ähnlichkeit mit dem Burgus von Bacharnsdorf auf. Er stand in Sichtverbindung zu den benachbarten Wachtürmen von Hollenburg (östlich) und Rossatz (westlich) und diente wohl auch als Signalturm der spätantiken Wachturmkette. Im Mittelalter verkam der Turm zur Mülldeponie.

##### Östlicher Hufeisenturm

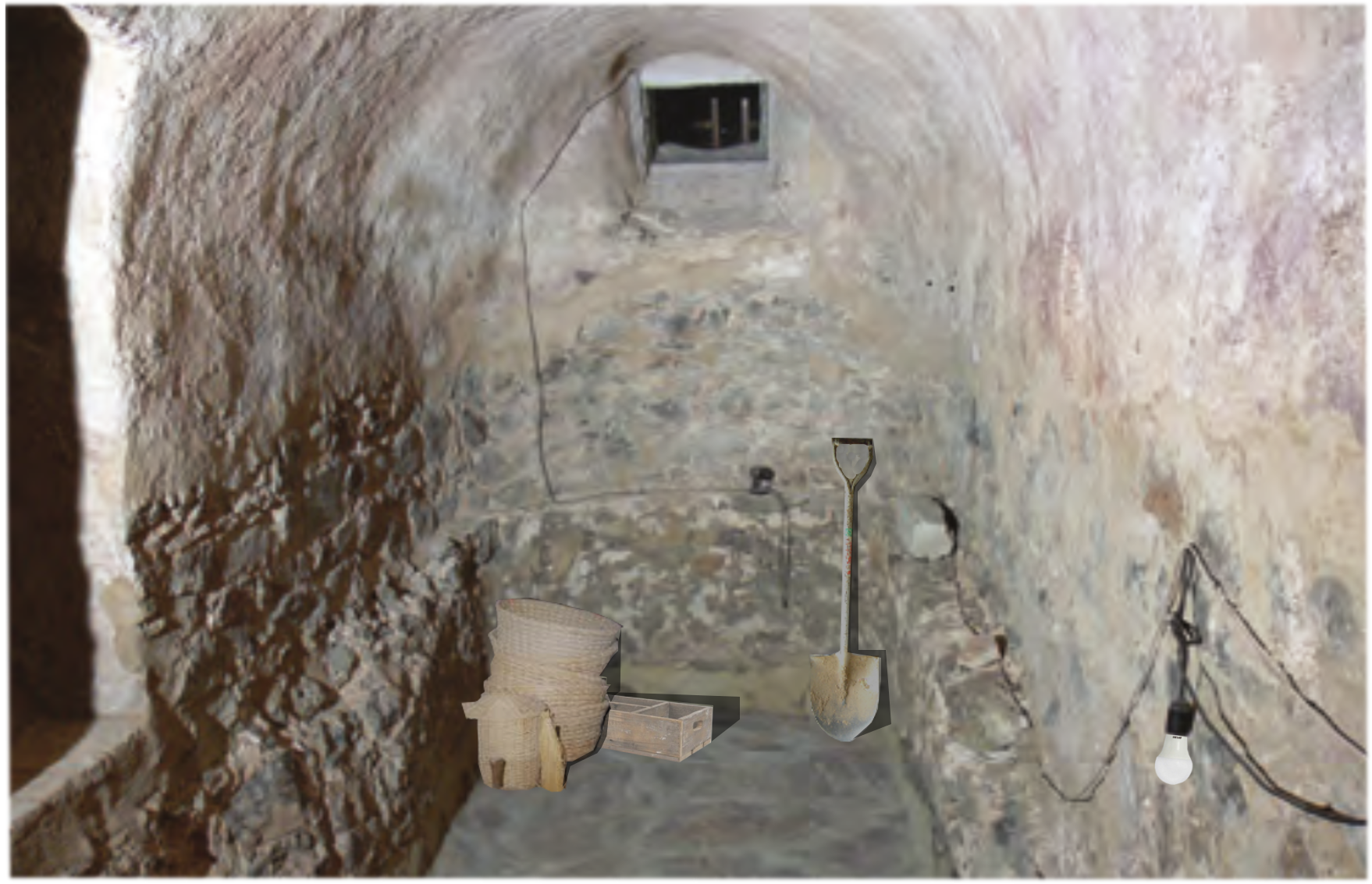
Grundmauern des östlichen Hufeisenturms im Keller des Nikolaihofes

1979 und 1982 untersuchte das ÖAI (Herma Stiglitz, Ewald Schedivy) den westlichen Teil des historischen Gebäudekomplexes um die Agapitkapelle. Hierbei wurde ein Gussfundament mit teilweise noch aufgehendem Mauerwerk erkannt. Es wurde als Rest eines Hufeisenturmes interpretiert.

##### Burgus oder Restkastell
2,6 m westlich des Gebäudekomplexes um die Agapitkapelle, an der Innenkante einer Mauerrundung, liegt eine in den Grabungen 1982 wieder angeschnitte, nach Nord-Süd verlaufende, 2,5 m starke Mauer (östliche Kastellmauer). Ein Neubau ermöglichte 1982 südlich davon eine Ausgrabung (Herma Stiglitz, Ewald Schedivy) im Innenhof, wo diese Mauer weiter verfolgt werden konnte. Zudem wurden sieben Suchschnitte beim Küchentrakt angelegt. Dabei stellte sich heraus, dass die Nordmauer des Schüttkastens auf römerzeitlichem Mauerwerk aufliegt, das an den Ecken gerundet ist. Die Rekonstruktion ergab ein 30 × 21 m großes Gebäude, das als das spätantike Restkastell von Favianis (Steinperiode II) identifiziert wurde. Seine Fundamente waren bis zu 2,3 m stark, im Inneren fanden sich die Pfeilerfundamente einer Unterkellerung und Dachziegelbruch.

## Innenbauten
Da Mautern von der Antike bis in heutige Zeit durchgehend besiedelt war, ließen sich über Art, Lage und Beschaffenheit der Gebäude im Inneren des Kastells nur sehr spärliche Erkenntnisse gewinnen. Aufgedeckte Reste im Nordteil des Kastells (praetentura) lassen auf steinernen Fundamenten errichtete Fachwerkbauten (Kasernen und Ställe) annehmen, die durch Brand zerstört wurden. Die Gebäude im Norden des Areals des ehemaligen Kastells wurden wohl noch in der Antike aus verteidigungstechnischen Gründen abgerissen. Einen Hinweis darauf ergab eine Grabung vor Errichtung von Wohnhäusern im ehemaligen Garten des Stadtschlosses, bei denen eine starke Brandschicht beobachtet werden konnte.

### Holz-Erde-Periode
Auf den verfüllten Wehrgräben des frühen Kastells kamen im Zuge der Grabung von 2007 unter anderem Standspuren von Piloten und Reste einer Mannschaftsbaracke mit einem östlich vorgelagerten Stallgebäude (Fundamentgräbchen, Urinsammelgruben) zum Vorschein.

### Steinkastell I
Die Errichtung des mehrphasigen Steinkastells I ist vor allem auch durch die Mauerbefunde seiner Lagerbaracken nachvollziehbar. Die Innenbauten des Holz-Erde-Kastells wurden in den Jahren zwischen 170 und 180 fast restlos entfernt. Diese Neubauten, vorwiegend durch eine schmale Gasse getrennte Doppelbaracken, hatten in den contubernien (von Zeltgemeinschaft = acht Mann) eigene Feuerstellen und wurden mit Lehmziegeln hochgezogen, wobei hier wieder dem Grundriss der Vorgängerbauten der Holz-Erde-Periode gefolgt wurde. Die dazugehörige Baracke stand in Nord-Süd-Richtung im südwestlichen Teil des Lagerareals. Diese wiederum wurden durch eine Brandkatastrophe zerstört, wie an einer in Falllage erhalten gebliebenen Lehmziegelwand in der Frauenhofgasse ersehen werden konnte. Das mit Stroh und Holzschindeln gedeckte Holzbalkendach stürzte dabei auf den Boden. Bemerkenswerterweise blieb dabei aber das Inventar eines Raumes fast vollständig erhalten. Seine Bestandteile lassen auf eine noch dezentrale Versorgung der Armeeangehörigen schließen. Teller und Trinkbecher aus Terra Sigillata waren fast gänzlich, die üblichen Fundstücke von Gebrauchskeramik nur teilweise mit Namensritzungen versehen. Sie ergaben nach Sortierung das fast komplette Service für acht Mann. Jeder Soldat muss demnach mindestens zwei Terra-Sigillata-Gefäße, einen Becher und Teller besessen haben. Kochtöpfe, Vorrats- und Wasserbehältnisse wurden pro contubernium sicher gemeinsam genutzt.
Das aufgehende Mauerwerk solcher Innenbauten wurde vorwiegend in Stein-, Fachwerk- und Lehmbauweise hochgezogen. Die tragenden Wände aus Lehmziegeln waren innen und außen verputzt, rund zwei Meter hoch und wurden auf den Steinfundamenten der Vorgängerbauten aufgesetzt, die Zwischenwände bestanden aus Fachwerk mit verputzten Rutengeflecht. Die Gebäude waren teilweise mit einem Fußbodenestrich bzw. einer Wandheizung aus sog. Tubulaturziegeln ausgestattet und besaßen einen vorgelagerten Laubengang. Die Innenwände wurden mit weißen Kalk verputzt. Es handelt sich hier um eine typische Mannschaftsbaracke mit 13 Contubernien mit gleich großer papilio mit Feuerstelle (Schlafraum) und arma (Waffenkammer), einem besser ausgestatteten Kopfbau (Offiziersunterkünfte) mit einer geschätzten Gesamtlänge von 64,2 m sowie einer Fläche von 770 m². Mit diesen Ausmaßen liegen die Baracken von Favianis über dem Durchschnitt der Auxiliarkastelle in Noricum (zehn Contubernien). Die Doppelbaracke wurde, wie bei den meisten Limeskastellen, per scama, das heißt parallel zur Lagerhauptstraße (via praetoria), angelegt, denn auch die freigelegten Mauern im Nordteil (retentura) des Areals (Wasserleitungskünette) fluchten mit den Doppelbaracken in der Frauenhofergasse (praetentura, südwestlicher Teil). Insgesamt böte die praetentura von Favianis also Platz für vier Doppelbaracken dieser Größe. Die Rekonstruktion dieser Gebäude orientiert sich an den Mannschaftsunterkünften der Kastelle von Fendoch, Künzing und Hofheim. Für Gebäude dieser Art wird in der Regel eine Lebensdauer von ca. 25 Jahren angenommen. Diese kann aber durch verschiedene Maßnahmen wie Spritzwasserschutz, Schlägerung der Baumstämme im Winter und Schädlingsbekämpfung erheblich gestreckt werden. Da innerhalb dieser Kasernen keine nachfolgenden Umbauten erkennbar waren, dürften sie geschätzte 70–80 Jahre Bestand gehabt haben.
Bei Bauarbeiten in den Häusern St. Pöltner Straße 25 und 26 wurden 1956 ein 4 × 4 m großer Keller mit zwei fensterartigen Nischen und mehrere Mauerzüge freigelegt, die einst Teil der principia des Kastells gewesen sein könnten. Im weiteren Verlauf kamen wiederholt Mauerzüge und Fragmente von römerzeitlichen Leistenziegeln zutage, die eventuell Teile der Innenverbauung waren. Der Keller saß auf einem 3 m tiefen und 0,3 m vorkragenden Fundament auf. Die Lage der Häuser in der St. Pöltner Straße entspricht auch ungefähr der Mitte der Nord-Süd-Achse des einstigen Kastellgeländes und wäre somit auch exakt an der höchsten Stelle im Inneren des Kastells errichtet worden. Der Keller wurde von Christine Ertel als Fahnenheiligtum des Kastells klassifiziert, diese Interpretation erscheint jedoch abwegig, da er sich im Südteil der Parzelle befand und wohl eher zu einer Mannschaftsbaracke oder einem anderen Gebäudes gehört haben dürfte. Die Abmessungen der principia werden mit 40 × 30 m angenommen. In der Wasserleitungskünette Kremser Straße wurden wiederholt dünnbändige spätantike Gehniveaus beobachtet, die ein Indiz dafür sein könnten, dass das Gebäude bis in die Spätzeit des Kastells verwendet wurde.

### Steinkastell II
Nach 300 n. Chr. kam es zu zahlreichen Neubauten im Innenbereich, der sich in seiner Ausrichtung aber nicht mehr an vorangegangene Strukturen hielt und auch von später angelegten Gruben gestört war. Bei den meisten Gebäuden handelte es sich wohl hauptsächlich um Holzgebäude. Aus den kleinräumigen Grabungen konnten aber kaum Rückschlüsse auf ihre Zweckbestimmung gewonnen werden. Die Fundamente der Gebäude des Steinkastells I müssen noch sichtbar gewesen sein, man bezog sie wohl wieder teilweise in die Bauplanung ein.
Für die spätantiken Perioden des Steinkastell II konnten 2007 über einem Brandschutthorizont eine Schlauchheizung mit Heizkanälen, ein Lehmestrich und ein Schwellenbalken eines Gebäudes dokumentiert werden, das in Fachwerktechnik errichtet und schließlich durch eine Brandkatastrophe zerstört worden war. Die Mauern und Estriche eines Gebäudes, das direkt an die Innenseite der Kastellmauer gesetzt war, lagen über der ehemaligen via sagularis.
In der Schicht der nachvalentinianischen Periode, direkt über einem Zerstörungshorizont, wurde 2007 ein gestampfter Lehmboden dokumentiert, der allerdings nicht in seiner ganzen Ausbreitung erfasst werden konnte. Über dem Intervallum wurde eine von Nord nach Süd verlaufende Mauer von 1 m Breite angelegt, die hauptsächlich aus Lesesteinen in Kalk-Lehm-Mörtelbindung bestand. Über den Befunden des Innenturmes des Steinkastell I konnte der Lehmestrich eines Gebäudes und eines kleineren Anbaues festgestellt werden. Zusammenfassend kann gesagt werden, dass die Neubebauung der Innenfläche einen Hiatus in der Baugeschichte des Kastells und vielleicht auch in der Nutzung des Areals darstellt. Die Bebauung musste nun anderen Bedürfnissen genügen, es fällt jedoch auf, dass große Teile überhaupt nicht mehr bebaut wurden.

## Lagertherme
Anfang August 2008 konnte bei Kanalbauarbeiten an der Kreuzung Kremser Straße/Melkerstraße ein Teil einer gut erhaltenen, mehrphasigen Apsis des Lagerbades aufgedeckt werden. Sie war vermutlich Teil des Heißbades (caldarium ), da sie mit einer Hohlziegel-Wandheizung (tubuli) ausgestattet war. Bauchronologisch wird der Thermenbau der Phase 3 und 4 des Kastells (nach Groh/Sedlmayer) zugerechnet. Das Fundmaterial in den oberen Schichten datierte in das 4. bis 5. Jahrhundert n. Chr. Die verkleinerte Apsis stammt vermutlich aus der Spätantike. Nach Abschluss der Kanalarbeiten mussten die Mauerreste wieder zugeschüttet werden.

## Garnison
Für die Rekonstruktion der Belegungsgeschichte des Lagers wurden vor allem Ziegelstempel herangezogen, da sie wertvolle Aufschlüsse darüber geben können, welche Einheiten im und um das Lager bei Baumaßnahmen eingesetzt wurden. Stammen sie von Auxiliaren, liegt die Vermutung nahe, dass diese auch im Lager stationiert waren. Funde von Ziegelstempeln von Legionsformationen besagen hingegen nur, dass deren Angehörige zu Bauaufgaben herangezogen wurden oder dass das Baumaterial von dieser Legion geliefert wurde. Diese Einzelbefunde dürfen jedoch nicht überbewertet werden, da einzelne Ziegel auch von anderen Orten hierher gelangt sein könnten. Hierorts aufgefundene Ziegelstempel nennen vor allem die in Vindobona/Wien stationierte Legio X Gemina und die Legio XIIII Gemina aus Carnuntum. Eventuell stellten die Angehörigen dieser beiden Legionen in der Zeit des Steinlager I für kurze Zeit die Garnison.
Folgende Besatzungseinheiten sind für Favianis bekannt:
| Zeitstellung                        | Truppenname                                                                             | Bemerkung | Abbildung |
| ----------------------------------- | --------------------------------------------------------------------------------------- | --- | --------- |
| 1. Jahrhundert n. Chr.              | Ala (Reiterschwadron)                                                                   | Bei den Grabungen im Jahr 2007 (siehe Abschnitt Forschungsgeschichte) kamen unter anderem auch die Reste von größeren Stallungen zum Vorschein, was für die Anwesenheit einer Reitertruppe in Mautern spricht. Name und Mannschaftsstärke dieser Einheit sind jedoch mangels weiterer diesbezüglicher Funde bis dato unbekannt geblieben. |           |
| spätes 1. Jahrhundert n. Chr.       | Cohors prima Ubiorum (die erste Kohorte der Ubier)                                      | Theodor Mommsen und Max Nistler versuchten anhand von aufgefundenen Ziegelstempeln (CHOIVB) einen Zusammenhang mit dieser Ubierkohorte herzustellen. Die Truppe war bis zur ersten Hälfte des 1. Jahrhunderts in der Germania inferior stationiert und wurde im späten 1. Jahrhundert in die Provinz Moesia versetzt. Aufgrund der Germanenkriege Domitians gelangte sie laut Max Nistler in den 80er Jahren des 1. Jahrhunderts noch nach Noricum und quartierte sich zunächst in Favianis ein. Auch Hans Riedl unterstützte anhand des obengenannten Ziegelfragmentes eine Stationierung dieser Kohorte in Favianis (vor 90 n. Chr.) Ihm war allerdings die geringe Aussagekraft eines einzelnen Ziegelstempels durchaus bewusst. Herma Stiglitz lehnte die Anwesenheit der Ubier in Favianis ab. |           |
| Mitte 2. Jahrhundert n. Chr.        | Cohors secunda Batavorum millaria (die zweite Kohorte der Bataver, 1.000 Mann stark)    | Es handelt sich bei dieser Formation um eine sog. cohors millaria, das heißt einer etwa 1.000 Mann starke Truppe der Hilfstruppeninfanterie, was die relativ große Fläche des Lagers erklären würde. Laut der Opinio comunis waren die alten, noch bei Tacitus erwähnten Bataverkohorten von Vespasian nach der Niederwerfung des Bataveraufstandes am Niederrhein aufgelöst worden. Die 2. Bataverkohorte war also vermutlich eine Neuschöpfung und ist bis 80 n. Chr. als Teil des pannonischen Provinzheeres belegt. Hannsjörg Ubl vermutet, dass sie ursprünglich aus der Zusammenlegung von zwei Quinquenaria-Einheiten (je 500 Mann) hervorgegangen ist. Für Britannien können in der Zeit der Feldzüge des Agricola insgesamt drei Bataverkohorten nachgewiesen werden. Nach Ende der Kampagnen, frühestens um 110 n. Chr., dürften sie an die Donau verlegt worden sein. Auch ein Aufenthalt in Moesia in den Jahren 85–86 n. Chr. ist wahrscheinlich. Laut den Inschriften auf dem Ehrenmal von Adamklissi, waren Bataver auch am Dakerkrieg Trajans beteiligt. Ob die Bataverkohorte danach in Favianis stationiert wurde und sich beim Umbau des Lagers beteiligte, lässt sich allerdings nicht mit absoluter Sicherheit sagen. Für Herma Stiglitz lag die Truppe seit 127/128 bis einschließlich 138 n. Chr. in Favianis. Einen kleinen Hinweis in diese Richtung geben zwei Militärdiplome; eines davon wurde im Vicus gefunden, war für den Veteranen Octavius ausgestellt und stammt aus den Jahren 131–133 n. Chr., ein weiteres, in Stein (Stein 4) an der Donau entdeckt, lässt sich auf die Jahre 135–138 n. Chr. datieren. Beide lassen auf den Aufenthalt dieser Einheit in Favianis schließen. Hannsjörg Ubl hält aufgrund von vor Ort ausgegrabenen Ziegelstempeln auch eine Stationierung im Kastell Klosterneuburg für möglich. 1976 fand man in der Martinskirche in Linz die Reste einer Weihinschrift dieser Kohorte, die eine Anwesenheit dieser Truppe auch im Kastell Lentia als möglich erscheinen lassen. |           |
| Mitte 2. bis 3. Jahrhundert n. Chr. | Cohors prima Aelia Britonnum (die erste aelische Kohorte der Britannier)                | Viel besser sind die Erkenntnisse über die Besatzungstruppe ab den 40er Jahren des 2. Jahrhunderts. Die Anwesenheit der Britannier in Mautern ist durch Ziegelstempel bis in das 3. Jahrhundert belegt. Aufgrund von Funden früherer Sigillatkeramik war auch bald klar, dass sie auch nicht die erste Garnisonstruppe in Favianis gewesen sein konnte Ausreichend archäologisch dokumentiert ist sie ab dem 2. Jahrhundert, da sie in Favianis eine rege Bautätigkeit entwickelte und deswegen zahlreiche Ziegelstempel hinterließ. Sie war laut Ausweis dieser Ziegelstempel zuvor im Wallsee stationiert. Dem Namen nach stammte die Kohorte offensichtlich aus Britannien, wo sie unter den Kaisern Hadrian oder Antoninus Pius angeworben wurde. Nach den Vermutungen von Franz Kainz gelangte die Truppe zur Zeit des Mark Aurel an die Donau. Sie übernahm frühestens um 140/150 n. Chr. den Wachtdienst in diesem Lager und löste somit die cohors II Batavorum ab. Nach Ziegelstempeln mit dem Aufdruck COIABANT sowie HIABAVTO führte die Einheit auch den Ehrennamen ANTONINIANA, was für ihre Anwesenheit in Mautern bis zumindest dem Beginn der Regierungszeit des Caracalla spricht. Nach Einschätzung von Albrecht Aign ging sie im Zuge der diokletianisch-konstantinischen Heeresreform in der neu aufgestellten Legio I Noricorum auf. Für Josef Aschbach verblieb sie noch bis in die Zeit von Valentinian I. als eigenständige Truppe an der norischen Donau. |           |
| 4. bis 5. Jahrhundert n. Chr.       | a) Legio prima noricorum (die erste Legion der Noriker), b) Liburnarii (Marinesoldaten) | Im Zuge der Heeresreform des Diokletian wurden in der Spätantike offenbar (Flottenangehörige) der neu aufgestellten Legio I Noricorum nach Mautern verlegt, was auch zahlreiche Ziegelstempel belegen. Auch im Abschnitt des norischen Dux in der Notitia dignitatum wird für Mautern ein praefectus legionis liburnariorum primorum Noricorum, Fafianae angeführt. Wo die Legion ihren ursprünglichen Standort hatte, ist nicht bekannt. Sie dürfte in ihrem Vollbestand um die 2.000 Mann umfasst haben und verteilte sich laut Notitia dignitatum auf die Kastelle Wallsee und Favianis. Wahrscheinlich bestand sie zum größten Teil aus Germanen. Die spätantiken Ziegelstempelfunde verweisen noch auf letzte größere Baumaßnahmen unter dem (Dux) Ursicinus, dem örtlich zuständigen Abschnittsgeneral unter Valentinian I. Eine Stationierung der Legion in Mautern ist nach heutigem Wissensstand zumindest bis zur Herrschaft Valentinians (364–375) als halbwegs gesichert zu betrachten. |           |
| 5. bis 6. Jahrhundert n. Chr.       | Milites (Soldaten/Wächter)                                                              | In Favianis stand laut der Vita Sancti Severini bei Ankunft Severins noch eine reguläre Garnisonstruppe unter dem Befehl eines Tribunen namens Mamertinus. Er hatte allerdings nur wenige und schlecht ausgerüstete Soldaten unter seinem Kommando (paucissimi milites). In Kapitel 4,1–5 der Severinsvita wird ein Überfall von Ostgoten auf „… Menschen und Vieh außerhalb der Mauern.“, geschildert. Es gelang den Milites jedoch beim zweiten Meilenstein, an den Ufern der Tingutia, wahrscheinlich die Fladnitz bei Furth-Palt am Göttweiger Berg, die ostgotischen Plünderer zu stellen, sie niederzumachen, bzw. gefangen zu nehmen und sich deren gesamte Ausrüstung anzueignen. Die Truppe war also offenbar gänzlich auf sich allein gestellt und gezwungen sich den nötigen Nachschub auch auf diese Weise zu besorgen. Einige der Gefangenen wurden vor Severin geführt. Dieser schloss mit ihnen anscheinend eine Art Friedensvertrag, der wohl für die ganze Stammesgruppe bindend war und ließ sie danach unter freiem Geleit ziehen. Mamertinus wurde später zum Bischof geweiht. Tatsächlich sind zwischen 467 und 488 im Osten Ufernoricums keine weiteren gotischen Einfälle mehr bekannt. Ein übergeordneter Dux oder Comes wird in der Severinsvita nicht mehr erwähnt. Die norische Grenzarmee und ihre Verwaltungsorganisation hatten sich zu dieser Zeit – wegen ausbleibender Soldzahlungen – wohl schon komplett aufgelöst. Daher traten Romanen auch in den Dienst germanischer Machthaber, so zum Beispiel ein gewisser Avitianus der im Gefolge des Rugierkönigs Federuch diente. |           |

## Vicus
Der Stadtkern des heutigen Mautern liegt fast deckungsgleich über dem ehemaligen Kastellareal. Dieser Umstand erwies sich als ein besonderer Glücksfall, da sich dadurch für Untersuchungen am zivilen Vicus bessere Möglichkeiten boten. Der Vicus umschloss das Kastell in einem sich von West nach Ost erstreckenden Bogen und streute auch etwas nach Süden aus. In zahlreichen Untersuchungen seit 1930 konnten Villenanlagen, Wohnhäuser, Brunnenschächte, Straßen sowie Gräberfelder nachgewiesen werden. In den Jahren von 1997 bis 1999 konzentrierte sich die Grabungstätigkeit hauptsächlich auf die Untersuchung einer rund 7000 m² großen Fläche im Osten und eine kleinere Grabung im Süden des Lagerdorfes. Man fand eine rund 20 ha große Siedlung, die von den die Einheiten begleitenden Handwerkern, Händlern, Kauf- und Wirtsleuten sowie deren Familien bewohnt war.

### Entwicklung

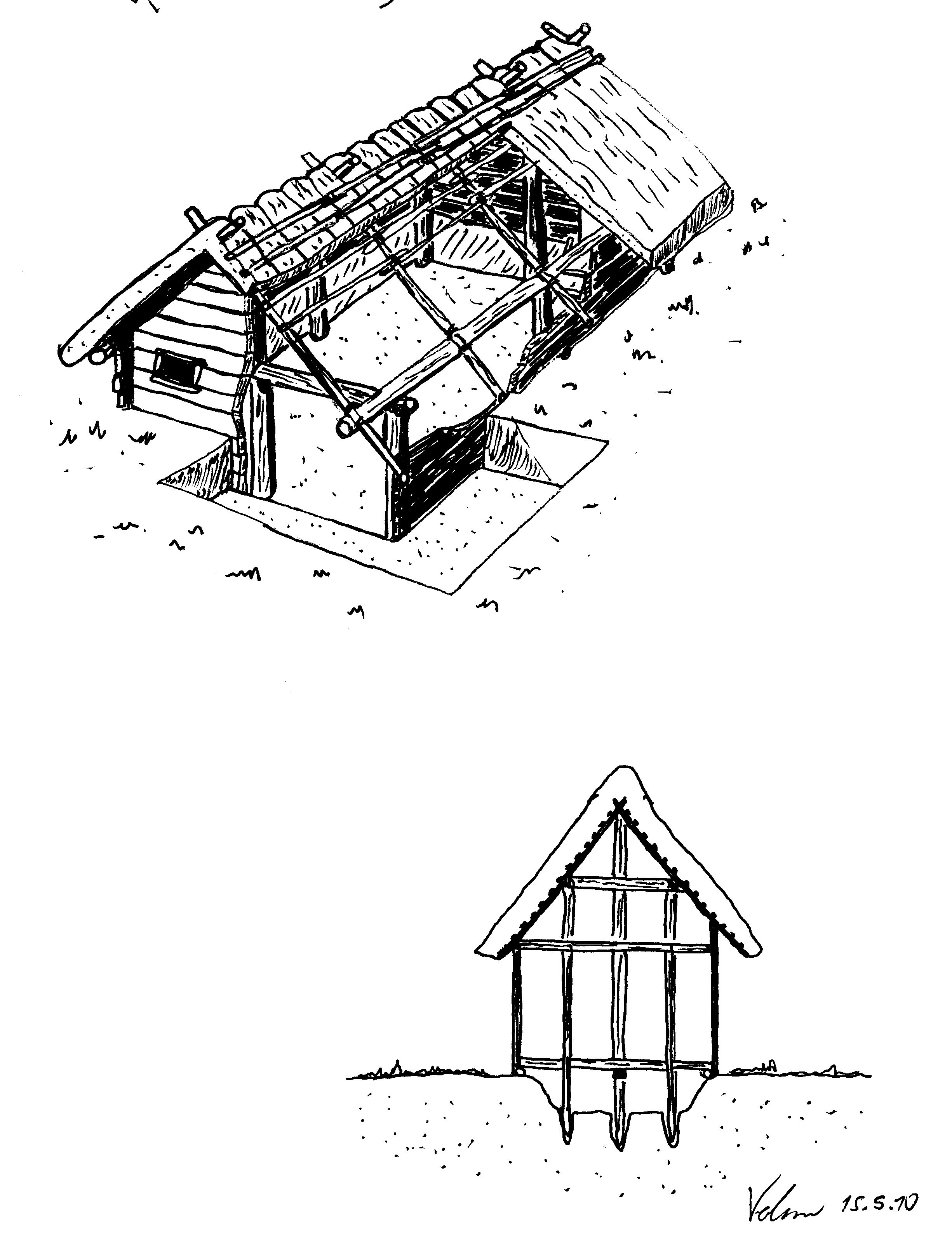
Skizzen von Grubenhäusern

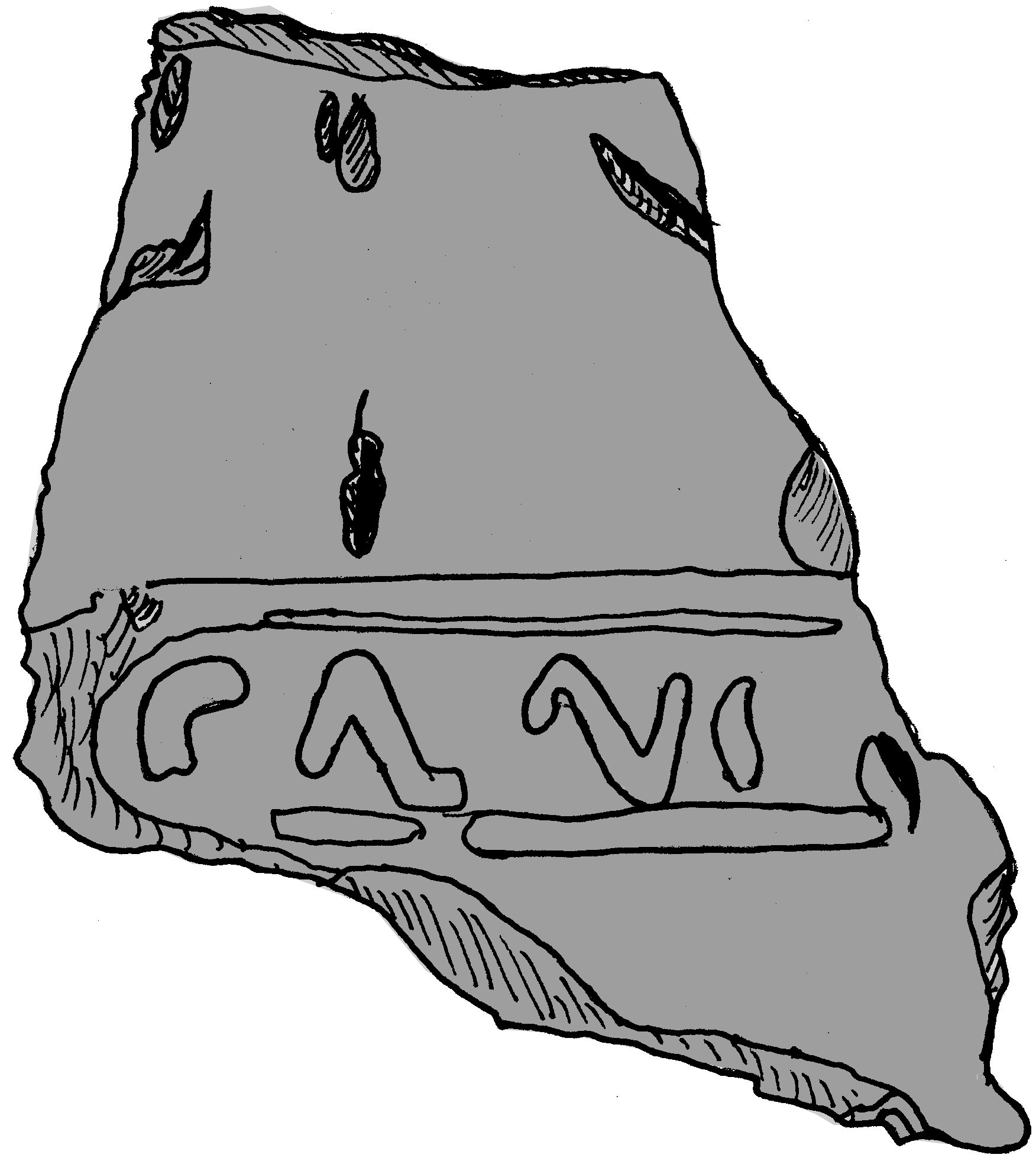
Ziegelstempel aus Mautern/Kirchengasse

Die Aufschließung des Baulandes im Osten erfolgte wohl um 70 n. Chr. Ihr ging eine Brandrodung voraus. Es wurden annähernd parallel zueinander verlaufende Straßen angelegt und das Gebiet in streifenförmige Grundstücke aufgeteilt. Das Areal wurde auf einer Fläche von 10 bis 30 ha (höchstwahrscheinlich von Militärangehörigen) vermessen. Für die Entwicklung des Vicus waren wohl wirtschaftliche Gründe hauptausschlaggebend.
Die Positionierung des Lagerdorfes westlich, östlich und südlich des Kastells bestimmten die Topografie des Geländes und der Anschluss an die Limesstraße. Die einzelnen Parzellen weisen im untersuchten Abschnitt eine Länge von 39,5 bis 40,8 m und eine Breite von 9,5 bis 15 m auf. Die ersten Gebäude wurden – wie im Kastell – in Holz-Erde-Technik als Mehrraumhäuser hochgezogen, die im Kastell und Vicus verwendeten Bautechniken sind nahezu ident. Die Zuteilung der Parzellen wurde nicht flächendeckend vorgenommen, sondern erfolgte erst nach und nach. Einzelne Parzellen blieben auch in den nachfolgenden Zeitperioden unbebaut.
Im Laufe der Zeit entwickelte sich die Zweipfostenhütte zum dominierenden Haustyp im Vicus von Favianis. Sie waren im Durchschnitt 5 bis 10 m² groß und bis zu 0,3 m im Boden eingetieft. Die Durchsetzung dieser lokalen Bautradition könnte mit einem vermehrten Zuzug aus den norisch-pannonischen Raum stehen, der nach Abzug der ersten Siedler infolge eines Truppenaustausches hier anlangte, oder auf eine Koexistenz mit den ursprünglichen Bewohnern zurückzuführen sein. Möglich wäre auch, dass die einzelnen Familien in den Grubenhäusern lebten und größere Clans mit ihren Verwandten oder Hörigen (Sklaven) die Mehrraumhäuser belegten. Die Mehrzahl der Funde aus den Abfallgruben lassen jedoch auf kleinere Personengruppen schließen. Die Gesamteinwohnerzahl dürfte in der Frühzeit die 3000er-Marke nicht überschritten haben.
Ein Brunnenhaus in zentraler Lage und in unmittelbarer Nachbarschaft zu den Metallwerkstätten lässt auf eine gute Organisationsstruktur des Vicus schließen. Latrinenanlagen wurden offensichtlich gemeinschaftlich genutzt. Die Anordnung der Handwerksbetriebe zeigt einen hohen Grad an Arbeitsteilung. Die meisten Mehrraumhäuser werden um 100 n. Chr. aufgegeben und verfielen, das so wieder zur Verfügung stehende Bauland lag aber offenbar für einige Zeit brach. Nach Erweiterung des Holz-Erde Kastells zwischen 100 und 140 n. Chr. war es von einem rund 40 m breiten Glacis umgeben, das zwar frei von Bebauung bleiben musste, aber von den Vicusbewohnern gewerblich genutzt werden durfte. Waren vorher die Handwerks- und Wohnbereiche klar getrennt, zeigt das neue Bebauungsschema ein anderes Bild. Die Grubenhütten werden nun in Gruppen von zumindest zwei Gebäuden direkt an der Straße platziert, was auf eine gewerbliche Spezialisierung der einzelnen Familien hindeutet. Teilweise werden auch Neuparzellierungen vorgenommen und die Grubenhütte setzt sich endgültig als markantestes Baumerkmal des Vicus durch. Für diese Zeit ist auch eine Haltung von Nutztieren (Schafe, Ziegen, Scheine und Hühner) nachzuweisen, deren Fleisch vor Ort verwertet bzw. konserviert wird. Die Bevölkerungszahl erreichte mit Ausbau des Steinkastell I mit schätzungsweise 4600 Personen ihren Höchststand, was in etwa einem Verhältnis von 1:4 zu den Soldaten des Kastells entspricht. Das Gemeinwesen dürfte nun auch weniger straff organisiert gewesen sein als noch zur Frühzeit des Lagerdorfes.
Das reiche Fundmaterial zeugt von einem hohen Grad an Wohlstand und einer lang anhaltenden Friedensperiode, deren sich die Bewohner der Zivilsiedlung erfreuen konnten. Die Häuser waren in deren Blütezeit durchwegs mit handwerklich hochwertigen Wandmalereien, Heizungsanlagen und umfangreichem Interieur ausgestattet. Besonders hervorzuheben sind hier auch die zahlreichen gut erhaltenen Kellerbauten, ein größerer befindet sich in der Schubertstraße, ein weiterer an der Adresse Grüner Weg Nr. 15. Dieser wurde später in einen modernen Wohnhausbau (R. Kurzbauer) integriert. Der 1953 von Herma Stiglitz freigelegte, gemauerte Keller wurde 1999 dokumentiert. Der ca. 21 × 3,7 m messende Raum ist noch bis zu einer Höhe von 1,8 m erhalten. Vier Wandnischen befinden sich an der östlichen, drei an der südlichen Seite, die zusätzlich einen Schacht aufwies. Die Kalksteinmauern sind gemörtelt und verputzt. Solche Keller wurden im Laufe der Zeit immer wieder freigelegt. Sie waren ebenfalls mit verputzten Wänden, Estrichböden, Wandnischen oder Schlitzfenstern ausgestattet. Bei allen diesen Beispielen konnte eindeutig ihre Funktion als Lagerräume erkannt werden, es handelte sich nicht um Grabanlagen (Kolumbarien).
Eine breite Brandschicht, die durch Kleinfunde auf das späte 2. Jahrhundert n. Chr. zu datieren ist, markiert das Ende der Blütezeit des Vicus von Mautern und dürfte auf die turbulenten Ereignisse in den Markomannenkriegen zurückzuführen sein. Die Siedlung wurde größtenteils verlassen, das Gelände der großen Werkstätten verödete. Die Entsorgung zahlreicher Jungtierkadaver (Schweine, Hühner) in den Latrinen einer Gerberei könnte ein Hinweis auf den Abzug vieler Bewohner sein, da Jungtiere zum Essen nicht geeignet waren und den Transport über eine weite Strecke nicht überstanden hätten. Im Nordosten des Vicus wurde unter anderem auch ein Brunnen unbrauchbar gemacht, indem man ihn mit Tierkadavern und Müll auffüllte. Dennoch ging das Leben im kleineren Umfang weiter, die Ruinen wurden eingeebnet, was auch die gut erhaltenen Kellerräume erklärt. Über der Planierungsschicht wurden nun meist, allerdings in ihrer Ausführung einfachere, Fachwerkbauten hochgezogen. Bevorzugt werden jedoch zuerst jene Areale des Vicus verbaut, die vorher brach gelegen waren, da die Neusiedler wohl noch das Ruinenfeld vorfanden und es erst nach und nach beseitigten.
Die rückläufige Entwicklung des Vicus findet mit der Zerstörung von Teilen des Kastells zur Mitte des 3. Jahrhunderts ihr Ende. Im untersuchten Teil des Vicus findet sich allerdings keine Zerstörungsschicht. Einige der Grubenhütten werden schon vor der Brandkatastrophe im Kastell aufgegeben. Der Bautyp Grubenhütte verschwindet aus dem Vicus und kann nur mit dem neuerlichen Abzug der Bevölkerung erklärt werden, wofür auch ein Verwahrfund (Metalldepot) spricht. Abgeschlagene Jochbeschläge, aus Gebäuden demontierte Baubeschläge und unterschiedliche Gerätschaften ergänzen das Bild von der Aufgabe des Vicus. Das Kastell dürfte zu dieser Zeit unbesetzt gewesen sein, da im Zerstörungshorizont keinerlei Spuren eines Kampfes gefunden werden konnten. Das ausgeplünderte Kastell und Vicus veröden für schätzungsweise 20 Jahre.
Ob Lager und Lagervicus ohne Unterbrechung mehr oder minder dicht besiedelt waren, ist nicht restlos geklärt. Die Ankunft neuer Bewohner im Vicus wird durch die Errichtung von Einraumhäusern dokumentiert. Zwei bis zu sieben Meter tiefe Brunnen werden gegraben, was auf einen gesunkenen Grundwasserspiegel schließen lässt. Nach Ausweis einfacher Schlauchheizungen in diesen 25–30 m² großen Häusern, die von ihrer Machart her für das ausgehende 4. Jahrhundert typisch sind, herrschte auch in dieser Zeitperiode im Vicus noch eine rege Bautätigkeit. Dennoch verkleinerte sich der Vicus auf rund fünf bis zehn Hektar, die Bevölkerungszahl sank auf 400 Individuen. Die Fertigung von örtlicher Gefäßkeramik (Horreumware) ist im Gegensatz zu vergangenen Zeiten primitiv. An Handwerk wird vor allem die Metallverarbeitung und Textilherstellung praktiziert. Handelsbeziehungen dürften nur im geringen Ausmaß bestanden haben. Die Landwirtschaft ist noch recht gut entwickelt und organisiert.
Ab dem 5. Jahrhundert n. Chr. wurde die Zivilsiedlung jedoch endgültig aufgegeben. Auch die für Favianis bezughabenden Textstellen in der Vita Sancti Severini bestätigen die dafür maßgeblichen archäologischen Befunde. Dessen Bewohner zogen sich in das längst nicht mehr nur mit Soldaten belegte Kastell zurück, dessen Mauern etwas besseren Schutz boten. Diese Tendenz ist am gesamten norischen Limes zu beobachten und setzte vermutlich massiv um 349 n. Chr. ein, als ein kaiserlicher Erlass es – zunächst nur verdienten Soldaten – gestattete, mit ihren Familien innerhalb der Kastelle zusammenzuleben.

### Bevölkerung

Römischer Bronzebeschlag mit Sicherungsstift aus Mautern, gefunden 1982, südöstlich der ÖBH Kaserne

#### 1. Jahrhundert
Die Machart der frühesten Häuserbauten lassen darauf schließen, dass sogenannte „camp-followers“ aus den Nordwestprovinzen zu den ersten Bewohnern des Vicus zählten. Kulturelle Besonderheiten von Siedlungsgruppen lassen sich auch sehr gut anhand von Gegenständen des täglichen Gebrauchs erfassen, hier nimmt insbesondere die Keramik einen hohen Stellenwert ein. Nach deren Auswertung (Topf- und lateneoide Schüsselformen) ist anzunehmen, dass die Mitte des Jahrhunderts vor Ort ansässige Bevölkerungsmehrheit größtenteils schon aus dem südostnorischen bzw. dem südwestpannonischen Raum stammt. Weitere Anhaltspunkte hierfür sind die Markierungen der Produzenten und eine Kleinplastik mit ausgespartem Malmuster. Letztere ähnelt auch stark den Hausurnen der Latobici. Für die Populationsbestimmung der frühen Siedlungsphase ist auch die Metallverarbeitung vor Ort von Bedeutung. Die Auffindung von Essen mit eingebauten Düsenziegeln im Vicus Ost verweisen wiederum auf das südliche Noricum, wo bislang nur aus der Römerstadt auf dem Magdalensberg in Kärnten ein vergleichbarer Fund bekannt ist.

#### 2. Jahrhundert
Neben der nach wie vor aufrechten Orientierung nach Südostnoricum bestand bald auch eine wirtschaftliche Verbindung nach Italien und in das Umland von Iuvavum, wie aufgefundene Becher mit Oberflächenglättung und Importkeramik zeigen. Darüber hinaus zeigt sich eine Zunahme von Fremdeinflüssen und eine starke Verankerung der Romanisierung in der Bevölkerung (zum Beispiel Veränderung der Kochpraxis, zunehmende Verschmelzung von keltischen und römischen Elementen). Zuwanderer aus Südostpannonien und Westmoesien bzw. Dakien nahmen die meisten der Töpfereien in Betrieb, verfügten über ausgezeichnete handwerkliche Fähigkeiten (Beherrschung von Brenntemperaturen bis zu 1800 °C) und wurden so zu den bestimmenden Kulturträgern im späten 2. Jahrhundert. Auch die italisch-mediterrane Lebenskultur setzte sich mehr und mehr durch. Ein deutlicher Bevölkerungsaustausch im östlichen Vicus dürfte auch auf die Stationierung der coh. I Aelia Brittonum nach den Dakerkriegen in Favianis zurückzuführen sein.

#### 3. Jahrhundert
Nach der Katastrophe der Markomannenkriege, in der der Vicus fast gänzlich zerstört wurde, floh ein Großteil seiner Bevölkerung und wurde später – in beschränkten Umfang – wieder durch Siedler aus Südostnoricum ersetzt (mit Verbindungen zu Flavia Solva und Aelium Cetium/St. Pölten). Diese zogen nach einer Brandkatastrophe jedoch wieder ab, sodass für etwa 20 Jahre die Siedlungstätigkeit im Vicus vollkommen zum Erliegen kam.

#### 4. Jahrhundert
Wiederum Zuzug von Südostnorikern und wohl auch Pannoniern, die einen neuen Haustyp, das Einraumhaus, einführten. Architektur und Siedlungsstruktur lassen eine Neubesiedelung mit einzelnen Familien annehmen. Diesmal kamen die Siedler vermehrt aus dem Umland von Celeia. Das Militärische tritt in der Kultur dieser Gruppe stark hervor. Dies dürfte mit der Stationierung der legio I Noricorum in der Regierungszeit des Diocletian in Zusammenhang stehen.

#### 5. Jahrhundert
Seit dem letzten Drittel des 4. Jahrhunderts siedelten im benachbarten Pannonien Germanenstämme. Um 378 n. Chr. tauchten auch Goten dort auf, Sueben und Markomannen sind erstmals um 396 in der Region zwischen Klosterneuburg und Wien fassbar. 403 ziehen Alarichs Westgoten durch Noricum die um 433 von den Hunnen abgelöst werden. Nach 455 lassen sich wieder Gotenstämme in der Provinz nieder. Durch all diese Einfälle und Wanderungsbewegungen war die Bevölkerungszusammensetzung Noricums einem stetigen Wandel unterworfen. Infolgedessen ergab sich zwar in wenigen Jahrzehnten ein vielschichtiges Völkergemisch dennoch behauptete sich ein großer Teil der angestammten romanischen Bevölkerung bis 488 in ihren Siedlungen entlang der ehemaligen Donaugrenze.
Sozial hochstehende Bevölkerungsschichten (honestiores) werden in der Vita des Severin kaum erwähnt. Hier vor allem eine vermögende Witwe, Procula, ein anderer, Primenius, ein Gefolgsmann des Orestes, dürfte ein Flüchtling aus Italia gewesen sein. Bis zur Mitte des 5. Jahrhunderts ist diese Bevölkerungsschicht dann vollständig aus Noricum verschwunden. Auch von Sklaven ist nur selten die Rede. Severin bezeichnete sich einmal selber scherzhaft als Sklave. Sie werden nur am Hof des Rugierkönigs erwähnt sowie einer im Gefolge des Stilicho. Hauptberufliche Händler und Kaufleute waren faktisch nicht mehr vorhanden, der überregionale Handel scheint – wenn überhaupt – nur mehr als Nebenerwerb ausgeübt worden zu sein. Hauptsächlich wurde Tauschhandel mit Naturalien auf den Wochenmärkten betrieben, Münzgeld war jedoch noch in kleinen Mengen in Gebrauch. Die Vita berichtet ansonsten nur von sehr schwierig abzuwickelten Olivenölimporten aus Italien.
Der Großteil der Bevölkerung, darunter viele Veteranen, lebte ausschließlich von der Landwirtschaft, sie verelendeten im Laufe des 5. Jahrhunderts immer mehr. Eugippius schreibt, dass „...der Hunger die größte Qual im Leben ist.“ Die spätantike Schicht in der Frauenhofgasse enthielt unter anderem Knochenmaterial von vier Kleinkindern, die im Alter von zwei bis sechs Jahren gestorben waren. Eines von ihnen wies hierbei auch deutliche Zeichen von Mangelerscheinungen und Krankheiten auf. Severin führte zur Linderung dieser Not die Abgabe eines Zehnten ein um die sozialen Spannungen zu reduzieren und die Solidarität der Romanen untereinander zu stärken.

### Vicus Ost
Bei den großflächigen Grabungen im Vicus Ost konnte eine sehr komplexe mehrphasige Bebauung anhand von zehn streifenförmigen Parzellen untersucht werden. Die Ausdehnung des Vicus lässt sich bis 400 m östlich und südöstlich des Kastells verfolgen, daran schließt sich ein Gräberfeld an, das sich circa einen Kilometer entlang der Straße nach Traismauer hinzieht. Nach Entfernung des Waldes durch Brandrodung um 70 n. Chr. erfolgte eine Einteilung in Parzellen, die in ihren Ausrichtungen der Hauptstraße folgten.
Im Rahmen eines groß angelegten Projekts wurden von 2000 bis 2002 bis zu 20.000 römerzeitliche Funde aus 600 Objekten des östlichen Vicus ausgewertet. Diese Analyse erbrachte eine Periodisierung der Entwicklung des Lagerdorfes vom letzten Drittel des 1. bis zum 4. Jahrhundert, die weitestgehend mit den Geschehnissen im Kastell konform geht. Von besonderem Interesse waren hierbei die ökonomischen Grundlagen des Vicus. Lässt sich für die frühe Siedlung eine groß angelegte Eisenverarbeitung in weiten Bereichen nachweisen, ergibt sich für die mittleren Jahrzehnte des 2. Jahrhunderts eine gänzliche Umstellung in der Bewirtschaftung, wie man anhand zweier Parzellen feststellen konnte. Dies zeigen die Befunde von vier Töpferöfen und eine hohe Anzahl von Fehlbränden und beschädigten Fertigprodukten. Aber auch der Anteil an Importware unter den Keramikfunden war relativ hoch.

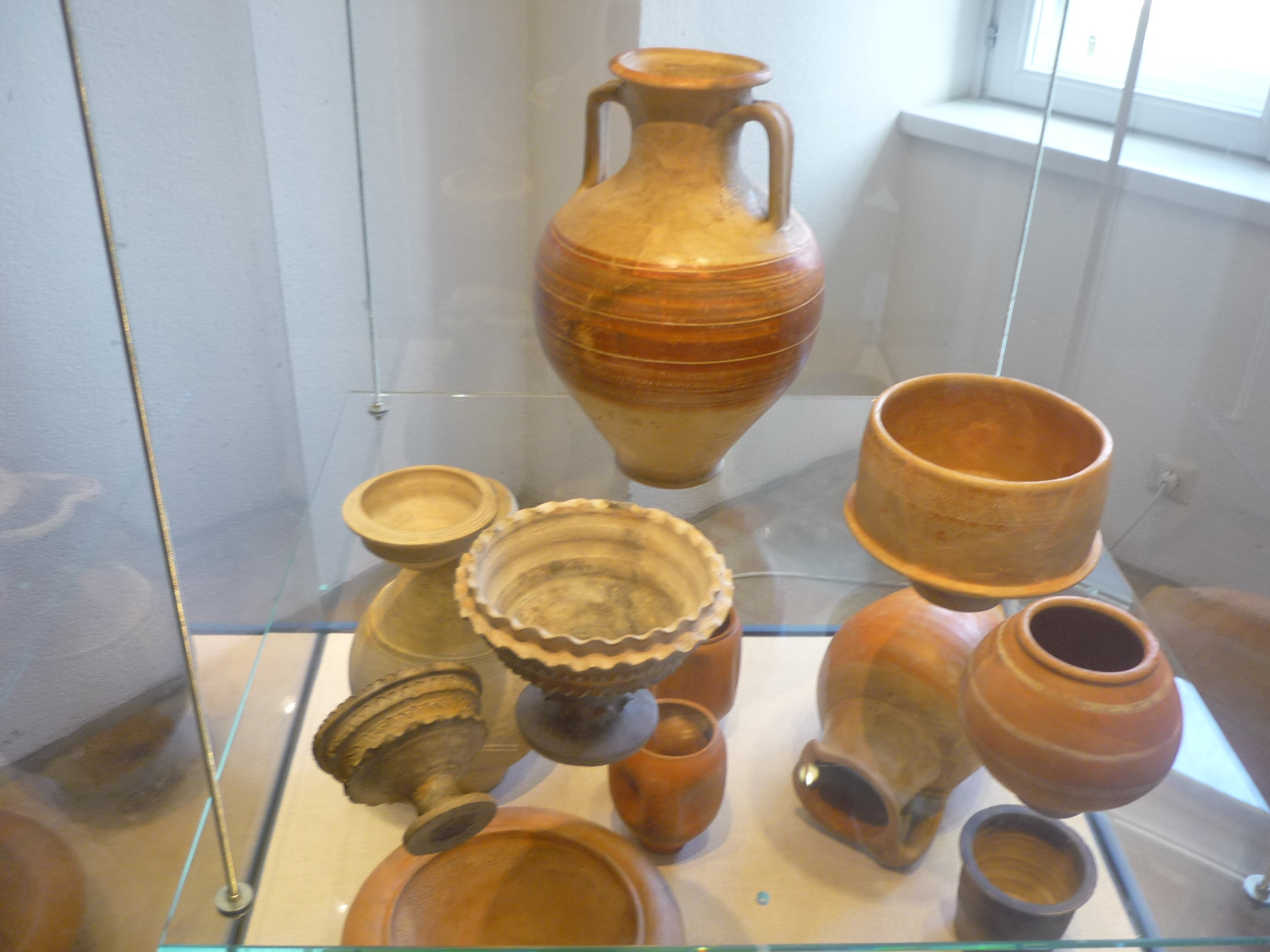
Römische Gebrauchskeramik aus dem Umfeld von Comagena (Römermuseum Tulln)

Die meisten Werkstätten dienten zur Metallverarbeitung, wurden aber noch durch vielerlei andere Betriebe ergänzt. Die lokale Keramikproduktion war stark von außen beeinflusst. Die Blütezeit dieses Vicus setzte um 130 n. Chr. ein und dauerte bis 160 n. Chr. In dieser Zeitspanne zeigt das Areal auch die höchste Nutzungsintensität (bis zu 4000 Bewohner im gesamten Vicusareal). Dies ist deutlich an der Massierung von Keramik und Töpferöfen abzulesen. In den Jahren nach 160/170 wurden Teile des Vicus aufgelassen. Verfallene Häuser wurden später allerdings von neuen Siedlern wieder in Beschlag genommen und umgebaut, die wahrscheinlich ebenfalls aus dem Südosten Noricums stammten. Ein flächendeckender Zerstörungshorizont um 250 n. Chr. ist jedoch nicht vorhanden, lediglich punktuelle Brandschichten lassen eine größere Katastrophe annehmen, die den Vicus für zwei Jahrzehnte nahezu unbewohnt hinterließ. Danach setzte eine Neubesiedlung ein, in allerdings stark reduziertem Ausmaß (ca. 400 Bewohner), die bis 370 n. Chr. verfolgt werden kann. In der letzten Phase des östlichen Vicus kam es zu einer umfassenden Umstrukturierung des Siedlungsgefüges, ohne dass die archäologischen Funde aber einen direkten Hinweis auf den wirtschaftlichen Hintergrund dieser Entwicklung geben können. Nachdem das Siedlungsareal östlich der heutigen Burggartengasse eingeebnet worden war, wurde es ab der Spätantike als Gräberfeld weiterverwendet.

### Vicus West
Bereits in den 1950er Jahren kamen im Westen des Kastells die ersten antiken Siedlungsbauten zutage. Im Bereich der Hauptschule wurden ab 1971 mehrere Ausgrabungen durchgeführt, die Beweise einer vorrömischen Besiedlung an das Tageslicht brachten. Daran anschließende Ausgrabungen im Bereich der Melkerstraße in den Jahren 2000–2006 zeigen eine planmäßige Bebauung des Siedlungsareals. Hier konnte auch nachgewiesen werden, dass die Bebauung des 3. bis 4. Jahrhunderts nicht mit dem vorherigen Bauraster in Zusammenhang steht.
Im westlichen Vicus wurden die bislang ältesten Siedlungsreste (erste Hälfte des 1. Jahrhunderts) nachgewiesen. Seine planmäßige Bebauung entspricht einem orthogonalen Raster, die Streifenhäuser sind nach den Straßen ausgerichtet. Dieser Vicus erreichte seine größte Ausdehnung offensichtlich im 2. Jahrhundert. Eine Neubebauung erfolgte gegen Ende des 2./ Anfang des 3. Jahrhunderts, wie sich an kleineren Kellern und zahlreichen Gruben zeigt. Auch Fundamente von Steinhäusern sind aus dieser Zeit bekannt. Spuren einer spätantiken Bebauung sowie die eines Töpferofens sind nahe der Westmauer des Kastells nachweisbar. In manchen Bereichen wird das Areal in der Spätantike auch als Bestattungsplatz genutzt.

### Vicus Süd
Bereits in den 1950er-Jahren fanden unter Herma Stiglitz Ausgrabungen ziviler Gebäude mit Kellerobjekten statt, deren Bewohner häufig eng mit der Kastellbesatzung verbunden waren, wie der Fund eines Militärdiploms zeigt. Dieses Areal wurde ab 1989 großflächig untersucht, wobei festgestellt wurde, dass die vor 100 n. Chr. einsetzende Besiedlung planmäßig entlang zweier Straßen erfolgte. Neben dem Altersheim (Parzelle 428) führte das Bundesdenkmalamt (Herma Thaller-Stiglitz) eine Grabung durch. Mauerzüge eines römerzeitlichen Gebäudes wurden ergraben. Der Inhalt einer antiken Abfallgrube konnte geborgen werden, darunter das Fragment eines Militärdiploms. Bei der Grabung von 1998 stellte man eine planimetrische Bebauung mit Holzhäusern (Erdkeller, Balkengräbchen, Pfostengruben) fest, die in ihrer Struktur auch mit den Befunden im östlichen Vicus von Mautern vergleichbar ist. Die Schichtenabfolge und das Fundmaterial der Grabung datieren in das ausgehende 1. Jahrhundert bis in die Spätantike.
Die Siedlungstätigkeit an der vom Kastelltor nach Süden verlaufenden Straße konnte am orthogonalen Raster der Bebauung erkannt werden, das in der Grabung von 2002 zutage trat. Der geringe Abstand zur mittelkaiserzeitlichen Kastellfront in der Alten Friedhofstraße lässt eine Siedlungstätigkeit in früher Zeit vermuten, da die südliche Begrenzung des Holz-Erde-Kastells weiter nördlich lag. 80 bis 100 m weiter südlich des Steinkastells orientiert sich das Raster der offensichtlich planmäßigen Erschließung an einer nach SO verlaufenden Straße, die südlich der W-O verlaufenden Limesstraße liegt. Hier zeigen Befunde eine Neubebauung nach 170/180 n. Chr., die sich an der älteren Struktur orientiert. Brandhorizonte konnten keine festgestellt werden. Für die Spätantike sind spärliches Fundmaterial und eine Begehung nachgewiesen.

## Gräberfelder
Das Gräberfeld von derzeit 16 bekannten Gräbern lag im Westen des Grabungsareals Vicus West beidseitig an einer Straße. Die Keramik zeigt eine Belegung bis in das 5./6. Jh., wie ein Vergleich mit dem Gräberfeld Burggartengasse im Vicus Ost zeigt.
Der Befund einer Straße in Mauternbach zeigt den Verlauf nach Unterbergern und Oberbergern, wo früh- bis mittelkaiserzeitliche Gräber gehoben wurden. Des Weiteren wurden an der Melker Straße prähistorische Bestattungen und solche nicht eindeutiger Datierung gehoben.
Die Belegung des zweiten Gräberfeldes fand östlich der heutigen Burggartengasse im 4. und 5. Jahrhundert statt und war an der aus dem Kastell führenden nordöstlichen Straße situiert; ein N-S verlaufender Graben begrenzte den Bestattungsplatz gegen das Siedlungsareal. Die an die 270 geborgenen Körperbestattungen waren hauptsächlich W-O orientiert und zeigten kaum Überschneidungen. Hinweise auf Grabraub wurden mehrfach festgestellt. Gegen Osten nahmen die beigabenlosen Gräber zu, sodass die chronologische Ausbreitung des Gräberfeldes nach Osten erfolgte. Dies bestätigt auch die horizontalstratigraphische Betrachtung der Beigaben. Wahrscheinlich erstreckte sich der Friedhof im Norden bis zur Terrassenkante.
Südlich des Vicus Süd wurden im Bereich der nach Südosten führenden Römerstraße weitere Brandgräber und Steinplattengräber gefunden, die nach ihren Beigaben in die Frühe Kaiserzeit bis in das 4. Jh. zu datieren sind. Bereits 1938/39 wurden von Hans Riedl Gräber entdeckt. Nach vereinzelten Funden erbrachte eine Ausgrabung 1999 in der Hans-Kudlich-Straße weitere Bestattungen. In der Hans-Kudlich-Straße auf Parz. 711/12 wurden 1999–2000 die Kanalisationsarbeiten vom Bundesdenkmalamt (Verein ASINOE) beobachtet. Im südlichen Teil wurden zwei Bestattungen gefunden, sodass hier die westliche Begrenzung des auf Parz. 710/5 erforschten Gräberfeldes angenommen wird. Im nördlichen Bereich wurden kaiserzeitliche Siedlungsschichten bis zu einer Tiefe von 3,6 angeschnitten. Auch ein Brunnenschacht wurde erkannt.

## Oppidum
Im Zuge der Auflösung der römischen Herrschaft an der mittleren Donau wandelt sich das Kastell im späten 4. und Anfang des 5. Jahrhunderts zu einer befestigten Zivilsiedlung (oppidum/civitas/civitatula) da der Vicus aufgegeben und seine Bevölkerung nun innerhalb des Mauerrings Schutz suchen muss. In der Severinsvita ist von einer von Obst- und Weingärten umgebenen und von Mauern eingefassten Stadt die Rede (extra muros Favianensum, iuxta muros) die von den Rugiern, einem am nördlichen Donauufer („Rugiland“) ansässigen germanischen Volk, geschützt wird und ihnen dafür tributpflichtig war (oppidum tributarum). Archäologische Untersuchungen haben ergeben, dass die Wehrbauten noch bis weit ins 5. Jahrhundert ihre Schutzfunktion erfüllten.

## Severinskloster

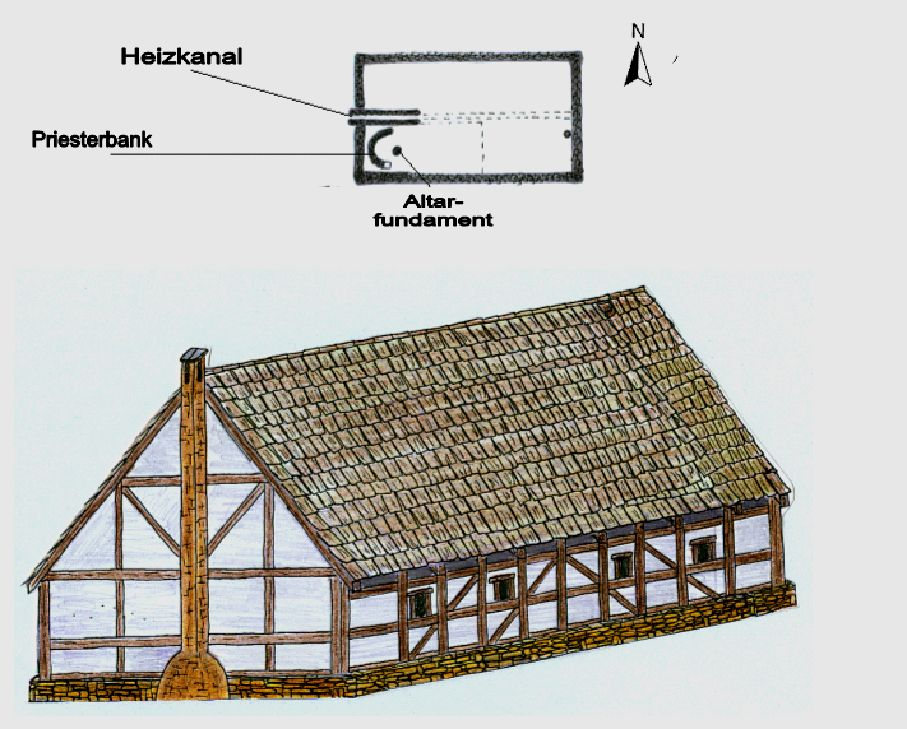
Rekonstruktionsversuch und Grundriss der sogenannten Severinskirche

Severin gründete nach seiner Ankunft in Favianis – nicht weit von der Stadt entfernt – ein Kloster. In der Vita werden hierbei die Klosterkirche (basilica), eine Klosterpforte (ianua monasterii) und ein Pförtner (aedituus) erwähnt. In der Kirche selbst befand sich ein Altar (altarium) und ein Silberkelch (calix argenteus) und noch andere sakrale Gebrauchsgegenstände für den Gottesdienst (ministeria altaris). Hier wurden auch die für die Legitimation von frühchristlichen Kirchenbauten unumgänglichen Reliquien verwahrt (reliquia sanctorum Gervasii et Proctasii martyrioum). Die Angehörigen der hier ansässigen Mönchsgemeinschaft nennt Eugippius „monachi“, den Abt „presbyter“ und die Priester „sacerdotos“. Severin selbst zog sich immer wieder in seine rund eine Meile von Favianis entfernte Einsiedelei zurück – offenbar ein ehemaliger Wachturm (burgus), der in der Nähe der Weinberge lag.
Bei der Grabung von 1957–1958 gelang es Herma Stiglitz (ÖAI) auch tatsächlich auf dem Gebiet des Vicus-Ost eine mehrgebäudige Anlage freizulegen, die der zitierten Passage in der Severinsvita entsprechen könnte (Abmessungen: Länge ca. 21 × 14,50 m). Beim größten dieser Gebäude handelte es sich um einen rechteckigen Fachwerkbau auf Steinfundamenten, der durch einen Schlauchheizungskanal in annähernd zwei gleiche Hälften geteilt war. Im Südteil wurde eine halbrunde Mauer angetroffen, die nach Westen ausgerichtet war und als Priesterbank interpretiert wurde. Östlich davon befand sich ein kleines Podest, das als Unterbau eines Altars interpretiert wurde. Der zusätzlich mit einem Estrich belegte, saalartige Innenraum besaß einen 10 × 5,50 m messenden Raum, der nur durch eine schmale Holzwand abgetrennt war. Diese Gebäudereste wurden durch Stiglitz und weitere Forscher als die Kirche des literarisch überlieferten Severinsklosters interpretiert. Neuere Forschungen kamen demgegenüber zu dem Ergebnis, dass das von ihr freigelegte Gebäude eher einem wirtschaftlichen Zweck diente (was natürlich einen Zusammenhang mit dem Severinskloster noch nicht ganz ausschließt). So war das Gebäude, im Gegensatz zur damals üblichen Ostausrichtung, nach Westen orientiert. Von der vermeintlichen Priesterbank wurden lediglich zwei einlagige, ca. 50 cm starke Fundamentreste nachgewiesen, die erst in einer späteren Publikation zu einem Halbrund ergänzt wurden. Zudem besaßen die freistehenden Priesterbänke, die aus spätantiken Kirchen bekannt sind, mit etwa 0,90–1,00 m eine fast doppelt so große Stärke wie die, die Stiglitz 1957/1958 zu erkennen glaubte. Auch das angebliche Altarfundament weicht ebenfalls stark von bekannten Altarbefunden ab. Außerdem war im Fundmaterial des Gebäudes nur die mittlere Kaiserzeit, nicht aber das 5. Jahrhundert vertreten, was einen Zusammenhang mit Severin eher unwahrscheinlich macht.

## Die Civitas Mutarensis

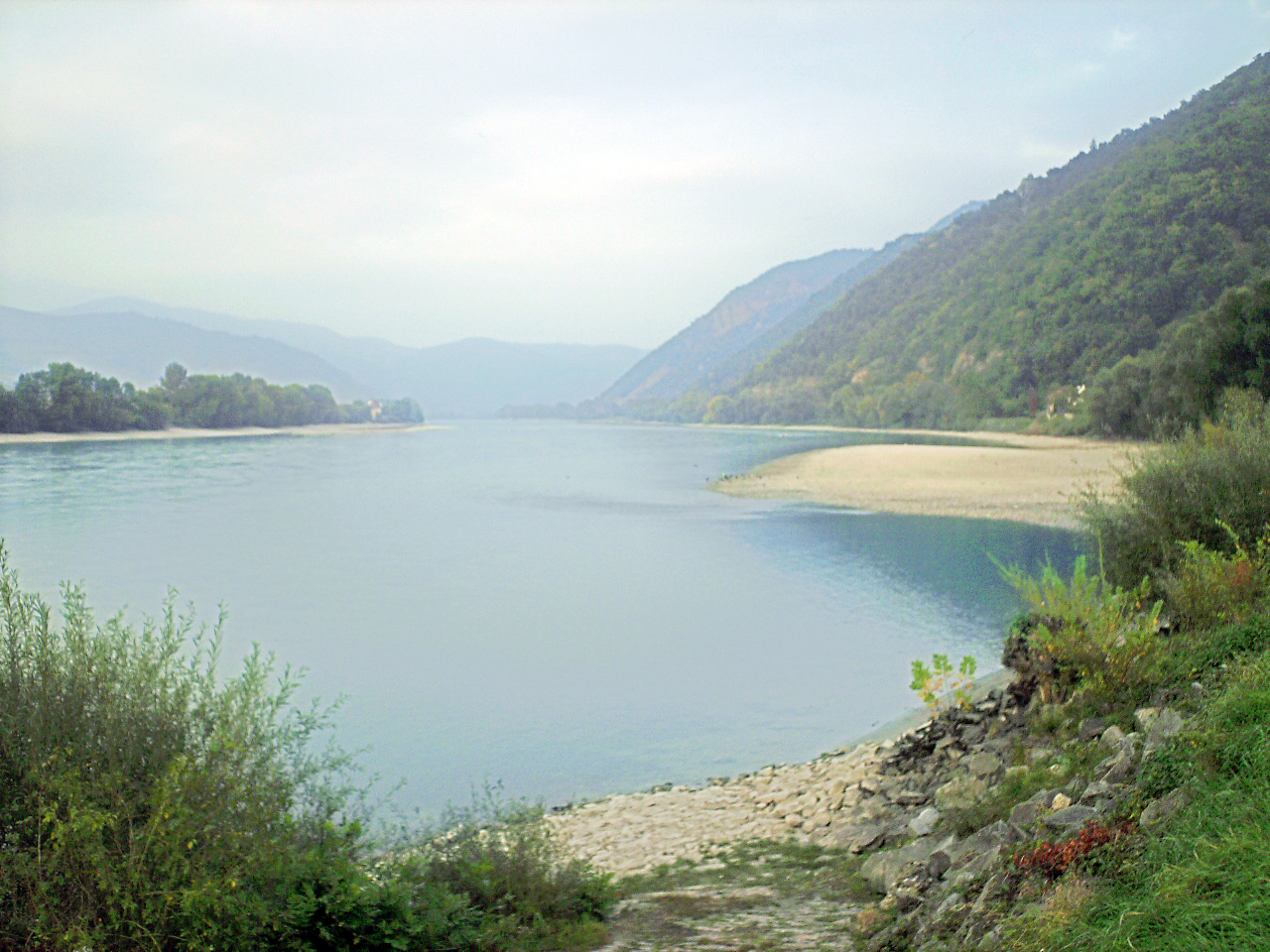
Der östliche Eingang zur Wachau, Blick von Westen

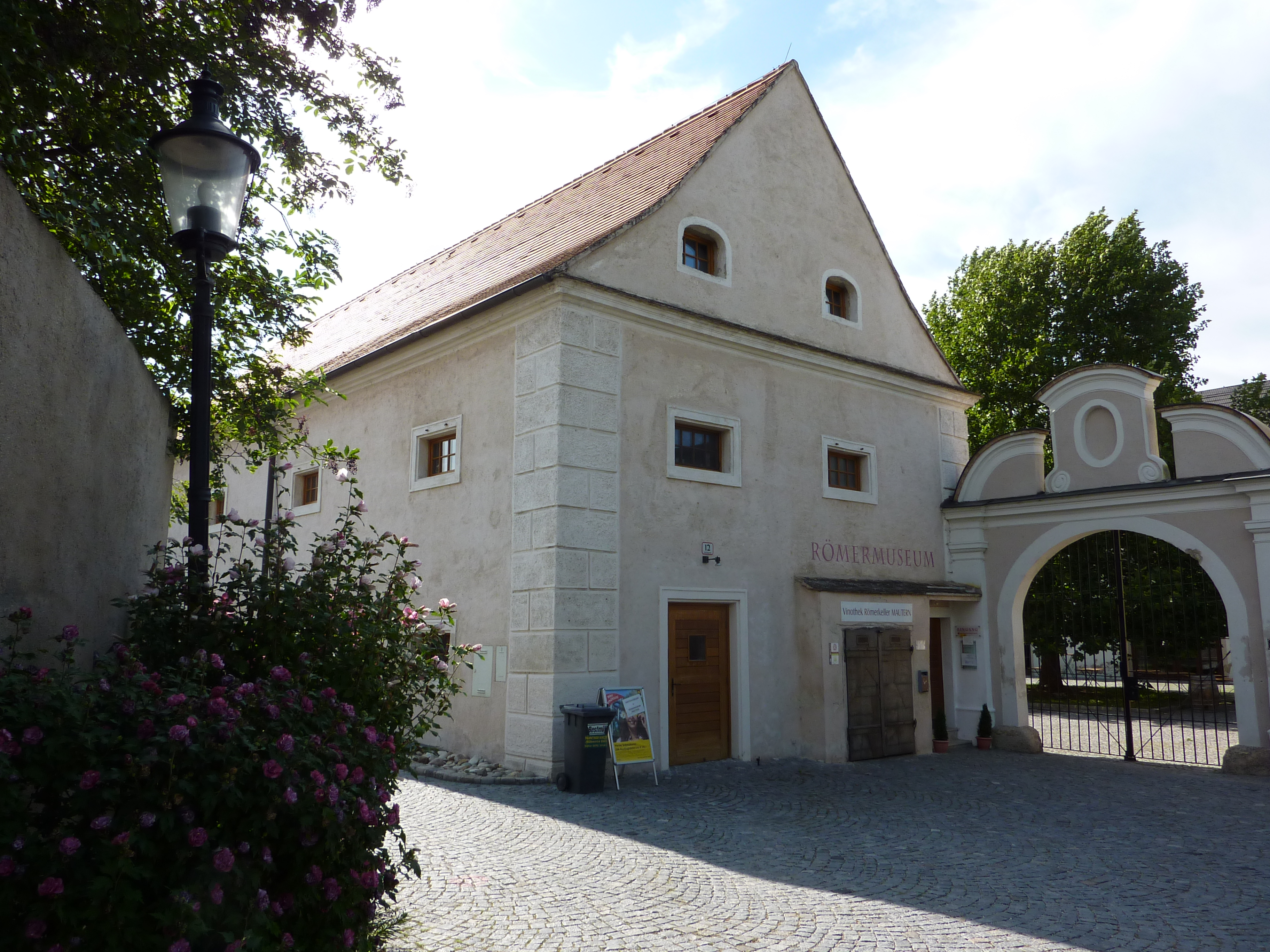
Das Römermuseum im ehem. Schüttkasten (Schloßgasse 12)

Frühestens im 8. Jahrhundert erfolgte die Wiederbesiedlung des Kastellareals, dessen Mauern damals wohl noch weitgehend intakt gewesen sein müssen. Dies beweisen die Planierschichten im spätantiken Nordannex, auch zahlreiche Gruben an der Nordmauer und in der Frauenhofgasse sprechen für eine frühmittelalterliche Siedlung. Die Grabung in der Frauenhofgasse zeigte, dass zu dieser Zeit von der römerzeitlichen Innenbebauung nichts mehr vorhanden war. Stattdessen waren von den Bewohnern einfache Grubenhäuser errichtet worden. Im 11. Jahrhundert wurde die Stephanskirche erbaut. Die Kastellmauer im nördlichen Bereich des Steinkastells I wurde hierfür abgetragen. Mit Übergang des Pfarrrechtes von der Agapitkapelle auf die neue Stephanskirche erfuhr der Ort eine großflächige bauliche Umgestaltung.

## Fundverbleib
Römische Funde aus Favianis sind im neuen Museum (Schüttkasten) bei der Römerhalle zu besichtigen. Der westliche Hufeisenturm ist vom Parkplatz vor dem Stadtschloss über den Kulturrundgang „Kulturweg Favianis Mutaren Mautern“, der vom Parkplatz vor der Römerhalle ausgeht, zu erreichen (Kinderspielplatz). Etwas südlich des Hufeisenturmes stehen die Reste des südwestlichen Fächerturmes. Folgt man dem Durchgang (Holzbrücke) beim Hufeisenturm, gelangt man links zum ehemaligen Schüttkasten, in dem das Archäologische Museum untergebracht ist, hier sind auch urgeschichtliche und mittelalterliche Fundobjekte ausgestellt. Der Rundgang setzt sich dann über die Kremser Straße, Melkerstraße und die Missongasse fort. An der Ecke Alte Friedhofstraße/Missongasse ist ein stark verbauter, fünfeckiger mittelalterlicher Turm erkennbar (Informationstafel), unter dem ein Fächerturm des Kastells vermutet wird. Geht man weiter über die St. Pöltner Straße und durch die Nikolaigasse, gelangt man zum Nikolaihof, in dessen Gaststube man durch ein Fenster die Grundmauern des östlichen Hufeisenturmes besichtigen kann. Fährt man von Mautern Richtung Westen, ist kurz nach der Ortschaft Mauternbach (hinter einem Bildstock, Hinweistafel) der Überrest einer römischen Geleisstraße zu sehen. Von Mauternbach führt der Weitwanderweg 06 in Richtung Oberbergern auf die „Steinplatte“, wo sich ein weiterer sichtbarer Abschnitt der römischen Geleisestraße befindet.